# Liste der Kulturdenkmale in Wurzen (A–J)

Denkmalplakette

Diese Liste der Kulturdenkmale in Wurzen (A-J) enthält die Kulturdenkmale der Stadt Wurzen sortiert nach Straßennamen. Die Anmerkungen sind zu beachten.
Die Liste ist eine Teilliste der Liste der Kulturdenkmale in Wurzen, welche die Kulturdenkmale in Wurzen und in deren Ortsteilen aufführt und damit eine Teilliste der Liste der Kulturdenkmale im Landkreis Leipzig und der Liste der Kulturdenkmale in Sachsen.
Aufgrund der großen Anzahl von Kulturdenkmalen ist die Liste der Stadt aufgeteilt in die
- Liste der Kulturdenkmale in Wurzen (A–J)
- Liste der Kulturdenkmale in Wurzen (K–Z)

## Legende
- Bild: Bild des Kulturdenkmals, ggf. zusätzlich mit einem Link zu weiteren Fotos des Kulturdenkmals im Medienarchiv Wikimedia Commons. Wenn man auf das Kamerasymbol klickt, können Fotos zu Kulturdenkmalen aus dieser Liste hochgeladen werden:
- Bezeichnung: Denkmalgeschützte Objekte und ggf. Bauwerksname des Kulturdenkmals
- Lage: Straßenname und Hausnummer oder Flurstücknummer des Kulturdenkmals. Die Grundsortierung der Liste erfolgt nach dieser Adresse. Der Link (Karte) führt zu verschiedenen Kartendiensten mit der Position des Kulturdenkmals. Fehlt dieser Link, wurden die Koordinaten noch nicht eingetragen. Sind diese bekannt, können sie über ein Tool mit einer Kartenansicht einfach nachgetragen werden. In dieser Kartenansicht sind Kulturdenkmale ohne Koordinaten mit einem roten bzw. orangen Marker dargestellt und können durch Verschieben auf die richtige Position in der Karte mit Koordinaten versehen werden. Kulturdenkmale ohne Bild sind an einem blauen bzw. roten Marker erkennbar.
- Datierung: Baubeginn, Fertigstellung, Datum der Erstnennung oder grobe zeitliche Einordnung entsprechend des Eintrags in der sächsischen Denkmaldatenbank
- Beschreibung: Kurzcharakteristik des Kulturdenkmals entsprechend des Eintrags in der sächsischen Denkmaldatenbank, ggf. ergänzt durch die dort nur selten veröffentlichten Erfassungstexte oder zusätzliche Informationen
- ID: Vom Landesamt für Denkmalpflege Sachsen vergebene, das Kulturdenkmal eindeutig identifizierende Objekt-Nummer. Der Link führt zum PDF-Denkmaldokument des Landesamtes für Denkmalpflege Sachsen. Bei ehemaligen Kulturdenkmalen können die Objektnummern unbekannt sein und deshalb fehlen bzw. die Links von aus der Datenbank entfernten Objektnummern ins Leere führen. Ein ggf. vorhandenes Icon  führt zu den Angaben des Kulturdenkmals bei Wikidata.

## Wurzen
| Bild                                    | Bezeichnung | Lage                                            | Datierung                                                     | Beschreibung | ID       |
| --------------------------------------- | --- | ----------------------------------------------- | ------------------------------------------------------------- | --- | -------- |
| Weitere Bilder                          | Wurzener Mühlgraben | (Karte)                                         | um 1480, möglicherweise älter (Mühlgraben)                    | Mühlgraben; ehemaliger Ost-Arm der Mulde, seit nachweislich 1486 genutzter Versorgungsgraben für die Produktionsanlagen im Stadtgebiet Wurzen, gemeindeübergreifend mit Thallwitz Gem. Nischwitz (ID-Nr. 09306729), ortsgeschichtlich und technikgeschichtlich und versorgungsgeschichtlich von Bedeutung. | 09306289 |
| Weitere Bilder                          | Denkmalschutzgebiet Historische Altstadt Wurzen | Karte                                           | 13.–19. Jh.                                                   | Die historische Altstadt der Stadt Wurzen ist der als Denkmalschutzgebiet ausgewiesene Teil des Stadtkerns, welcher zwischen dem 13. - 19. Jahrhundert entstand. Das Denkmalschutzgebiet wird begrenzt durch den Gerhart-Hauptmann-Platz, Straße „Altstadt“, Jacobsplatz, Badergraben, Sperlingsberg, Karl-Marx-Straße, Beethovenstraße, Straße , Straße „Am Mühlgraben“, Amtsweg, Berggasse und schließt die Muldengasse, die Straße „An der Mulde“ und die Berggasse sowie alle innerhalb des Gebiets liegenden Objekte des öffentlichen Raumes ein | 09302229 |
| Weitere Bilder                          | Wohnhaus in Ecklage | Albert-Kuntz-Straße 1 (Karte)                   | 1. Hälfte 17. Jh.                                             | baugeschichtlich, kunstgeschichtlich und städtebaulich von Bedeutung, Renaissancegiebel mit Voluten. Bürgerhaus mit aufwendigem Renaissancegiebel zur Albert-Kuntz-Straße, römischen Krieger als Hauszeichen, Ladeneinbau aus jüngerer Zeit. Fassadengliederung durch Putznutungen, profilierte Fensterrahmen, Gesimse, Pinienzapfen. Satteldach. | 09255150 |
| Weitere Bilder                          | Wohnhaus in geschlossener Bebauung | Albert-Kuntz-Straße 2 (Karte)                   | bezeichnet 1553                                               | baugeschichtlich und städtebaulich von Bedeutung, im Kern ein Renaissancebau, im Erdgeschoss rechts neben der Tür Wappen mit Fisch (bezeichnet 1553). Gliederung der Fassade durch gekehlte Fensterlaibungen. Satteldach mit Zwerchhäusern in Fachwerk. Teilweise Umgestaltung der Fassade im 19. Jh. | 09255151 |
| Weitere Bilder                          | Wohnhaus in geschlossener Bebauung | Albert-Kuntz-Straße 3 (Karte)                   | 19. Jh.                                                       | mit Laden, schlichtes barockes Gebäude mit älterem Kern, Fachwerkobergeschoss verputzt, baugeschichtlich und städtebaulich von Bedeutung. Erdgeschoss verändert, Ladenfenster vergrößert. Segmentbogenportal, profiliertes Hauptgesims, Satteldach. | 09255152 |
| Weitere Bilder                          | Wohnhaus in geschlossener Bebauung | Albert-Kuntz-Straße 4 (Karte)                   | bezeichnet 1717                                               | mit Laden, Torbogen aus Rochlitzer Porphyr, Haustür mit Inschrift, baugeschichtlich und städtebaulich von Bedeutung. Inschrift: Gottfried Seiffarth, darüber Wappen mit Anker Helmzier und Fortuna. Erdgeschoss mit entstellendem Ladeneinbau. Satteldach mit vier Zwerchhäusern. | 09255153 |
| Weitere Bilder                          | Mietshaus in geschlossener Bebauung | Albert-Kuntz-Straße 5 (Karte)                   | 2. Hälfte 19. Jh.                                             | klassizistisch wirkende Putzfassade mit Rundbogenportal und Drempelgeschoss, städtebaulich und baugeschichtlich von Bedeutung. Erdgeschoss stark verändert, gerade Fensterbedachungen und Schachbrettfries als Gliederung der Fassade. Satteldach. | 09255154 |
| Weitere Bilder                          | Wohnhaus in geschlossener Bebauung | Albert-Kuntz-Straße 6 (Karte)                   | 18. Jh.                                                       | städtebaulich von Bedeutung. Stark überformte Fassade (alter Fachwerkkern). Satteldach. | 09255155 |
| Weitere Bilder                          | Wohnhaus in geschlossener Bebauung | Albert-Kuntz-Straße 8 (Karte)                   | 1. Hälfte 19. Jh.                                             | städtebaulich und hausgeschichtlich von Bedeutung, eines der schmalsten Häuser der Altstadt. Profilierter Giebel mit halbrundem Biedermeierbogen, verputzte Fassade. Satteldach. | 09255156 |
| Weitere Bilder                          | Wohnhaus (ein Gebäude mit Altstadt 1) in geschlossener Bebauung | Albert-Kuntz-Straße 16 (Karte)                  | nach 1860                                                     | städtebaulich von Bedeutung, gründerzeitliches Gebäude, Kantengliederung durch Lisenen mit Putznutungen. Erdgeschossabschluss durch Deutsches Band. Fassadengliederung durch Blendfenster, einfach profilierte Gesimse, Putznutung und Spiegel. Satteldach. | 09255157 |
| Weitere Bilder                          | Wohnhaus in geschlossener Bebauung | Albert-Kuntz-Straße 18 (Karte)                  | Anfang 19. Jh.                                                | städtebaulich von Bedeutung, platzbestimmende Lage am Gerhart-Hauptmann-Platz. Verputzter Bau (mit älterem Fachwerkkern) mit Gerhart Hauptmann Platz bestimmender Lage. Segmentbogenportal, Satteldach und zwei Zwerchhäusern. | 09255158 |
| Weitere Bilder                          | Mietvilla mit Einfriedung | Albert-Kuntz-Straße 19 (Karte)                  | 1870/1880                                                     | baugeschichtlich von Bedeutung, gründerzeitlicher Putz-Klinkerbau mit Putzquaderlisenen im Obergeschoss. Fassadengliederung durch Dreiecksgiebel und Gesimsstreifenbedachung auf Konsolen. Drempelgeschoss. | 09255160 |
| Weitere Bilder                          | Wohnhaus in geschlossener Bebauung | Albert-Kuntz-Straße 20 (Karte)                  | 2. Hälfte 19. Jh.                                             | sozial- und baugeschichtlich von Bedeutung, mit älterem Kern. Fassadengliederung mit durchlaufenden Gesims, welches um die Sohlbänke verkröpft ist, einfach profilierte Fensterrahmung und profiliertes Hauptgesims. | 09255159 |
| Weitere Bilder                          | Wohnhaus in Ecklage | Albert-Kuntz-Straße 21 (Karte)                  | 2. Hälfte 18. Jh., später überformt                           | städtebaulich und baugeschichtlich von Bedeutung, dreiflüglige Anlage, mit jüngerem zurückgesetztem Mittelteil und halbrundem Treppenhaus, älterer Kern. Stadtcharakter bestimmende Lage, weil östlicher Flügel in Ecklage zur Straße des Friedens. Halbrundes Treppenhaus mit Rechteckportal, mit Oculi und Traufgesims durchstoßend. Gliederung in Glatt- und Rauputz, Natursteingewände. Satteldach, der östliche Flügel mit Krüppelwalmdach. | 09255161 |
| Weitere Bilder                          | Wohnhaus in ehemals geschlossener Bebauung, mit Hofflügel | Albert-Kuntz-Straße 22 (Karte)                  | Anfang 19. Jh.                                                | Putzbau in platzbestimmender Lage am Gerhart-Hauptmann-Platz, städtebaulich von Bedeutung. Vollverputzter Bau mit Satteldach und Schleppgaupe. Fachwerkkern. | 09255162 |
| Weitere Bilder                          | Fabrikgebäude (Altstadt 9–13) in ehemals geschlossener Bebauung, mit Hofgebäuden (Albert-Kuntz-Straße 26a) | Albert-Kuntz-Straße 26a (Karte)                 | bezeichnet 1903                                               | Hauptgebäude, Altstadt 9-13 in Jugendstilformen, mit schwach vorspringenden Seitenrisaliten, Klinkerfassade mit Architekturgliederung in Putz, bau- und ortsgeschichtlich von Bedeutung, zwei Geschosse, baulich verbunden mit Albert-Kuntz-Straße 26 und 26a. | 09259346 |
| Weitere Bilder                          | Mietshaus in halboffener Bebauung | Albert-Kuntz-Straße 30 (Karte)                  | Ende 19. Jh.                                                  | baugeschichtlich von Bedeutung, ein früher Gründerzeitbau mit Fensterbedachung auf Konsolen und Putzquaderung am Erdgeschoss. Fassadengliederung durch Bruchsteinsockel, Putznutung, Gesimsstreifenbedachung und Sohlbänke auf Konsolen. Satteldach. | 09255164 |
| Weitere Bilder                          | Mietshaus in geschlossener Bebauung | Albert-Kuntz-Straße 30a (Karte)                 | um 1900                                                       | baugeschichtlich und künstlerisch von Bedeutung, bemerkenswertes Gründerzeithaus mit Jugendstilanklängen, Klinker-Putzbau mit Risalitbildung im Obergeschoss. Halbrunder Zwerchhausgiebel, Segmentbogen- und Rechteckfenster. Putzflächen ornamentiert, Vorhangbogenportal mit rundem Oberlicht und originalem Glas, Satteldach. | 09255165 |
| Weitere Bilder                          | Wohnhaus in Ecklage, mit Einfriedung | Albert-Kuntz-Straße 30b (Karte)                 | um 1870/1880, später überformt                                | baugeschichtlich und städtebaulich von Bedeutung, gründerzeitlicher Klinker-Putzbau, ein späterer Anbau im Stil der Neuen Sachlichkeit. Fassadengliederung im Erdgeschoss durch Putznutung, Segmentbogenfenster mit gequaderten Stürzen, Obergeschoss Putzquaderlisenen und Bedachungen auf Konsolen. Satteldach mit Zwerchhäusern. | 09255166 |
| Weitere Bilder                          | Mietshaus in geschlossener Bebauung | Albert-Kuntz-Straße 32 (Karte)                  | 1870/1880                                                     | baugeschichtlich von Bedeutung, ein Gründerzeithaus, Putzgliederung der Fassade durch Brüstungsspiegel mit Diamantquadern. Sohlbänke und Hauptgesims auf Konsolen, Putzquaderung im Erdgeschoss. | 09255167 |
| Weitere Bilder                          | Mietshaus in geschlossener Bebauung | Albert-Kuntz-Straße 46 (Karte)                  | Ende 19. Jh.                                                  | ehemals mit Laden, Gründerzeitfassade noch mit klassizistischen Anklängen, Mittelrisalit gerahmt durch gequaderte Lisenen, baugeschichtlich von Bedeutung. Laden gegliedert durch korinthische Pilaster mit Architrav. Fensterbankgesimse, Gesimsstreifen und Dreiecksgiebelbedachungen auf Konsolen, kräftig profiliertes Hauptgesims. Satteldach. | 09255168 |
| Weitere Bilder                          | Mietshaus in geschlossener Bebauung | Albert-Kuntz-Straße 48 (Karte)                  | 1880/1890                                                     | gründerzeitliche Putzfassade mit seitlicher Vorlage, ortsentwicklungsgeschichtlich von Bedeutung. Mietshaus, Bruchsteinsockel, Putzfassade, zum Teil Putzquaderung, Rundbogenportal, Rechteckfenster mit gestuften Rahmungen und Giebelverdachungen im Seitenrisalit, sonst Rundbogenfenster, Satteldach. | 09255709 |
| Weitere Bilder                          | Wurzener Teppichfabrik Schütz; ehem. Teppichfabrik Juel; mit zwei Produktionsgebäuden, Verwaltungsgebäude sowie weiterem Gebäude, Brücke über den Mühlgraben und Garten der Fabrikantenvilla mit Einfriedung (Gartendenkmal), im Garten Sitznischenportal                                       | Alte Nischwitzer Straße 3; 5; 7 (Karte)         | 1912                                                          | Produktionsgebäude (Anschrift: Alte Nischwitzer Straße 5) ein Putzbau in Stahlskelettbauweise bzw. Stahlbetonbau um 1925, Produktionsgebäude (Anschrift: Straße des Friedens 36a) eingeschossiger langgestreckter Baukörper mit Zyklopenmauerwerk, älteres Gebäude daneben, Wohnhaus/ Verwaltungsgebäude (Anschrift: Alte Nischwitzer Straße 7) im Reformstil der Zeit um 1910 nach Entwurf des Leipziger Architekten Max Fricke. | 09255068 |
|                                         | Villa und Gartenhäuschen zur Ecke Straße des Friedens (Gartenhaus später wohl zur Transformatorenstation umgebaut) | Alte Nischwitzer Straße 4 (Karte)               | 1868                                                          | zeittypische Putzfassade, Historismusbau mit Anklängen an den Schweizerhausstil, Betonung durch Mittelrisalit und Veranda mit Balkon, Gartenhäuschen/Trafostation mit klassizistische wirkendem Formenapparat, erbaut für den Papierfabrikanten Karl Heinrich Berger (1816–1897), bauhistorisch und ortsgeschichtlich von Bedeutung. | 09255079 |
|                                         | Mietshaus in Ecklage (ein Gebäude mit Albert-Kuntz-Straße 16) | Altstadt 1 (Karte)                              | um 1870                                                       | städtebaulich von Bedeutung, gründerzeitliches Gebäude mit Eckerker. Voll verputzter Wohnhausbau, mit Eckerker, Drempelgeschoss mit viereckigen Lüftungsöffnungen. Fenster im ersten Obergeschoss mit Giebelbedachungen. Flachdach. | 09255018 |
|                                         | Wohnhaus in geschlossener Bebauung | Altstadt 3 (Karte)                              | Kern 18. Jh.                                                  | mit Laden, im Kern Fachwerkgebäude, baugeschichtlich von Bedeutung. Verputzter Fachwerkbau mit Laden, zum Teil originale Fußbodenbeplattung, Satteldach. | 09255019 |
| Direkt Bild zu diesem Denkmal hochladen | Wohnhaus in geschlossener Bebauung | Altstadt 4 (Karte)                              | Ende 18. Jh.                                                  | baugeschichtlich von Bedeutung, mit repräsentativer Toreinfahrt und originalen Torflügeln. Recht aufwendig gestalteter Bau mit repräsentativer Tordurchfahrt. Aufgelegte Putzgliederung im Erdgeschoss oberhalb des Segmentbogens der Tordurchfahrt durch einfache Rechteckrahmung gefasst. Fensterrahmungen und profilierte Sohlbänke in Putz. Originale Torflügel. Satteldach. | 09255023 |
|                                         | Wohnhaus in ehemals geschlossener Bebauung | Altstadt 5 (Karte)                              | nachträglich bezeichnet 1857, Fassade um 1910                 | Putzbau, baugeschichtlich von Bedeutung. Voll verputzter Wohnhausbau, im Erdgeschoss Putznutungen, Geschossgesims, Satteldach mit einem Zwerchhaus. Sockel durch Granitplatten entstellt. | 09255020 |
|                                         | Wohnhaus in geschlossener Bebauung | Altstadt 6 (Karte)                              | um 1850/1860                                                  | schlichter altstadttypischer Putzbau, baugeschichtlich von Bedeutung. Schlichter Bau, auf dem Geschossgesims aufsitzende Fenster des ersten Obergeschosses, in Putz profiliertes Traufgesims. Satteldach. | 09255021 |
|                                         | Wohnhaus in geschlossener Bebauung | Altstadt 8 (Karte)                              | Ende 18. Jh./Anfang 19. Jh.                                   | baugeschichtlich von Bedeutung, älterer Kern. Wohnhaus zweigeschossig, verputzt, vermutlich Fachwerk im Obergeschoss, Erdgeschoss Durchfahrt im 19. Jh. verändert. Satteldach. | 09255029 |
| Weitere Bilder                          | Fabrikgebäude (Altstadt 9–13) in ehemals geschlossener Bebauung, mit Hofgebäuden (Albert-Kuntz-Straße 26a) | Altstadt 9; 11; 13 (Karte)                      | bezeichnet 1903                                               | Hauptgebäude, Altstadt 9-13 in Jugendstilformen, mit schwach vorspringenden Seitenrisaliten, Klinkerfassade mit Architekturgliederung in Putz, bau- und ortsgeschichtlich von Bedeutung, zwei Geschosse, baulich verbunden mit Albert-Kuntz-Straße 26 und 26a. | 09259346 |
|                                         | Wohnhaus in geschlossener Bebauung | Altstadt 10 (Karte)                             | Ende 18. Jh./Anfang 19. Jh.                                   | baugeschichtlich von Bedeutung, älterer Kern. Wohnhaus zweigeschossig, verputzt, älterer Kern, Erdgeschoss Tür vermauert. Satteldach. | 09255028 |
| Direkt Bild zu diesem Denkmal hochladen | Wohnhaus in geschlossener Bebauung | Altstadt 12 (Karte)                             | Ende 18. Jh./Anfang 19. Jh.                                   | baugeschichtlich von Bedeutung, älterer Kern. Voll verputzter Bau, Kern sicher älter, Erdgeschoss in jüngerer Zeit verändert. Satteldach. | 09255027 |
| Direkt Bild zu diesem Denkmal hochladen | Wohnhaus in geschlossener Bebauung | Altstadt 20 (Karte)                             | Ende 18. Jh./Anfang 19. Jh.                                   | baugeschichtlich von Bedeutung, aufwendigere Putzprofilierung der Fensterrahmung im klassizistischen Stil, späterer Dachausbau mit drei Dachhäuschen. Gesimse und Fensterrahmungen in Putz ausgeführt und aufwendig profiliert. Fenstersohlbänke durch Gesims verbunden. Satteldach mit drei Zwerchhäusern. Sockelbereich durch Kachelverblendung entstellend verändert. | 09255025 |
| Direkt Bild zu diesem Denkmal hochladen | Wohnhaus in offener Bebauung | Altstadt 35 (Karte)                             | bezeichnet 1704                                               | baugeschichtlich von Bedeutung, Fachwerkkern, vermauerter Stein mit Inschrift 1704. Wohnhaus mit Fachwerkkern, zweigeschossig, Bruchsteinsockel über Tür Inschrift in Stein 1704, steiles Satteldach. | 09255031 |
| Weitere Bilder                          | Parkanlage Alter Friedhof mit Einzeldenkmalen: Gefallenendenkmal, Pesthäuschen und Bahnhofsvorplatz sowie dem ehemaligen Friedhof als umgestalteter Park mit tw. erhaltenen originalen Gehölzbeständen und Resten der Einfriedung                                                               | Am Bahnhof (Karte)                              | 1548                                                          | Sachgesamtheit Park „Alter Friedhof“ mit folgenden Einzeldenkmalen: - Reste der historischen Friedhofsanlage (1548) - Pesthäuschen (1687) - Bahnhofsvorplatz (1923–1925) - Gefallenendenkmal (1930) (siehe auch Einzeldenkmalliste ID-Nr. 09255765) sowie dem ehem. Friedhof und Park (als Gartendenkmal), außerdem die Reste der Einfriedung als Sachgesamtheitsteile: künstlerisch, ortsgeschichtlich und gartenkünstlerisch von Bedeutung. Die Anlage gliedert sich in folgende Teile: 1. dem ehem. Alten Friedhof im Norden mit Pesthäuschen 2. dem Gefallenendenkmal im Zentrum auf der Mittelachse 3. dem parkartige gestalteten Bahnhofsvorplatz im Süden. | 09302142 |
| Weitere Bilder                          | Friedhofseinfriedung von Alter Friedhof (Einzeldenkmal zu ID-Nr. 09302142) | Am Bahnhof (Karte)                              | 1548                                                          | Einzeldenkmal der Sachgesamtheit Alter Friedhof: tw. überbaute Reste der ehemaligen Friedhofsmauern an mehreren Standorten; darunter die glasierte Ziegelmauer am nordwestlichen Zugang; Mauerreste links und rechts am Kriegerdenkmal; am östlichen Rand zu den Grundstücksgrenzen zur Hermann-Ilgen-Straße und die tw. gut erhaltene Phorphyrmauer im Norden (Beethovenstraße) sowie am Nordausgang mit den Torsäulen (um 1933) | 09255765 |
| Weitere Bilder                          | Pesthäuschen im Park Alter Friedhof (Einzeldenkmal zu ID-Nr. 09302142) | Am Bahnhof (Karte)                              | 1687                                                          | Einzeldenkmal der Sachgesamtheit Alter Friedhof: barockes Pesthäuschen, vormals 1611 als Holzbau errichtet, 1687 als barockes turmartiges Gebäude erbaut, Baldachinanlage mit Kruzifixus und Inschrifttafeln, 1986 renoviert und 1999 mit Unterstützung Hans Imhoff saniert | 09255765 |
| Weitere Bilder                          | Bahnhofsvorplatz (Einzeldenkmal zu ID-Nr. 09302142) im Park Alter Friedhof integriert | Am Bahnhof (Karte)                              | 1923–1925                                                     | Einzeldenkmal der Sachgesamtheit Alter Friedhof: parkähnliche Anlage (1923–1925 angelegt), ursprünglich als repräsentative Schmuckanlage errichtet; 1929–1930 mit Gefallenendenkmal durch Wasserbecken verbunden, nach 2010 umgestaltet und tw. neu bepflanzt unter Einbeziehung der Altgehölze | 09255765 |
| Weitere Bilder                          | Gefallenendenkmal der Opfer des I. Weltkrieges (Einzeldenkmal zu ID-Nr. 09302142) im Park Alter Friedhof | Am Bahnhof (Karte)                              | 1929–1930                                                     | Einzeldenkmal der Sachgesamtheit Alter Friedhof: Gefallenendenkmal (1929/1930 aus Mitteln der Hermann-Ilgen-Stiftung erbaut), offene Trauerhalle mit Pfeilern und Architrav nach Entwürfen des Architekten Oswin Hempel und des Bildhauers Arthur Lange, Skulpturengruppe des Bildhauers Georg Wrba, Stiftertafel und Weihinschrift; auf den Pfeilerinnenseiten Namenslisten der Gefallenen von 1914 bis 1918; Wasserbecken (um 1930) mit seitlichen Steinbänken | 09255765 |
|                                         | Wohnhaus in offener Bebauung, mit Flügelanbau zur Stephanstraße | Am Bahnhof 1 (Karte)                            | 1890–1891, später überformt                                   | städtebaulich und baugeschichtlich von Bedeutung, ein überformtes Gründerzeitgebäude mit vereinfachter Putzfassade, Kranzornament und Konsolen auf Löwenkrallen, erbaut für den Klempnerei- und Eisenwarengeschäfts-Inhaber Herm. August Schmidt. Wohnhaus, Fassade in Zwerchhausgiebel endend, kräftig vorkragendes Hauptgesims. Satteldach. Flügelbau zur Stephanstraße, Bruchsteinsockel, Portal barockisierend, Rechteckfenster gestufte Rahmung. Satteldach. An der Giebelseite Inschrift: SUPREMA LEX SALUS AEGROTI und integriertes Äskulapmotiv. | 09255744 |
| Weitere Bilder                          | Bahnhof mit Empfangsgebäude, Hausbahnsteig (Bahnsteig 1) mit gusseisernen Säulen und Bahnsteigüberdachung, einstielige Bahnsteigüberdachung (Bahnsteig 2 und 3) mit Holzdach und Holzsäulen, gusseiserne Säulen mit Kompositkapitell am Gleis 6, vorhandenes Pflaster in den Bahnsteigbereichen | Am Bahnhof 3 (Karte)                            | 1888–1889 (Bahnhof)                                           | interessante Bahnhofanlage der Eisenbahnstrecken Leipzig–Dresden und Glauchau–Wurzen (Muldentalbahn) von verkehrsgeschichtlicher Bedeutung. Repräsentatives gründerzeitliches Empfangsgebäude als fünfgliedriger Baukörper, aus ein- und zweigeschossigen Gebäudeteilen bestehend, mit schlichter neurenaissanceartiger Gestaltung der Putzfassade, Pilastergliederung, Rundbogenfenster und Rundbogenportal. | 09255742 |
| Weitere Bilder                          | Krietschmühle – Industriemühle bestehend aus Weizenmühle, Roggenmühle, Pförtnerhaus, Torpfeiler, Mühlgraben und Brüstung der ehemaligen Mühlgrabenbrücke | Am Mühlgraben 2 (Karte)                         | 1917–1924 (Mühle)                                             | baugeschichtlich, ortsgeschichtlich, wirtschaftsgeschichtlich, technikgeschichtlich und künstlerisch von Bedeutung, bedeutende Fabrikanlage der Nahrungsmittelindustrie im Reform- und Heimatstil der Zeit nach 1910, Entwurf vom Leipziger Architekten Max Fricke, ortsbildprägende Lage nahe der Mulde. | 09255723 |
|                                         | Mietshaus (drei Eingänge) in Ecklage | Am Mühlgraben 4; 6; 8 (Karte)                   | um 1930                                                       | baugeschichtlich und städtebaulich von Bedeutung, Wohnhaus im Reformstil der Zeit um 1910 mit schlichter Putzfassade und origineller Eckbetonung. Mietshaus, Bauteil Am Mühlgraben 4 nach rechts freistehend, zweigeschossig verputzt, Bruchsteinsockel, Putzgesims, Rechteckportal. Bauteil Am Mühlgraben 6 Ecklage dreigeschossig, konkave Ecklösung im Erdgeschoss mit sich darüber befindlichem erkerähnlichem Vorbau, Rechteckfenster, umlaufendes Putzgesims, Rechteckportal mit Putzgewände. Bauteil Am Mühlgraben 8 nach links freistehend, Rechteckportal mit Segmentbogenoberlicht, zweigeschossig, Satteldach mit Zwerchhäusern. | 09255725 |
| Weitere Bilder                          | Stütz- und Einfriedungsmauer mit Portal der ehem. Krietschvilla | Am Mühlgraben 7 (Karte)                         | 1879–1880                                                     | Stütz- und Einfriedungsmauer mit Portal mit daran angrenzenden Kellerräumen und Treppenanlage, Terrasse mit Brunnen eines ehemaligen Villengrundstücks sowie Schutzmauer und Pflasterung vor dem Portal (Villa und Garten vor 2008 abgebrochen) – straßenbildprägendes Portal der Einfriedung, die vor 2008 abgebrochene Villa im Besitz des Fabrikanten Krietsch, sehr aufwendige, repräsentative Anlage mit reicher spätklassizistischer Ornamentik, baugeschichtlich und ortsgeschichtlich von Bedeutung. | 09255726 |
| Weitere Bilder                          | Ev. Stadtkirche St. Wenceslai (Kirche (mit Ausstattung), mit Einfriedungsmauer und Tor des Kirchhofes) | Am Wenceslaikirchhof 2 (Karte)                  | Anfang 16. Jh. (Kirche)                                       | baugeschichtlich, ortsgeschichtlich, kunstgeschichtlich und künstlerisch von Bedeutung, spätgotische Hallenkirche mit polygonalem Chor und ortsbildprägendem Westturm. Adresse: „An der Wenceslai-Kirche“ oder „Am Wenceslaikirchhof“. | 09255776 |
| Direkt Bild zu diesem Denkmal hochladen | Wohnhaus in ehemals geschlossener Bebauung | Am Wenceslaikirchhof 3 (Karte)                  | 19. Jh.                                                       | baugeschichtlich und städtebaulich von Bedeutung, Putzfassade über älterem Fachwerkkern. Wohnhaus, Putzfassade, der Kern Fachwerk, sicher älter, Satteldach. Adresse: „An der Wenceslai-Kirche“ oder „Am Wenceslaikirchhof“. | 09255759 |
|                                         | Wohnhaus in Ecklage | Am Wenceslaikirchhof 4 (Karte)                  | Ende 18. Jh.                                                  | baugeschichtlich und städtebaulich von Bedeutung, Kopfbau mit zwei Seitenflügeln. Fassade wurde verändert. Satteldach. Adresse: „An der Wenceslai-Kirche“ oder „Am Wenceslaikirchhof“. | 09255223 |
| Direkt Bild zu diesem Denkmal hochladen | Wohnhaus in halboffener Bebauung | Am Wenceslaikirchhof 5 (Karte)                  | 19. Jh.                                                       | baugeschichtlich und städtebaulich von Bedeutung, schlichte Putzfassade. Wohnhaus, Putzfassade, im Kern vielleicht Fachwerk, einfache Rechteckfenster, profiliertes Traufgesims, Satteldach mit Fledermausgaupe, trotz der Veränderungen straßenbildbestimmend. Adresse: „An der Wenceslai-Kirche“ oder „Am Wenceslaikirchhof“. | 09255760 |
| Weitere Bilder                          | Wohnhaus in offener Bebauung (drei Eingänge, ehemals Gerichtsgebäude) | Amtshof 1a; 1b; 1c (Karte)                      | 16. Jh.                                                       | baugeschichtlich, künstlerisch und ortsgeschichtlich von Bedeutung. Gründerzeitliche Putzfassade mit älterem Wappenstein, ehemalige Zigarrenfabrik? | 09259793 |
| Weitere Bilder                          | Sachgesamtheit Schloss Wurzen mit Einzeldenkmalen: Schloss mit Nebengebäuden sowie der Burgberg und Pflasterung als Sachgesamtheitsteile | Amtshof 2 (Karte)                               | Ende 15. Jh./Anfang 16. Jh. (Schloss)                         | Sachgesamtheit Schloss Wurzen mit folgenden Einzeldenkmalen: Schloss mit Nebengebäuden (darunter das Alte Kornhaus am Schlosshof, später Verwaltungsgebäude und das Nebengebäude am Tor) und Einfriedungsmauern mit Toranlage (Einzeldenkmale ID-Nr. 09255122) sowie der Burgberg und Pflasterung als Sachgesamtheitsteile – von Gräben umgebener rechteckiger Kernbau, mit je einem Rundturm an der Südost- und Nordwest-Ecke sowie reich gegliederten Giebeln an der nördlichen und südlichen Schmalseite, im Stil der Spätgotik, bis zur Reformation 1581 Residenz der Bischöfe von Meißen, baugeschichtlich, regionalgeschichtlich, kunstgeschichtlich und ortsbildprägend von Bedeutung. | 09306317 |
| Weitere Bilder                          | Schloss Wurzen; später Amtsgericht: Schloss mit Nebengebäuden und Einfriedungsmauern mit Toranlage (Einzeldenkmale zu ID-Nr. 09306317) | Amtshof 2 (Karte)                               | Ende 15. Jh./Anfang 16. Jh.                                   | Einzeldenkmale der Sachgesamtheit Schloss Wurzen: Schloss Wurzen; Amtsgericht (später): Schloss mit Nebengebäuden (darunter das Alte Kornhaus am Schlosshof, später Verwaltungsgebäude und das Nebengebäude am Tor) und Einfriedungsmauern mit Toranlage – von Gräben umgebener rechteckiger Kernbau, mit je einem Rundturm an der Südost- und Nordwest-Ecke sowie reich gegliederten Giebeln an der nördlichen und südlichen Schmalseite, im Stil der Spätgotik, bis zur Reformation 1581 Residenz der Bischöfe von Meißen, baugeschichtlich, regionalgeschichtlich, kunstgeschichtlich und ortsbildprägend von Bedeutung. | 09255122 |
|                                         | Wohnhaus in Ecklage | An der Mauer 1 (Karte)                          | 18. Jh.                                                       | ehemals mit Laden, straßenbildprägende Gründerzeitfassade zur Albert-Kuntz-Straße, im Kern älter, baugeschichtlich und städtebaulich von Bedeutung. Wohnhausbau in Ecklage zur Albert-Kuntz-Straße, mit der Giebelseite zur Albert-Kuntz-Straße und der Traufseite, sowie dem Hofflügel zu An der Mauer, Kernbau möglicherweise Fachwerk, durch die Gestaltung des 19. Jh. überformt. Die Fassade in Putz, mit einfachen Rechteckfenstern, diese mit profilierten Rahmungen und Schlusssteinmotiv, Putzquaderung, Sohlbankgesimse, Stürze durch Putznutungen verbunden, kräftiges Traufgesims, Giebel mit Fenstern und liegendem Ochsenauge und Muschelmotiv als Bekrönung. Der Hofflügel verputzt mit Segmentbogenportal. Satteldach mit Schleppgaupe zu An der Mauer. – Hofflügel abgebrochen vor 2008.                                                             | 09255086 |
| Weitere Bilder                          | Promenade (siehe auch Obj. 09305961) | An der Mulde (Karte)                            | um 1900                                                       | von ortsgeschichtlicher und landschaftsgestaltender Bedeutung. Teile der Promenade gehören zur Gemarkung Grubnitz | 09305953 |
| Weitere Bilder                          | Villa mit Einfriedung | August-Bebel-Straße 1 (Karte)                   | um 1880                                                       | baugeschichtlich und städtebaulich von Bedeutung, ein Gründerzeitbau mit Putz-Klinker-Fassade, Mittelrisalit und Mezzaningeschoss. Zwerchhaus in Putz und in Dreiecksgiebel endend, Fassadengliederung durch kannelierte Pilaster, gerade und segmentbogenförmige Fensterbedachungen, Abschlussgesims auf Konsolen. | 09255411 |
| Weitere Bilder                          | Wohnhaus in halboffener Bebauung | August-Bebel-Straße 4 (Karte)                   | um 1880                                                       | baugeschichtlich und städtebaulich von Bedeutung, gründerzeitlicher Putzbau mit Fensterbedachungen auf Konsolen. Fassadengliederung durch Putzstreifen, durch gerade und Dreiecksgiebelbedachungen. Satteldach. | 09255412 |
| Weitere Bilder                          | Wohnhaus in halboffener Bebauung | August-Bebel-Straße 8 (Karte)                   | um 1880                                                       | baugeschichtlich und städtebaulich von Bedeutung, ein Gründerzeitgebäude mit Klinkerfassade, bauliche Einheit mit Nummer 8a und Nummer 10, komplettiert durch besseren Erhaltungszustand in einzelnen Bereichen die Fassadengestaltung August-Bebel-Straße 10 in der Fensterrahmung. Verloren gegangene Details wie Baluster und ornamentierte Pilaster. Das Obergeschoss in Klinker ausgeführt. Fenster der Giebelseite im Dachbereich rundbogig. | 09255413 |
| Weitere Bilder                          | Wohnhaus in geschlossener Bebauung | August-Bebel-Straße 8a (Karte)                  | um 1880                                                       | baugeschichtlich und städtebaulich von Bedeutung, ein Gründerzeitgebäude mit Klinkerfassade, bauliche Einheit mit Nummer 8 und Nummer 10, mit aufwendigem neorenaissancistischem Schmuck, u. a. Masken und Puttenköpfe im Erdgeschoss. Fassadengliederung durch Masken als Schlusssteine, Triglyphen- und Rosettenband, Dreiecksgiebel darin Wappen mit Maske dieses floral gerahmt. Satteldach. | 09255414 |
| Weitere Bilder                          | Mietshaus in geschlossener Bebauung konzipiert | August-Bebel-Straße 9 (Karte)                   | um 1900                                                       | baugeschichtlich und städtebaulich von Bedeutung, Putz-Klinkerbau mit Jugendstilornamentik. Im Erdgeschoss Putzstreifen, Obergeschoss Sturzzone und Sohlbänke zu ornamentalem Band verbunden, pflanzliche Motive, originale Tür, Zwerchhausgiebel in Putz, roter Klinker flächenbestimmend. Mansarddach. | 09255416 |
| Weitere Bilder                          | Wohnhaus in halboffener Bebauung | August-Bebel-Straße 10 (Karte)                  | um 1880                                                       | baugeschichtlich und städtebaulich von Bedeutung, ein Gründerzeitgebäude mit Klinkerfassade, bauliche Einheit mit Nummer 8 und Nummer 8a, späteres Zwerchhaus mit Segmentbogen abschließend. Erdgeschoss mit Putznutung, Obergeschoss in Klinker, Architekturglieder in Putz, Dreiteilung der Fenster, Verwendung von Schlussstein und Balustradenmotiv, gerade Bedachungen, Konsolengesims. Satteldach. | 09255415 |
| Weitere Bilder                          | Mietshaus in geschlossener Bebauung | August-Bebel-Straße 11 (Karte)                  | um 1880                                                       | baugeschichtlich und städtebaulich von Bedeutung, gründerzeitlicher Putz-Klinkerbau mit Putzspiegel. Fensterbedachung mit Giebel zusammengefasst, dieser auf Pilastern ruhend, über Bedachung Muschelmotiv auf Voluten. Toreinfahrt. | 09255417 |
| Weitere Bilder                          | Wohnhaus in halboffener Bebauung, mit seitlicher Einfriedung | August-Bebel-Straße 13 (Karte)                  | um 1900                                                       | baugeschichtlich und städtebaulich von Bedeutung, spätgründerzeitlicher Putzbau mit Klinkerstreifen und erkerähnlichem Vorbau, straßenbildprägend. Erkerähnlich Vorbau auf Konsolen, darüber Zwerchhaus Fachwerk mit Klinker assoziierend, Geschosse durch Klinkerstreifen voneinander getrennt, Türrahmung mit Segmentbogen und Klinker. | 09255418 |
| Weitere Bilder                          | Villa, mit Einfriedung und Gartenhaus | August-Bebel-Straße 15 (Karte)                  | um 1880                                                       | baugeschichtlich und städtebaulich von Bedeutung, ein Gründerzeitgebäude mit neorenaissancistischem Giebel über risalitartig vorspringendem Baukörper, Gliederung in Klinker. Gliederung des verputzten Baukörpers mit roten Klinkerstreifen, abgeflachtes Walmdach, vorgesetzter Baukörper mit abgeflachtem Walmdach. | 09255419 |
| Weitere Bilder                          | Mietshaus in geschlossener Bebauung | August-Bebel-Straße 16 (Karte)                  | um 1880                                                       | baugeschichtlich und städtebaulich von Bedeutung, ein Gründerzeitgebäude mit dezenter Bauornamentik (Türsturz mit Maske). Fassadengestaltung durch Putzstreifen, Fensterbedachung auf Blattkonsolen, Abschlussgesims auf Konsolen darunter Eierstab. Satteldach. Konsolen | 09255420 |
| Weitere Bilder                          | Mietshaus in geschlossener Bebauung | August-Bebel-Straße 19 (Karte)                  | um 1880                                                       | städtebaulich von Bedeutung, ein Gründerzeitbau. Erdgeschoss Putznutung, Putzspiegel, profilierte Fensterrahmung, Gesimsbedachung auf Konsolen, Satteldach. | 09255421 |
| Weitere Bilder                          | Mietshaus in geschlossener Bebauung | August-Bebel-Straße 20 (Karte)                  | um 1880                                                       | baugeschichtlich und städtebaulich von Bedeutung, gründerzeitlicher Putz-Klinkerbau, Putzspiegel mit Rosetten unterhalb der Fensterverdachungen im ersten Obergeschoss. Erdgeschoss Putzstreifen, Obergeschoss Klinker mit Putzrahmung der Fenster, Giebel- und Gesimsbedachung auf Blattkonsolen, Abschlussgesims, originale Jalousieverkleidung. | 09255422 |
| Weitere Bilder                          | Mietshaus in geschlossener Bebauung | August-Bebel-Straße 21 (Karte)                  | um 1880                                                       | baugeschichtlich und städtebaulich von Bedeutung, ein Gründerzeitgebäude, Gesimsstreifenverdachung der Fenster im ersten Obergeschoss. Profilierte und gestufte Rahmung der Fenster, Erdgeschoss Putznutung. Satteldach. | 09255423 |
| Weitere Bilder                          | Mietshaus in geschlossener Bebauung | August-Bebel-Straße 22 (Karte)                  | um 1880                                                       | baugeschichtlich und städtebaulich von Bedeutung, prächtiger Gründerzeitbau mit Mittelrisalit, darin Doppelfenster mit Segmentbogen- und Dreiecksgiebelverdachung, reicher ornamentaler Schmuck, u. a. Wappen haltende Greifen. Erdgeschoss Putzquaderung, Obergeschoss Fensterbedachung auf Konsolen, Fruchtgehänge. Satteldach mit Zwerchhaus. | 09255424 |
| Weitere Bilder                          | Mietshaus in geschlossener Bebauung | August-Bebel-Straße 23 (Karte)                  | um 1880                                                       | baugeschichtlich und städtebaulich von Bedeutung, ein Gründerzeitgebäude, symmetrischer Fassadenaufbau mit Betonung der Mittelachse. Putzquaderung und Putznutung im Erdgeschoss, Gesims- und Giebelbedachung, Medaillonmotiv über Fensterstürzen, profilierte Sohlbänke. Satteldach mit später eingebauter Dachgaupe. | 09255425 |
| Weitere Bilder                          | Mietshaus in geschlossener Bebauung | August-Bebel-Straße 25 (Karte)                  | um 1880                                                       | baugeschichtlich und städtebaulich von Bedeutung, ein Gründerzeitgebäude mit Betonung der Mittelachse. Erdgeschoss entstellend verändert, Obergeschoss gestufte und profilierte Fensterrahmung, Gesims- und Giebelbedachung. | 09255426 |
| Weitere Bilder                          | Mietshaus in geschlossener Bebauung | August-Bebel-Straße 26 (Karte)                  | um 1880                                                       | baugeschichtlich und städtebaulich von Bedeutung, gründerzeitlicher Putz-Klinkerbau. Putzstreifen im Erdgeschoss, Fensterrahmung in Putz mit Dreiecksgiebelbedachung. Satteldach. | 09255427 |
| Weitere Bilder                          | Mietshaus in geschlossener Bebauung | August-Bebel-Straße 27 (Karte)                  | um 1880                                                       | städtebaulich von Bedeutung, ein Gründerzeitbau. Putznutung im Erdgeschoss, einfache Fenstergewände, profilierte Gesimsbedachung, originale Torflügel. Satteldach. | 09255428 |
| Weitere Bilder                          | Mietshaus in geschlossener Bebauung | August-Bebel-Straße 28 (Karte)                  | um 1905                                                       | baugeschichtlich und städtebaulich von Bedeutung, im Reformstil der Zeit um 1900. Erdgeschoss in Klinker, Obergeschosse verputzt, Betonformsteinsockel mit Kanneluren (= scharrierter Kunststein), Fensterachsen durch Putzstreifen zusammengefasst, Segmentbogenbedachung mit Schlusssteinmotiv, Mansarddach mit Schleppgaupen und Dachhäuschen. | 09255429 |
| Weitere Bilder                          | Mietshaus in geschlossener Bebauung | August-Bebel-Straße 29 (Karte)                  | um 1880                                                       | städtebaulich von Bedeutung, ein Gründerzeitbau. Verputzter Bau mit Putznutung im Erdgeschoss und Toreinfahrt mit originalen Torflügeln, Fenster mit Gesimsstreifenbedachung. Satteldach. | 09255430 |
| Weitere Bilder                          | Mietshaus in geschlossener Bebauung | August-Bebel-Straße 30 (Karte)                  | um 1880                                                       | baugeschichtlich und städtebaulich von Bedeutung, schöner gründerzeitlicher Putz-Klinkerbau, Fenster im ersten Obergeschoss mit Gesimsstreifenverdachung, Palmettenbekrönung und Voluten. Erdgeschoss Putzquaderung, Obergeschosse in Klinker, Putzrahmung der Fenster. Satteldach. | 09255431 |
| Weitere Bilder                          | Mietshaus in geschlossener Bebauung | August-Bebel-Straße 31 (Karte)                  | um 1880                                                       | baugeschichtlich und städtebaulich von Bedeutung, gründerzeitlicher Putz-Klinkerbau mit Seitenrisalit und kräftiger Fassade. Fassadengliederung durch Putzquaderung, Gesims- und Giebelbedachung der Fenster auf Konsolen, unter Sohlbänke zum Teil Blendbalustraden. | 09255432 |
| Weitere Bilder                          | Mietshaus in geschlossener Bebauung | August-Bebel-Straße 32 (Karte)                  | um 1905                                                       | baugeschichtlich und städtebaulich von Bedeutung, spätgründerzeitlicher Putz-Klinkerbau mit Kunststeinelementen, reiche Ornamentik mit Jugendstilanklängen. Mietshaus (auf einer Seite des Gebäudes heute Baulücke), Erdgeschoss verputzt, Obergeschosse verklinkert mit Kunststeinelementen, Elektizismusbau mit Jugendstilformen. | 09257285 |
| Weitere Bilder                          | Mietshaus in geschlossener Bebauung | August-Bebel-Straße 33 (Karte)                  | um 1880                                                       | baugeschichtlich und städtebaulich von Bedeutung, gründerzeitlicher Putz-Klinkerbau mit prächtiger Fassade (Festons, Löwenköpfe und vegetabile Ornamentik). Putznutung im Erdgeschoss, Gesims- und Giebelbedachung, Zahnschnitt- und Konsolfries als Abschlussgesims. | 09255433 |
| Weitere Bilder                          | Mietshaus in Ecklage | August-Bebel-Straße 36 (Karte)                  | um 1880                                                       | mit Laden, straßenbildprägendes Gebäude der Gründerzeit, Putz-Klinker-Fassade, Ecke betont durch Erker, baugeschichtlich und städtebaulich von Bedeutung. Erdgeschoss Putznutung, Segmentbogenportal mit Segmentbogenoberlicht, Kanten zum Teil gequadert, aufwendige Fensterrahmung, Giebelbedachung. | 09255434 |
| Weitere Bilder                          | Mietshaus in geschlossener Bebauung | August-Bebel-Straße 37 (Karte)                  | um 1880                                                       | baugeschichtlich und städtebaulich von Bedeutung, gründerzeitlicher Putz-Klinkerbau. Gesims und Giebelbedachung der Fenster, Erdgeschoss entstellend verputzt, viertes Geschoss aufgesetzt. Über Traufgesims Satteldach. | 09255435 |
| Weitere Bilder                          | Schule (zweiflüglige Anlage) mit Turnhalle | August-Bebel-Straße 38 (Karte)                  | nach 1870                                                     | baugeschichtlich, ortsgeschichtlich und städtebaulich von Bedeutung, gründerzeitlicher Klinker-Putzbau, betont durch Mittelrisalit mit doppelter Portalanlage. Erdgeschoss Putz mit gestufter Sturzquaderung, Putzstreifen, mächtigem Abschlussgesims, Obergeschoss Klinker, Segmentbogenfenster zum Teil verbunden durch Quaderung, Portalanlage mit Segmentbogenoberlichtern mit Schlusssteinkonsolen, Lisenenrahmung. Seitenrisalite durch Lisenen gerahmt, Kanten zum Teil Putzquader im Sockelbereich, umlaufende Bandgesimse. Treppenhausbelichtung durch Schulterbogen- und Segmentbogenfenster. | 09255436 |
| Weitere Bilder                          | Mietshaus in ehemals geschlossener Bebauung | August-Bebel-Straße 39 (Karte)                  | um 1880                                                       | baugeschichtlich und städtebaulich von Bedeutung, gründerzeitlicher Putz-Klinkerbau mit schönem Tor. Fassadengliederung durch Gesims- und Giebelbedachung auf Konsolen, Eierstab-Konsolfries als Abschlussgesims, originale Torflügel. | 09255437 |
|                                         | Wohnhaus in geschlossener Bebauung | Badergasse 12 (Karte)                           | 16. Jh.                                                       | baugeschichtlich und städtebaulich von Bedeutung, im Obergeschoss profilierte Fensterlaibungen. Wohnhausbau des 16. Jh. mit jüngerem Ladeneinbau, heute entstellend verputzt, im Obergeschoss profilierte Fensterlaibungen, einfaches Hauptgesims, steiles Satteldach. | 09255071 |
|                                         | Wohnhaus in halboffener Bebauung | Badergasse 14 (Karte)                           | 18. Jh.                                                       | baugeschichtlich und städtebaulich von Bedeutung. Wohnhausbau des 18. Jh., Fassade sicher verändert, steiles Satteldach. | 09255072 |
|                                         | Wohnhaus in Ecklage | Badergasse 18 (Karte)                           | Mitte 18. Jh.                                                 | baugeschichtlich und städtebaulich von Bedeutung, Fachwerkkern. Wohnhausbau mit Fassade der Mitte des 18. Jh. über einem älteren Fachwerkkern, profiliertes Geschossgesims, Krüppelwalmdach. | 09255074 |
|                                         | Wohnhaus in Ecklage, mit rückwärtiger Einfriedung | Badergasse 20 (Karte)                           | bezeichnet 1910                                               | baugeschichtlich und städtebaulich von Bedeutung, im Reform- und Heimatstil der Zeit um 1910, komplexe Anlage mit Erkern und Balkon, dekorativem Fachwerk an der Gartenfassade und barockisierenden Schmuckelementen. Mietvilla bezeichnet 1910 (Wetterfahne), in Ecklage zur Verbindungsgasse zwischen Badergasse und Badergraben, mit Einfriedung zum Badergraben, Klinkersockel, sonst verputzt, über Portal erkerartiger Ausbau mit Fachwerk auf Maskenkonsole, rundbogiges Tor mit Schlusssteinmotiv und barockisierendem Ornament, Eckerker auf Maskenkonsolen, zum Garten Balkon, weit vorkragendes Hauptgesims, Mansarddach. | 09255075 |
|                                         | Wohnhaus in Ecklage (Hauptfassade zur Jacobsgasse) | Badergasse 30 (Karte)                           | 18. Jh.                                                       | mit Ladeneinbauten, altstadttypischer Putzbau, gründerzeitlich überformte Fassade, sicher Fachwerkkern, baugeschichtlich und städtebaulich von Bedeutung. Zu Wohnhaus umgebautes Bürgerhaus in Ecklage zur Jacobsgasse, mit Hofgebäude, sicher Fachwerkkern, heute verputzt, Fassade schlicht im 19. Jh. gestaltet, die Ladeneinbauten entstellend, steiles Satteldach. | 09255078 |
|                                         | Wohnhaus in offener Bebauung | Badergraben 1 (Karte)                           | um 1880                                                       | historisierende Putzfassade, baugeschichtlich und städtebaulich von Bedeutung. Putzfassade, genutet, Flachdach, ein Teil des Gebäudes überbauter Hofraum, bemerkenswerte Keller, Erdgeschoss mit Läden | 09255263 |
|                                         | Transformatorenstation | Badergraben 1 (neben) (Karte)                   | um 1925                                                       | technikgeschichtlich von Bedeutung. Putzbau mit Sockel und Traufgesims aus Klinkern, Schweifverdachungen über den Eingängen, Dachreiter. | 09255220 |
|                                         | Mietshaus in Ecklage | Badergraben 2 (Karte)                           | nach 1900                                                     | mit Laden, ein spätgründerzeitlicher Putzbau, Rundbogenportal mit Oberlicht und ornamentiertem Schlussstein, mehrere Erker, darunter der straßenbildprägende Eckerker, baugeschichtlich und städtebaulich von Bedeutung. Erdgeschoss Ladenfenster verändert, zweigeschossiger Erker mit Zickzackfries, Eckerker mit Haube. Zwerchhausgiebel rundbogige Fenster, dekorierte Fensterstürze der Rechteckfenster, Mansarddach. Seite zur Wenceslaigasse Zwerchhausgiebel und einstöckiger Erker. | 09255053 |
|                                         | Mietshaus in geschlossener Bebauung | Badergraben 2a (Karte)                          | um 1900                                                       | mit Läden, repräsentatives Gebäude mit Jugendstilschmuckformen, Klinkerfassade, straßenbildprägender Schweifgiebel, Rundbogenportal mit Maskenschlussstein und originalem Türgitter, baugeschichtlich und städtebaulich von Bedeutung. Gesims wölbt sich über Torbogenornament nach oben. Mansarddach mit später veränderten Schleppgaupen. Erdgeschoss entstellend verändert. | 09255054 |
|                                         | Mietshaus in geschlossener Bebauung | Badergraben 2b (Karte)                          | um 1910                                                       | mit Laden, schönes Gründerzeithaus, Klinkerfassade, straßenbildprägender Giebel, Rundbogenportale mit skulptierten Archivolten, reiche Jugendstilornamentik, baugeschichtlich und städtebaulich von Bedeutung. Erdgeschoss mit unregelmäßigen Achsen, Rundbogenportalen mit skulptierten Archivolten, Festons. Mansarddach mit leicht gestelztem Kleeblattgiebel. Fassade in Klinker und Putz. | 09255055 |
|                                         | Wohn- und Geschäftshaus in geschlossener Bebauung | Badergraben 2c (Karte)                          | nach 1900                                                     | baugeschichtlich und städtebaulich von Bedeutung, Gründerzeitgebäude im neobarocken Stil, mit straßenbildprägendem Erker auf mächtigen Konsolen, Portal mit reicher Kartusche, Fassade gegliedert durch Lisenen und Putzspiegel. Erker über zwei Geschosse gehend, Giebel von Zwerchhaus und Erker geschwungen, im Erdgeschoss Segmentbogenfenster, Mansarddach. | 09255056 |
|                                         | Wohn- und Geschäftshaus in Ecklage | Badergraben 4 (Karte)                           | nach 1900                                                     | baugeschichtlich und städtebaulich von Bedeutung, im Reformstil der Zeit um 1900 mit Jugendstilformen und Neorenaissancevokabular, straßenbildprägender Eckerker mit Haube und Skulpturenfries, originale schmuckreiche Fenstergitter im Erdgeschoss und originale Eingangstür. Segmentbogen- und Rechteckfenster, Schulterbogenportal mit Puttengesims, Sockel Werkstein, sonst verputzt. Mansarddach mit Zwerchhäusern. Zweiter rechteckiger Erker mit geschwungenem Giebel. | 09255058 |
|                                         | Mietshaus in geschlossener Bebauung konzipiert | Badergraben 5 (Karte)                           | bezeichnet 1883                                               | baugeschichtlich und städtebaulich von Bedeutung, gründerzeitlicher Putz-Klinkerbau mit Seitenrisalite, (ehemals ein Flurstück mit Badergasse 14). Mietshaus mit Putz-Klinkerfassade, Rechteckportal mit Schlusssteinmotiv, darin die Initialen S und R, und die Jahreszahl 1883, Putznutungen, Werksteinspiegel, gerade Fensterrahmungen, Satteldach mit zwei Zwerchhäusern. | 09255066 |
|                                         | Mietshaus in geschlossener Bebauung konzipiert | Badergraben 5a (Karte)                          | um 1870/1880                                                  | städtebaulich von Bedeutung, frühgründerzeitliche Putzfassade (ein Flurstück mit Badergasse 16). Mietshaus, originale Tür, Fassade voll verputzt mit Putznutungen, Rechteckfenstern mit Sohlbankgesims, Bedachungen als Gesimsstreifen mit Spiegelmotiv, unter Hauptgesims Spiegelfries. Satteldach. | 09255067 |
| Direkt Bild zu diesem Denkmal hochladen | Wohnhaus in halboffener Bebauung | Badergraben 8 (Karte)                           | um 1860/1870                                                  | baugeschichtlich und städtebaulich von Bedeutung, gründerzeitliche Fassade, Gliederung durch Putznutung und Lisenen. Erdgeschoss Putznutungen, Fenster teilweise verändert, erstes Obergeschoss Fensterrahmung einfach profiliert, Lisenen gegliedert. Satteldach mit Zwerchhäusern. | 09255057 |
|                                         | Wohnhaus in geschlossener Bebauung | Badergraben 12 (Karte)                          | nach 1871                                                     | städtebaulich von Bedeutung, frühgründerzeitliche Fassade, einfache Fassadengliederung durch Putzspiegel. Unter Sohlbänken Putzspiegel, Hauptgesims mit Medaillons und Spiegeln in Putz, Satteldach mit Zwerchhäusern. | 09255059 |
| Weitere Bilder                          | Mietshäuser (zwei Hausteile) in geschlossener Bebauung | Badergraben 16 (Karte)                          | um 1880/1890                                                  | Mietshäuser (zwei Hausteile) in geschlossener Bebauung sowie im Hof ehemalige Produktionsgebäude einer Fabrik, Seitenflügel und Lagerhalle im Hof an der Albert-Kuntz-Straße – industriegeschichtlich für Wurzen bedeutend, Herstellung von Lampen für viele bedeutende deutsche und ausländische Bauwerke (Reichstagsgebäude Berlin, Nationaltheater Krakau und Oslo und viele mehr), auch ortsgeschichtlich, baugeschichtlich und städtebaulich von Bedeutung. | 09255060 |
|                                         | Wohn- und Geschäftshaus in Ecklage | Badergraben 18 (Karte)                          | um 1900                                                       | baugeschichtlich und städtebaulich von Bedeutung, im Reformstil der Zeit um 1900, mit turmartig überhöhter Eckpartie und Erkern, sowie Zwerchhausgiebeln. Miets- und Geschäftshaus in Ecklage zur Schweizergartenstraße, mit Laden. Sockel mit Werksteinen verkleidet, diese zum Teil bossiert, im Erdgeschoss große Rundbogenfenster, sonst Rechteckfenster. Eckpartie um ein Geschoss turmartig überhöht, mit Zeltdach. An beiden Fassadenteilen Erker und Zwerchhausgiebel. Mansarddach. Stark verändert durch Neuverputzung. | 09255062 |
|                                         | Mietshaus in geschlossener Bebauung konzipiert | Badergraben 18a (Karte)                         | um 1930                                                       | baugeschichtlich und städtebaulich von Bedeutung, im Art-déco-Stil, mit lisenenflankiertem Portal und Dreieckserker. Das Portal von je drei kräftigen Lisenen gesäumt. Voll verputzt, mit Dreieckserker über die beiden Obergeschosse, Lisenengliederung, Fensterbedachungen mit Gesimsstreifen, Giebelmotiv aufgreifend, Ornamentsteine. Mansarddach mit Schleppgaupe, im Mittelteil das Dreieckserkermotiv aufnehmend. | 09255061 |
|                                         | Mietshaus in geschlossener Bebauung | Badergraben 22 (Karte)                          | nach 1870                                                     | baugeschichtlich und städtebaulich von Bedeutung, gründerzeitlicher Putz-Klinkerbau mit Seitenrisalit und Zwerchhausgiebel. Mietshaus mit Putz- und Klinkerfassade, Seitenrisalit mit Zwerchhausgiebel, Schulterbogenportal mit Volutenkonsolen unter dem Sturz, originale Tür, von Segmentbogen überfangen. Rechteckfenster mit unterschiedlichen Bedachungsformen-, Segmentbogen-, Giebel- und Korbbogenmotiv, Segmentbogenfenster, Sohlbänke auf Konsolen, im Risalit Fenster jeweils zu Gruppen zusammengefasst. Zwerchhausgiebel mit Volutenmotiv. Satteldach. | 09255063 |
|                                         | Wohnhaus in geschlossener Bebauung (bauliche Einheit mit Jacobsplatz 1) | Badergraben 26 (Karte)                          | um 1925                                                       | städtebaulich von Bedeutung, Anklänge an den Stil der Moderne, Fassade mit Putz- und Klinkerstreifen. Mietshaus mit Seitenrisalit, Toreinfahrt mit Sturz auf Konsolen, Klinkersockel, verputzt, im Risalit die Fenster geschossweise miteinander durch Klinkerstreifen verbunden. Mansarddach. | 09255065 |
|                                         | Wohnhaus in geschlossener Bebauung | Bahnhofstraße 2 (Karte)                         | 1870/1880                                                     | baugeschichtlich und städtebaulich von Bedeutung, gründerzeitliche Putzfassade, im Kern älter. Wohnhaus, der Laden verändert, verputzt, doppeltes Geschossgesims, dazwischen Spiegelmotiv, Fensterbedachung mit Gesimsstreifen auf Konsolen, Putzstreifen/Medaillonfries,profiliertes Hauptgesims, das Satteldach verändert. | 09255321 |
|                                         | Wohnhaus in geschlossener Bebauung, mit Ladenausstattung (Fleischerei mit Räucherkammer) | Bahnhofstraße 3 (Karte)                         | 1877                                                          | gründerzeitliche Putzfassade, Laden mit historischen Wandkacheln, baugeschichtlich und ortsentwicklungsgeschichtlich von Bedeutung. Mietshaus, Laden verändert, Tür original, profiliertes Geschossgesims, Fenster zum Teil verändert, Gesimsstreifen- und Giebelbedachungen, einfach abgetrepptes Hauptgesims, Satteldach mit Zwerchhaus. | 09255325 |
|                                         | Wohnhaus in geschlossener Bebauung | Bahnhofstraße 4 (Karte)                         | 1870/1880                                                     | baugeschichtlich und städtebaulich von Bedeutung, gründerzeitliche Putzfassade, im Kern älter. Wohnhaus, verputzt, Putznutungen, Rechteckfenster und Rechteckportal putzprofilgerahmt, Spiegel, Putzstreifen/Medaillonmotiv, profiliertes Hauptgesims Satteldach. | 09255322 |
| Direkt Bild zu diesem Denkmal hochladen | Wohnhaus in geschlossener Bebauung | Bahnhofstraße 5 (Karte)                         | 1870/1880                                                     | baugeschichtlich und städtebaulich von Bedeutung, gründerzeitliche Fassade mit reicher Putzornamentik. Mietshaus, Putzfassade, Rechteckfenster, Sohlbänke auf Konsolen, Putzprofilrahmungen, Gesimsstreifenbedachungen auf Konsolen, Spiegel- und Rosettenmotive, vegetabile Motive mit weiblichen Masken, Satteldach mit Zwerchhausgiebel. | 09255326 |
|                                         | Mietshaus in geschlossener Bebauung | Bahnhofstraße 6 (Karte)                         | um 1890                                                       | mit Laden, gründerzeitliche Klinker-Putzfassade, reiche Neorenaissanceformen mit üppiger Ornamentik, baugeschichtlich und städtebaulich von Bedeutung. Mietshaus, Putz/Klinkerfassade, Putzquaderung, das 2. Obergeschoss Klinker, reiche Renaissanceformen, Giebel auf Konsolen, Wappenmotive, vegetabile Formen, Festons, Spiegel, das Traufgesims mit Eierstabfries, Satteldach. | 09255323 |
|                                         | Wohnhaus in geschlossener Bebauung | Bahnhofstraße 8 (Karte)                         | Anfang 19. Jh.                                                | ehemals mit Laden, kleiner Putzbau, ortsentwicklungsgeschichtlich von Bedeutung. Mietshaus, schlichter Bau des Anfangs des 19. Jh., mit einer Fassade um 1870, Geschossgesims mit Handwerkeraufschrift, profiliertes Hauptgesims. Ehemals gründerzeitliche Putzfassade, lisenengeschmücktes Portal und Gesims eines späteren Ladeneinbaus. | 09255324 |
|                                         | Wohnhaus in geschlossener Bebauung | Bahnhofstraße 10 (Karte)                        | 1860/1870                                                     | mit Laden, lisenengegliederte, gründerzeitliche Putzfassade, baugeschichtlich und städtebaulich von Bedeutung. Mietshaus, Putzfassade, lisenengegliedert, Putznutungen, Drempelgeschoss, profiliertes Hauptgesims, Satteldach mit Zwerchhaus, im Laden Ornamentfliesen und ein Farbglasfenster. | 09255329 |
| Weitere Bilder                          | Bankgebäude in Ecklage | Bahnhofstraße 16a (Karte)                       | um 1905                                                       | markanter Gründerzeitbau, sehr reich in den Formen der deutschen Neorenaissance gegliedert, Architekt: Karl Poser, Leipzig, baugeschichtlich, künstlerisch, ortsgeschichtlich und städtebaulich von Bedeutung. Bankgebäude an für das Stadtbild wichtigem Ort, Sockel Rustikamauerwerk, das 1. Obergeschoss werksteinverkleidet, zum Teil rustiziert, aufwendige Dreiecksgiebelbedachungen, Fensterrahmungen durch Pilaster, Spiegel mit Jugendstilornamentik, Erker, Zwerchhausgiebel mit Ochsenauge, umgeben von Jugendstilornamentik, mächtige Portalanlage. Die Bauskulptur sehr aufwendig, bezugnehmend auf sächsische Skulptur des 16. Jh., Gesimsträger, Konsolbüsten, Masken. | 09255332 |
|                                         | Mietshaus in geschlossener Bebauung | Bahnhofstraße 16b (Karte)                       | nach 1870                                                     | baugeschichtlich und städtebaulich von Bedeutung, frühgründerzeitlich Putzfassade. Mietshaus, Klinkersockel, Fassade sonst verputzt, Putzquaderung, Giebelmotive, Gesimsstreifen, beschlagwerkähnliche Ornamente, Satteldach. | 09255333 |
|                                         | Mietshaus in geschlossener Bebauung | Bahnhofstraße 16c (Karte)                       | nach 1870                                                     | baugeschichtlich und städtebaulich von Bedeutung, frühgründerzeitlich Putzfassade. Mietshaus, Klinkersockel, Putzfassade, Putzquaderung, Spiegel- und Quadermotive, Giebel, beschlagwerkähnliche Ornamentik, Satteldach. | 09255334 |
|                                         | Wohnhaus in geschlossener Bebauung | Bahnhofstraße 18 (Karte)                        | 1860/1870                                                     | baugeschichtlich und städtebaulich von Bedeutung, schlichte gründerzeitlich Putzfassade. Wohnhaus, Tordurchfahrt rundbogig, die Torflügel original, Bruchsteinsockel, einfache Rechteckfenster, geziegeltes Geschossgesims, einfach getrepptes Hauptgesims, Satteldach. | 09255335 |
|                                         | Mietshaus in geschlossener Bebauung | Bahnhofstraße 20 (Karte)                        | nach 1920 (Fassade), im Kern älter                            | mit Laden, im Kern Gründerzeitgebäude, mit später umgestalteter Putzfassade im Reformstil der Zeit um 1920, baugeschichtlich und städtebaulich von Bedeutung. Mietshaus, die Ladenfenster flankiert von je einem Paneel mit einem Relief, schlicht mit sehr zurückhaltender Ornamentik, Satteldach | 09255336 |
|                                         | Mietshaus in offener Bebauung | Bahnhofstraße 21a (Karte)                       | um 1890                                                       | baugeschichtlich und städtebaulich von Bedeutung, Gründerzeitgebäude mit Seitenrisaliten und mehrfarbiger Klinkerfassade. Mietshaus, Bruchsteinsockel, Klinkerfassade, Seitenrisalite, Segmentbogen- und Rechteckfenster, die Laibungen gekehlt mit eingestellten Rundstäben, Sohlbänke zum Teil Naturstein, auf Konsolen, verschiedenfarbige Klinker bilden Bandornament, Diamantquader, in den Tympana zum Teil vegetabiler Schmuck, Satteldach. | 09255340 |
|                                         | Mietshaus in geschlossener Bebauung | Bahnhofstraße 22 (Karte)                        | bezeichnet 1882                                               | baugeschichtlich und städtebaulich von Bedeutung, gründerzeitliche Putzfassade, Seitenrisalit mit Tordurchfahrt. Mietshaus, Tordurchfahrt im Risalit mit Schlussstein und Jahreszahl 1882, Rechteckfenster mit alternierender Giebel- und Gesimsstreifenbedachung, Schlitzspiegel unter Fenstersohlbänken, Segmentbogenformen, Zahnschnittfries am Hauptgesims. | 09255337 |
| Weitere Bilder                          | Postamt | Bahnhofstraße 26 (Karte)                        | 1888–1890                                                     | baugeschichtlich, kunstgeschichtlich, künstlerisch, technikgeschichtlich und städtebaulich von Bedeutung, repräsentativer Bau der Gründerzeit, Klinkerfassade mit Werksteinteilen, Seitenrisalite mit Zwerchhausgiebeln, an der rechten Stirnseite Risalit, vollständig erhaltener Telegrafenturm als signifikantes und im Gebiet singuläres Beispiel. | 09255341 |
|                                         | Wohnhaus in Ecklage | Barbaragasse 2 (Karte)                          | 1863–1864                                                     | Putzfassade in historistischen Formen mit klassizistischen Nachklängen, rundbogiges Portal mit Putzquaderung und Volutenschlussstein, baugeschichtlich und ortsentwicklungsgeschichtlich von Bedeutung. aufwendige Fassadengestaltung, Sockel mit Putzquaderung, rundbogiges Portal mit Putzquaderung und Schlussstein als Volute, Fensterverdachungen auf Konsolen, Putzspiegel, abgestufte Fenstergewände, Gesims um Sohlbänke verkröpft, profiliertes Hauptgesims, Satteldach, Treppenhaus mit Kassettendecke. | 09255218 |
|                                         | Wohnhaus in halboffener Bebauung, mit seitlicher Einfriedung | Barbaragasse 3 (Karte)                          | um 1920                                                       | baugeschichtlich und städtebaulich von Bedeutung, im Reformstil der Zeit um 1920, Fassade mit mittiger risalitartige Gestaltung ab erstem Obergeschoss in Zwerchhausgiebel endend. Fassadengliederung durch Rautenmotiv in Putzspiegeln, Rechteckportal mit Gesims auf Konsolen, Segmentbogen-Tordurchfahrt. Anbau zur Wenceslaigasse dreiseitig und zweistöckig. Originales zweiflügliges Tor. | 09255219 |
| Direkt Bild zu diesem Denkmal hochladen | Villa mit Einfriedung | Beethovenstraße 6 (Karte)                       | 1890                                                          | baugeschichtlich und städtebaulich von Bedeutung, ein Gründerzeitgebäude mit Mittelrisalit und Putz-Klinkerfassade, erbaut für den Ökonom Karl Friedrich Schuster. Mietvilla, Mittelrisalit in Zwerchhaus endend, gelber Klinker, Sockel in Bruchstein, Risalit- und Gebäudekanten mit Putzquaderung, Fensterrahmung in Putz-Verzahnung mit Putz assoziierend, Giebelseite mit Windfang und originaler Tür darüber Windfang. Satteldach mit weit vorkragendem Dachgebälk. | 09255713 |
|                                         | Villa mit Einfriedung | Beethovenstraße 7 (Karte)                       | 1890                                                          | baugeschichtlich und städtebaulich von Bedeutung, schlichte gründerzeitliche Putzfassade, erbaut für den Fabrikdirektor Karl Wilhelm Eisentraut (1849–1931). Mietvilla, Zwerchhaus mit Rundbogenfenstern, Putzrahmung der Fenster, Gesimsbedachung, Bruchsteinsockel. Satteldach. | 09255714 |
|                                         | Villa mit Einfriedung | Beethovenstraße 9 (Karte)                       | 1889–1890                                                     | baugeschichtlich und städtebaulich von Bedeutung, repräsentatives Gründerzeitgebäude im Stil der Neorenaissance, Fassade unter anderem mit korinthischen Pilastern, straßenbildprägender Wintergarten und darüber Balkon, erbaut vom Wurzener Architekten Gustav Schmidt als eigenes Wohnhaus, nach 1900 Villa im Besitz der Fabrikantenfamilie Fadum. Mietvilla mit aufwendigem Ornament, ionische Pilaster im Erdgeschoss, korinthische Pilaster im Obergeschoss der Mittelachse, Mäander als Gesims, Triglyphen, Putzquaderung. Abgewalmtes Flachdach mit Zwerchhaus. | 09255715 |
| Direkt Bild zu diesem Denkmal hochladen | Wohnhaus in offener Bebauung, mit Einfriedung | Beethovenstraße 11 (Karte)                      | 1922–1924, bezeichnet 1922                                    | baugeschichtlich und städtebaulich von Bedeutung, Putzfassade mit Art-déco-Elementen, erbaut als Wohnhaus des Bankdirektors Alfred Stöckel und weiterer Bankbeamter der Wurzener Bank. Mietshaus, Erker mit Girlanden, Erdgeschoss Rechteckfenster, Obergeschoss Rundbogenfenster | 09255716 |
|                                         | Mietvilla in halboffener Bebauung, mit Einfriedung | Beethovenstraße 13 (Karte)                      | 1891                                                          | baugeschichtlich und städtebaulich von Bedeutung, ein Gründerzeitgebäude mit Mittelrisalit, Putz-Klinkerfassade und Renaissanceornamentik. Mietvilla, Erdgeschoss Putzquaderung, Rundbogenfenster, Obergeschoss Klinker, Fensterrahmung und Bedachung in Putz, Klinkerentlastungsbögen, Bruchsteinsockel. | 09255717 |
|                                         | Wohnhaus in halboffener Bebauung, mit Einfriedung | Beethovenstraße 15 (Karte)                      | um 1880                                                       | baugeschichtlich und städtebaulich von Bedeutung, gründerzeitliche Putzfassade mit hübscher Ornamentik (Wappenschlussstein und florale Verzierung in Segmentbogenbedachung der Obergeschossfenster). Wohnhaus, Putzstreifen, Putzrahmung der Fenster, Erdgeschoss und Obergeschoss trennendes Gesims, Sohlbänke auf Konsolen, unter Abschlussgesims Putzspiegel. Satteldach. | 09255718 |
|                                         | Wohnhaus in offener Bebauung, mit älterem Anbau | Berggasse 1 (Karte)                             | 1860/1870                                                     | baugeschichtlich und städtebaulich von Bedeutung, gründerzeitliche Putzfassade, überaus markante Hanglage, straßenbildprägend. Fassadengliederung durch Putzstreifen und Putzspiegel, profilierten Fensterrahmen, Giebelseite durchfenstert. Satteldach. | 09255203 |
| Direkt Bild zu diesem Denkmal hochladen | Wohnhaus ehemals in halboffener Bebauung, mit seitlicher Einfriedung | Berggasse 6 (Karte)                             | nach 1860                                                     | baugeschichtlich und städtebaulich von Bedeutung, markanter Gründerzeitbau mit noch klassizistisch wirkender Putzfassade, unter dem Abschlussgesims Putzband mit Kreisornament, straßenbildprägender Giebel. Voll verputzter Bau mit Bruchsteinsockel, Putzstreifen, Putzspiegeln und geraden Fensterbedachungen. Satteldach. | 09255204 |
| Direkt Bild zu diesem Denkmal hochladen | Wohnhaus in geschlossener Bebauung | Berggasse 18 (Karte)                            | 2. Hälfte 18. Jh.                                             | sozial- und hausgeschichtlich von Bedeutung, mit Fachwerkkern. Fassade entstellende Garage, originale Haustür. Satteldach. | 09255213 |
| Direkt Bild zu diesem Denkmal hochladen | Wohnhaus in geschlossener Bebauung | Berggasse 22 (Karte)                            | 2. Hälfte 18. Jh.                                             | städtebaulich und baugeschichtlich von Bedeutung. Schlichte Vorstadtbebauung mit originalem Dachstuhl und gründerzeitlicher Putzfassade. Fenster im Erdgeschoss verändert, Putzspiegel über Fenstern des Obergeschosses. Satteldach. | 09255214 |
| Direkt Bild zu diesem Denkmal hochladen | Mietshaus in Ecklage (baulich ähnlich gestaltet Nachbarhaus Kleiststraße 8) | Bürgermeister-Schmidt-Platz 1 (Karte)           | um 1900                                                       | mit Laden, gründerzeitlicher Klinker-Putzfassade, straßenbildprägender Eckerker und platzseitiger Erker, Türmchen mit Haube, baugeschichtlich und städtebaulich von Bedeutung. Mietshaus in Ecklage zur Kleiststraße, mit Laden, Klinker/Putzfassade, zur Platzseite verputzter Erker, Erker an der Ecke, Giebel zur Platzseite und zur Kleiststraße, Segmentbogen- und Vorhangbogenfenster, zum Teil mit gekehlten Laibungen und profilierten Rahmungen, Ecktürmchen mit Haube. | 09255395 |
|                                         | Mietshaus in geschlossener Bebauung | Bürgermeister-Schmidt-Platz 2 (Karte)           | 1890/1900                                                     | baugeschichtlich und städtebaulich von Bedeutung, gründerzeitliche Klinker-Putzfassade, Spiegel mit maßwerkähnlichem Ornament. Mietshaus, Klinkersockel, Erdgeschoss verputzt mit Nutungen und gequaderten Fensterstürzen, gequadertes Rundbogenportal mit Volutenschlussstein, Fenster zum Teil in den Achsen miteinander verbunden, Fensterbedachungen zum Teil giebelförmig, mit vegetabilem Ornament, Spiegel mit maßwerkähnlichem Ornament, Satteldach. | 09255396 |
|                                         | Mietshaus in geschlossener Bebauung | Bürgermeister-Schmidt-Platz 3 (Karte)           | um 1890                                                       | baugeschichtlich und städtebaulich von Bedeutung, gründerzeitliche Klinker-Putzfassade. Mietshaus, Klinkersockel, Erdgeschoss Putz, gequadert und genutet, Obergeschosse Klinker, Fensterrahmungen in Putz mit Stufungen, Fensterbedachungen in Lünetten- und Gesimsstreifenform auf Konsolen, Überfangbögen zum Teil mit Schlusssteinmotiv. | 09255397 |
|                                         | Mietshaus in Ecklage | Bürgermeister-Schmidt-Platz 4 (Karte)           | 1890/1900                                                     | mit Laden, Putzfassade mit Klinkergliederung, Anklänge an den Jugendstil, Eckerker mit turmartigem Abschluss, platzseitiger Erker mit Zwerchhausgiebel, baugeschichtlich und städtebaulich von Bedeutung. Mietshaus in Ecklage zur Mozartstraße, mit Laden, Sockel und zum Teil auch das Erdgeschoss rustiziert, Obergeschosse Klinker, mächtiger, ornamentierter Eckerker mit turmartigem Abschluss mit Haube, zur Platzseite zweiter Erker mit Zwerchhausgiebel, Rundbogen-, Rechteck- sowie flachen Segmentbogenfenstern, Abflussrohransatz der Dachrinne mit Wasserspeier. | 09255398 |
| Direkt Bild zu diesem Denkmal hochladen | Mietshaus in Ecklage | Bürgermeister-Schmidt-Platz 5 (Karte)           | um 1910                                                       | baugeschichtlich und städtebaulich von Bedeutung, im Reformstil der Zeit um 1910, platzseitiger Risalit mit Zwerchhausgiebel, gerundeter Eckerker. Mietshaus in Ecklage zur Friedrich-Ludwig-Jahn-Straße, Risalit mit Zwerchhausgiebel zum Platz, Putzfassade, gerundeter Eckerker, mächtiges Portal, sparsames Putzornament mit Kartuschenmotiv, Mansarddach, zur Platzseite mit Dachgeschoss, zur Friedrich-Ludwig-Jahn-Straße mit Zwerchhaus. | 09255399 |
|                                         | Wohnhauszeile (mit vier Eingängen) | Bürgermeister-Schmidt-Platz 7; 8; 9; 10 (Karte) | um 1950/1955                                                  | baugeschichtlich und städtebaulich von Bedeutung, im traditionellen Baustil der Nationalen Tradition der frühen DDR-Zeit, Kopfbau Nummer 10 mit Laden und polygonalem Eckerker mit Haube, die Ladenfront mit Steinplatten verkleidet. Reihenhaus mit vier Eingängen, der Kopfbau Nummer 10 mit Laden und historisierendem polygonalem Eckerker, darunter Ladeneingangsbereich, Bruchsteinsockel, Putzfassade, mächtige, gequaderte Portale mit Oberlicht, darüber jeweils Treppenhausdurchfensterung, der Laden plattenverkleidet, Satteldach. | 09255400 |
| Direkt Bild zu diesem Denkmal hochladen | Wohnhauszeile (mit zwei Eingängen, bauliche Einheit mit Heinrich-Heine-Straße 2a) | Bürgermeister-Schmidt-Platz 11; 12 (Karte)      | um 1950/1955                                                  | baugeschichtlich und städtebaulich von Bedeutung, im Stil der Nationalen Bautradition der frühen DDR, Putzfassade und Betonformsteine an den Eingängen. Mietshaus in Ecklage zur Heinrich-Heine-Straße, Werksteinsockel, Segmentbogen mit Schlussstein überfängt Tür, Treppenhausfenster mit Sohlbänken auf Konsolen und Putzrahmung, Verwendung von Betonformsteinen. Walmdach. | 09255401 |
|                                         | Doppelmietshaus in geschlossener Bebauung konzipiert | Bürgermeister-Schmidt-Platz 17; 18 (Karte)      | um 1920                                                       | baugeschichtlich und städtebaulich von Bedeutung, im Reformstil der Zeit um 1920, platzbildprägender Erker mit Giebel. Mietshaus mit Quaderlisenengliederung, Segmentbogenportale auf gestreckten Dreischlitzkonsolen. Satteldach mit Zwerchhäusern. | 09255402 |
|                                         | Mietshaus in geschlossener Bebauung | Bürgermeister-Schmidt-Platz 19 (Karte)          | nach 1900                                                     | baugeschichtlich und städtebaulich von Bedeutung, gründerzeitlicher Putzbau mit flachen Seitenrisaliten und Jugendstilelementen. Fensterrahmung gequadert, in den Risaliten aufwendig gestaltete Rahmung und Bedachung auf Triglyphenkonsolen und mit vegetabilem Ornament, Rundbogenportal gequadert, Schlussstein mit Kartusche. | 09255403 |
|                                         | Mietshaus in geschlossener Bebauung | Bürgermeister-Schmidt-Platz 21 (Karte)          | um 1900                                                       | mit Laden, im Reform- und Jugendstil der Zeit, auffällige Fassade mit einigen zwischen seitlichen Erkern gespannte Balkons mit eisernen Gittern, baugeschichtlich und städtebaulich von Bedeutung. Werksteinsockel und rustiziertes Erdgeschoss, im oberen Bereich Putz wie gekämmt. Erker mit Haube. bekrönt. | 09255404 |
|                                         | Mietshaus in geschlossener Bebauung | Bürgermeister-Schmidt-Platz 22 (Karte)          | 1905/1910                                                     | baugeschichtlich und städtebaulich von Bedeutung, im Reformstil der Zeit um 1900, Putzfassade mit Erker und Zwerchhausgiebel. Mietshaus, Werksteinsockel, Erdgeschoss mit Putzquaderung, zum Teil rustiziert, Obergeschosse verputzt, mächtiger Erker auf Blendsäulen, im unteren Bereich rustiziert, in Zwerchhausgiebel mündend, im Erdgeschoss die Fenster zwischen den Säulen verändert. | 09255394 |
|                                         | Ehem. Wurzener Kartonagenfabrik Paul Kraner | Carl-Magirius-Straße 4 (Karte)                  | um 1890                                                       | Kartonagenfabrik mit Nebengebäude: Fabrikgebäude mit Mittelrisalit, gründerzeitliche Klinkerbauten, im Zusammenhang mit Fabrikantenvilla (Carl-Magirius-Straße 6) stehend, baugeschichtlich, ortsgeschichtlich und technikgeschichtlich von Bedeutung. Fabrik, Bruchsteinsockel, Segmentbogenfenster, Eingänge neben Risalit, über Erdgeschoss Mäanderband, Abschlussgesims als Segmentbogenfries auf Konsolen, in Segmentbogenfeldern gelbe Klinkerkreuze, im Mittelrisalit Fenster mit einfach gestufter Rahmung. Fabrik 1993 Brandruine. Nebengebäude mit fast quadratischem Grundriss, zweigeschossig, Segmentbogenfenster, Klinkerbau, über Erdgeschoss Mäanderfries umlaufend, einfaches Abschlussgesims, Band auf Konsolen. Heizhaus mit polygonalem Schornstein.                                                                                              | 09255750 |
|                                         | Fabrikantenvilla | Carl-Magirius-Straße 6 (Karte)                  | 1912                                                          | Villa des Fabrikanten Otto Paul Kraner, Inhaber der benachbarten Kartonagenfabrik (Carl-Magirius-Straße 4), im Reformstil der Zeit um 1905, baugeschichtlich und ortsgeschichtlich von Bedeutung. Villa, Bruchsteinsockel, Kellerfenster zum Teil mit bossierten Stürzen, Traufenstellung, Risalit mit Zwerchhausgiebel, Gesimsstreifenbedachung auf Konsolen, seitlicher Eingang, runder Erkervorbau, Mansarddach mit Schopf, gebrochen geschwungener Giebel über Rechteckportal mit rechteckigem Oberlicht, Portal gerahmt von Pilastern mit Zungenblattkapitell. | 09255751 |
|                                         | Mietshaus in Ecklage (ehemalige Anschrift: Mozartstraße 1) | Clara-Zetkin-Platz 4 (Karte)                    | 1870/1880                                                     | mit Laden, gründerzeitliche Putz-Klinker-Fassade, baugeschichtlich und städtebaulich von Bedeutung. Mietshaus in Ecklage, mit Laden, Ecke verbrochen, Erdgeschoss entstellend verputzt, die Putzquaderung vernichtet, Obergeschosse Klinker, Giebel- und Gesimsstreifenbedachungen, Pilaster- und Volutenmotive, Hauptgesims mit Zahnschnittfries, Satteldach, übereck abgewalmt. Erfasst unter der Anschrift: Mozartstraße 1 | 09255388 |
| Direkt Bild zu diesem Denkmal hochladen | Mietvilla | Clara-Zetkin-Platz 5 (Karte)                    | um 1890                                                       | baugeschichtlich und städtebaulich von Bedeutung, gründerzeitliche Putzfassade. Mietvilla, Bruchsteinsockel, voll verputzt, Fassadengestaltung recht zurückhaltend mit gestuften und profilierten Rahmungen der Fenster, Giebelverdachungen, Putzstreifen und Lisenen, Satteldach mit weitem Dachvorstand. | 09255773 |
| Weitere Bilder                          | Wasserturm mit Schuppen (Werkstattgebäude) | Clara-Zetkin-Platz 8 (Karte)                    | bezeichnet 1893                                               | von 1894 bis 1992 in Betrieb, Teil des umfangreichen Wasserversorgungssystems Wurzens, markanter Klinkerbau, technikgeschichtlich und ortsbildprägend von Bedeutung. Wasserturm: Sockel verputzt, sonst Klinker, mächtiges Putzgesims, der Kopf auskragend auf Konsolen, Kegeldach. Werkstattgebäude: zweigeschossig, Erdgeschoss Ziegel und Bruchstein, Obergeschoss Ziegel, Fachwerkfront, verbrettert, Pultdach. | 09255767 |
|                                         | Wohnhaus in offener Bebauung, ehemals Herberge | Clara-Zetkin-Platz 11 (Karte)                   | 1889                                                          | Putzfassade in Formen der Neurenaissance, Putz- und Steingliederungen, ursprünglich zur Unterbringung von wandernden Handwerksgesellen und Arbeitslosen errichtet, baugeschichtlich und sozialgeschichtlich von Bedeutung. Bruchsteinsockel, voll verputzt, Fassade voll verputzt, im Erdgeschoss mit Nutungen, Stürze gequadert mit Schlusssteinmotiv, Gesimsstreifen- und Giebelbedachungen, Sohlbänke zum Teil auf Triglyphenkonsolen, Kanten quadergefasst, Walmdach. | 09255774 |
|                                         | Heisten (mit Stützmauern) | Crostigall (Karte)                              | nach 1705                                                     | Bruchsteinmauern von städtebaulicher, ortsgeschichtlicher und straßenbildprägender Bedeutung. | 09302779 |
|                                         | Mietshaus in Ecklage, mit rückwärtigem Anbau | Crostigall 1 (Karte)                            | 1870/1880                                                     | mit Laden, gründerzeitliche Klinker-Putz-Fassade, mit Giebelbedachungen über den Fenstern, Brüstungsfelder als Putzspiegel mit Festons, baugeschichtlich und städtebaulich von Bedeutung. Fassadengliederung in Putz, Bedachungen der Fenster auf Konsolen, Triglyphen und Diamantmotive, Kranzgesims. Walmdach. Über Eckfront Giebel mit Kartusche und Initialen I. G. | 09255236 |
| Direkt Bild zu diesem Denkmal hochladen | Mietshaus in Ecklage | Crostigall 2 (Karte)                            | um 1870                                                       | vereinfachte gründerzeitliche Putzfassade, straßenbildprägend und ortsentwicklungsgeschichtlich von Bedeutung. Fassadengliederung durch einfach getreppte und profilierte Fensterrahmung. Drempelgeschoss mit runden Lüftungsöffnungen. | 09255237 |
|                                         | Wohnhaus in offener Bebauung, mit Einfriedung | Crostigall 11 (Karte)                           | um 1880, später überformt                                     | städtebaulich von Bedeutung, Gründerzeitgebäude, Fenster und Fassadenkanten durch Pilastermotiv gefasst, Putzfassade mit Rundbogenfenstern. Drempelgeschoss vom ersten Obergeschoss durch einfaches Bandgesims getrennt, weit vorkragendes Hauptgesims. Giebelseite durchfenstert. Satteldach. Fassade in 1. Hälfte 20. Jh. vereinfacht. | 09255244 |
| Weitere Bilder                          | Wohnhaus in offener Bebauung | Crostigall 14 (Karte)                           | bezeichnet 1678                                               | bemerkenswerter Barockbau mit schönem Portal, Mittelrisalit mit Giebelabschluss, im Giebelfeld Wappen, Geburtshaus des Schriftstellers Hans Bötticher, genannt Joachim Ringelnatz (1883–1934), baugeschichtlich, künstlerisch, geschichtlich und ortsgeschichtlich von Bedeutung. Rechteckportal in Stein mit aufwendigem Giebelmotiv über Sturz, mit Schlusssteinmotiv, profiliertes Hauptgesims. Dreiecksgiebelfeld Kartusche mit Initial M und 1678. Satteldach. Sanierung 1982/1983, 1983–1998 museale Ringelnatzsammlung in diesem Haus (heute im Museum Wurzen Domgasse 2). | 09255246 |
|                                         | Wohnhaus in geschlossener Bebauung | Crostigall 17 (Karte)                           | 1860/1870, später überformt                                   | mit Laden, gründerzeitliche Fassadengliederung, Sonnenmotiv im Giebel, ähnliche Fassade wie Nummer 19, baugeschichtlich und städtebaulich von Bedeutung. Bei der Fassadengestaltung verwendete Formen Putznutungen, Zwerchhausgiebel, Blendfenster, auskragende Gesimse. Satteldach. | 09255247 |
|                                         | Wohnhaus in geschlossener Bebauung | Crostigall 19 (Karte)                           | 1860/1870                                                     | Gestaltung der gründerzeitlichen Fassade durch Putznutungen, Gesimse und Putzspiegel, ähnliche Fassade wie Nummer 17, baugeschichtlich und städtebaulich von Bedeutung. Fensterbedachung durch Gesimse, unterhalb der Sohlbänke Putzspiegel, profiliertes Hauptgesims. Satteldach mit Zwerchhaus. | 09255248 |
|                                         | Wohnhaus in geschlossener Bebauung | Crostigall 23 (Karte)                           | 1. Hälfte 19. Jh.                                             | baugeschichtlich und sozialgeschichtlich von Bedeutung, einfache Vorstadtbebauung, alter Dachstuhl. Vollverputzter Bau mit Satteldach. | 09255252 |
| Direkt Bild zu diesem Denkmal hochladen | Wohnhaus in geschlossener Bebauung | Crostigall 35 (Karte)                           | um 1800                                                       | baugeschichtlich und städtebaulich von Bedeutung, einfache Vorstadtbebauung. Originaler Dachstuhl, Satteldach. | 09255255 |
|                                         | Mietshaus in Ecklage | Crostigall 36 (Karte)                           | um 1870                                                       | baugeschichtlich und städtebaulich von Bedeutung, gründerzeitliche Putzfassade, straßenbildprägende Lage. Wohnhaus, klinkergesäumter Bruchsteinsockel, Putzfassade, profiliertes Geschossgesims, einfache, putzgerahmte Rechteckfenster, im 1. Obergeschoss gerade Verdachungen, profiliertes Hauptgesims, Satteldach. Die Ladenfenster verändert. | 09255772 |
|                                         | Wohnhaus in geschlossener Bebauung | Crostigall 37 (Karte)                           | um 1800                                                       | baugeschichtlich und städtebaulich von Bedeutung, einfache Vorstadtbebauung. Originaler Dachstuhl, Satteldach. | 09255256 |
| Direkt Bild zu diesem Denkmal hochladen | Türstock eines Wohnhauses (das Wohnhaus ein Neubau von 1985) und Brunnen im Hof | Crostigall 42 (Karte)                           | bezeichnet 1807                                               | handwerklich-künstlerisch von Bedeutung, Sandsteingewände der Tür bezeichnet mit der Jahreszahl 1807, Brezel-Relief im Schlussstein, neben dem Wohnhaus das Posttor zum Posthof (siehe Postgasse 24). Rekonstruktion des Baues um 1985. | 09255258 |
|                                         | Ehemaliges Postgebäude sowie Stallgebäude, zur Crostigall Posttor | Crostigall 42 (neben) (Karte)                   | beg. 1696, Umbau 1825/30 (Posthof)                            | Postgebäude (mehrere Hausnummern, mit Anbau) sowie Stallgebäude, zur Crostigall Posttor (Scheune und Gesindehaus vor 2008 abgebrochen) – baugeschichtlich, geschichtlich, künstlerisch, ortsgeschichtlich und verkehrsgeschichtlich von Bedeutung. Im Kern barocke Anlage, das Posttor mit prächtigem Wappen an der Straße Crostigall, reich verziertes Portal mit Wappen am Hauptgebäude. | 09255233 |
|                                         | Wohnhaus in offener Bebauung, mit seitlicher Einfriedungsmauer | Crostigall 46 (Karte)                           | 1. Hälfte 19. Jh.                                             | baugeschichtlich und sozialgeschichtlich von Bedeutung, zur Straße giebelständiges Wohngebäude, straßenbildprägende einfache Vorstadtbebauung. Eingeschossiges Wohnhaus mit Satteldach. | 09255260 |
|                                         | Wohnhaus in geschlossener Bebauung | Crostigall 50 (Karte)                           | nach 1871                                                     | baugeschichtlich und städtebaulich von Bedeutung, schönes Gründerzeithaus in markanter Lage, Putzfassade mit Giebel. Giebel wird von Zwerchhäusern flankiert, Sohlbänke auf Konsolen und Satteldach. | 09255262 |
|                                         | Wohnhaus eines ehemaligen Freigutes | Crostigall 53 (Karte)                           | um 1800                                                       | einfacher Barockbau, Putzfassade mit schwach vorspringendem Mittelrisalit, baugeschichtlich, ortsgeschichtlich, städtebaulich und straßenbildprägend von Bedeutung. Wohnhaus am Ortseingang gelegen, Kreuzung bestimmende Lage, Abschußgesims mehrfach gekehlt, vermutlich Rest vom Freigut Steinhof. Mansarddach mit Schopf. | 09255720 |
| Weitere Bilder                          | Filzfabrik J. D. Weickert, Fabrikanlage (Nr. 55) und zugehörige Fabrikantenvilla (Nr. 57) | Crostigall 55; 57 (Karte)                       | um 1890                                                       | Filzfabrik J. D. Weickert (Fabrikanlage (Nr. 55) mit technischer Ausstattung bestehend aus mehreren Gebäudeteilen und zugehörige Fabrikantenvilla (Nr. 57) – mehrgeschossiges Fabrikgebäude mit nachträglichen Erweiterungen (Klinkerfassade, vielgliedrige Hochrechteckfenster, Anbauten in Skelettbauweise mit Klinkerverblendung), Fabrikantenvilla mit neurenaissancistischen Elementen, architektonisch anspruchsvoller Gebäudekomplex von regionaler industriegeschichtlicher und städtebaulicher Bedeutung) | 09255682 |
|                                         | Villa | Damaschkestraße 9 (Karte)                       | um 1920/1930                                                  | baugeschichtlich von Bedeutung, straßenbildprägender Eingangsvorbau, Putzfassade im Heimatstil. Villa, mit Einfriedung (Einfriedungspfeiler vor 2009 abgebrochen), fünfseitiger, vorgesetzter Eingangsbereich, gequadertes Rundbogenportal mit Schlussstein, Blendarkaden, Oculi, im Obergeschoss umlaufendes Bandgesims, Rechteck- und Rundbogenfenster, Walmdach. | 09255758 |
|                                         | Wohn- und Kontorgebäude mit rückwärtigem Fabrikgebäude | Dehnitzer Weg 16 (Karte)                        | um 1885                                                       | gründerzeitliches Verwaltungsgebäude einer kleinen Betriebes von ortsgeschichtlicher Bedeutung. 2½ Geschosse, in offener Bebauung, Putzbau, Traufgesims mit Stuckkonsolen, Seitenrisalit mit Dreieckgiebel. | 09259792 |
| Weitere Bilder                          | Mietshaus in Ecklage | Domgasse 1 (Karte)                              | 19. Jh., später überformt                                     | mit Laden, im Kern ein Gründerzeitbau, später überformt, städtebaulich und baugeschichtlich von Bedeutung. Mietshausbau der 1. H. 19. Jh., um 1920 verändert, Ecke Domgasse/Wenceslaigasse, Segmentbogenportal mit Schlussstein und originaler Tür des 19. Jh., in den Obergeschossen an der Ecke mit Austritten und schmiedeeisernen Gittern. | 09255111 |
| Weitere Bilder                          | Kulturhistorisches Museum Wurzen; Lossowsches Haus (ehem.) (Wohnhaus in Ecklage (heute Museum), mit Seitenflügel zur Johannisgasse und Hofgebäuden) | Domgasse 2 (Karte)                              | 1666–1668, im Kern älter                                      | baugeschichtlich, städtebaulich, ortsgeschichtlich, ortsbildprägend, kunstgeschichtlich und künstlerisch von Bedeutung, aufwendig Renaissance-Fassade mit profilierten Fensterlaibungen und Zwerchhaus mit Volutengiebel, Innenhof mit Arkaden. Bürgerhaus der 2. H. 16. Jh., an der Ecke Domgasse/Johannisgasse, aufwendig gestaltete Fassade mit Portal mit profilierten Gewänden und Schlussstein, Fensterlaibungen profiliert, repräsentativer Zwerchhausgiebel mit Voluten, gequaderten Pilastern, Ochsenaugen, Satteldach mit vier Gaupen. Kulturgeschichtliches Museum der Stadt Wurzen, 1927 vom Geschichts- und Altertumsverein gegründet, seit 1948 im Haus Domgasse 2, 1953–1992 Kreismuseum, seit 1993 Städtisches Museum („Museum mit Ringelnatzsammlung“).                                                                                              | 09255112 |
|                                         | Wohnhaus in geschlossener Bebauung | Domgasse 3 (Karte)                              | 2. Hälfte 18. Jh., Fassade später überformt                   | baugeschichtlich, städtebaulich und künstlerisch von Bedeutung, gründerzeitlich überformte Fassade, im Kern älter, schönes barockes Portal mit originaler Tür, Portalschlussstein mit Rokokoornament. Wohnhaus der 2. H. 18. Jh., Segmentbogenportal mit Rokokoschlussstein, Rechteckfenster mit Sandsteingewänden, Putzspiegel, mehrfach gekehltes Abschlussgesims, Satteldach mit vier Dachgaupen. | 09255113 |
|                                         | Wohnhaus in Ecklage, Einfriedungsmauer zum Hof und Toreinfahrt | Domgasse 4 (Karte)                              | 2. Hälfte 16. Jh., später überformt                           | baugeschichtlich und städtebaulich von Bedeutung, im Kern ein Renaissancebau. Wohnhausbau, Ecke Domgasse/Finstere Gasse, 2. Hälfte 16. Jh., in der 1. Hälfte 19. Jh. verändert, mit Hofflügel und Einfriedung, voll verputzt, Rechteckfenster mit Putzprofilierungen und Gesimsstreifenbedachungen, die Giebelseite pilastergegliedert, aufwendiges Abschlussgesims, Satteldach. | 09255114 |
|                                         | Wohnhaus in geschlossener Bebauung | Domgasse 5 (Karte)                              | um 1870                                                       | mit Laden, klassizistisch wirkende Fassade, baugeschichtlich und städtebaulich von Bedeutung. Mietshaus, um 1870, mit Laden, voll verputzt, Rechteckportal und Rechteckfenster, in den Obergeschossen profilierte Fensterrahmungen und Gesimsstreifenbedachungen, im 2. Obergeschoss etwas einfacher, Satteldach. | 09255115 |
| Weitere Bilder                          | Wohnhaus in geschlossener Bebauung | Domgasse 7 (Karte)                              | 2. Hälfte 18. Jh., Fassade Ende 19. Jh.                       | mit Laden, prächtige gründerzeitliche Fassade, im Kern wesentlich älter, baugeschichtlich, hausgeschichtlich und städtebaulich von Bedeutung. Wohn- und Geschäftshaus der 2. Hälfte 18. Jh., um 1870 verändert, voll verputzt, mit Tordurchfahrt und Ladeneinbau links davon, Putznutungen, einfache Putzprofilierungen, Fensterbedachungen auf Konsolen, das Abschlussgesims weit vorkragend, darunter Spiegelfries, Satteldach. | 09255116 |
|                                         | Wohnhaus in geschlossener Bebauung | Domgasse 9 (Karte)                              | 16. Jh.                                                       | ein Renaissancebau mit profilierten Fensterlaibungen aus Rochlitzer Porphyrtuff, baugeschichtlich und städtebaulich von Bedeutung. Wohnhausbau des 16. Jh., Fensterlaibungen charakteristisch profiliert, aus Rochlitzer Porphyr, heute (1993) „entkernt“, das Dach abgetragen. | 09255117 |
|                                         | Wohnhaus ehemals in offener Bebauung, mit Hofflügel | Domgasse 13 (Karte)                             | 2. Hälfte 16. Jh.                                             | baugeschichtlich, hausgeschichtlich, kunstgeschichtlich und städtebaulich von Bedeutung, zur Straße giebelständiges Haus mit seltenem spätgotischen Sitznischenportal aus Porphyrtuff. Wohnhausbau der 2. Hälfte 16. Jh., stark verändert, das Sitznischenportal aus Porphyr original, doch die Fassade voll verputzt, die Fenster verändert, die Tür 19. Jh., gotisierend, Satteldach. | 09255118 |
| Weitere Bilder                          | Wohnhaus (mit zwei Hausnummern) in ehemals geschlossener Bebauung | Domgasse 17; 19 (Karte)                         | 2. Hälfte 16. Jh.                                             | baugeschichtlich und städtebaulich von Bedeutung, ein Renaissancegebäude mit Tordurchfahrt über unregelmäßigem Grundriss, Fassade mit Medaillons des 19. Jahrhunderts. | 09255120 |
| Weitere Bilder                          | Ehemalige Kollegiatstiftskirche / Dom | Domplatz 2 (Karte)                              | begonnen Anfang 12. Jh., Neubau 16. Jh., Umbau im Innern 1932 | eine spätgotische, doppelchörige Pfeilerbasilika mit Türmen an den Ostenden der Seitenschiffe, im Innern bedeutende Umgestaltung von 1932 im monumentalen Heimatstil (Architekt: Emil Högg, Dresden, Kreuzigungsgruppe von Bildhauer Georg Wrba, Dresden), baugeschichtlich, ortsbildprägend, ortsgeschichtlich, regionalgeschichtlich, kunstgeschichtlich und künstlerisch von Bedeutung. Ehemalige Kollegiatstiftskirche, im Kern eine 1114 geweihte Pfeilerbasilika, Osterweiterung 1260/1280, Wölbung Mitte 14. Jh., Chöre nach 1500, heutige Gestalt der Türme später (nach Dehio Sachsen 1990). | 09255777 |
| Weitere Bilder                          | Brunnenanlage mit Lutherrelief und Solitärbaum | Domplatz 2 (vor) (Karte)                        | bezeichnet 1917                                               | ortsgeschichtlich und handwerklich-künstlerisch von Bedeutung. Brunnen: Grundsteinlegung 31. Oktober 1917 (400jähriges Jubiläum Thesenanschlag), Einweihung 22. September 1918, Solitärbaum: Berg-Ahorn (Acer pseudoplatanus) links hinter dem Brunnen. | 09302387 |
| Weitere Bilder                          | Alte Kustodie (Wohnhaus und Kustodie, in geschlossener Bebauung, mit Verbindungsbau zum Dom sowie Garten und Einfriedung) | Domplatz 4 (Karte)                              | 16. Jh.                                                       | baugeschichtlich, städtebaulich und ortsgeschichtlich von Bedeutung, ehemaliges Domherrenhaus, im Kern ein Renaissancebau. barockes Portal, baulicher Zusammenhang mit Wirtschafts- und Verwaltungsgebäude (Altes Kornhaus) nördlich des Doms und mit dem Dom selbst Wohnhaus bzw. Kustodie: Kernbau des 16. Jh., im 18. Jh. verändert, voll verputzt, Portal (barock) und Fenster mit Porphyrgewänden, Satteldach, Einfriedung: Bruchsteinmauer aus rotem Granit an den nördlichen und westlichen Grundstücksgrenzen, Garten: Teil des Burgbergs. | 09255123 |
| Weitere Bilder                          | Wohnhaus in halboffener Bebauung mit Garten | Domplatz 5 (Karte)                              | 2. Hälfte 16. Jh.                                             | baugeschichtlich, städtebaulich und ortsgeschichtlich von Bedeutung, ehemaliges Domherrenhaus, im Kern ein Renaissancebau mit schönem Sitznischenportal, 1678 barock überformt. Wohnhaus: 2. H. 16. Jh., voll verputzt, mit Sitznischenportal, Dach mit drei Zwerchhäusern, Garten: Teil des Burgbergs, Vorgarten zum Domplatz höher gelegen und mit Stützmauer abgefangen, Eibenpaar (Taxus baccata), | 09255124 |
| Weitere Bilder                          | Domherrenkurie (heute Wohnhaus) in offener Bebauung, mit Einfriedungsmauer und westlichen Garten | Domplatz 6 (Karte)                              | 1. Hälfte 16. Jh.                                             | baugeschichtlich, städtebaulich und ortsgeschichtlich von Bedeutung, ehemaliges Domherrenhaus, mächtiger Renaissancebau mit Treppenturm, Sitznischenportal und profilierten Fensterlaibungen. Domherrenkurie: südwestlich vom Dom, voll verputzt, in der Mitte der Fassade Treppenturm mit Sitznischenportal, rechts davon in der Fassade Rundbogenportal, Rechteckfenster mit profilierten Laibungen, der Treppenturm auf unregelmäßigem, aber annähernd oktogonalem Grundriss, ab dem 1. Obergeschoss halbrund, mit Rautenfenstern, das Traufgesims aus Zahnfries und profiliertem Gesims, Satteldach, ab 1819 zur Garnison gehörend (daher auch der Bauwerksname: Alte Kaserne), zwischenzeitlich 1873–1881 Realschule, ab 1920 Nutzung zu Wohnzwecken, Garten: nach Westen hinabfallendes Gelände durch Terrassierungen abgefangen und durch Treppen erschlossen. | 09255125 |
| Weitere Bilder                          | Schule und rückwärtiger Schulfreiraum (Gartendenkmal) mit Treppenanlage sowie Pflaster am Rosental | Domplatz 7; 8 (Karte)                           | bezeichnet 1881                                               | baugeschichtlich, städtebaulich und ortsgeschichtlich von Bedeutung, zweiflügliger Gründerzeitbau mit herausgehobenem Mitteltrakt. Schule: bezeichnet 1881 (Wetterfahne), zweiflüglig, mit Mittelbau, Bruchsteinsockel, der Mittelbau mit großen Rechteckfenstern, gerahmt von Pilastern, mit Attika, im Erdgeschoss von Eingängen flankiert, die Flügel mit Segmentbogen- und Rechteckfenstern, Sohlbankgesimsen, flaches Walmdach, jetzt (2008) Berufsschule II, Schulfreiraum: nach Westen und Süden hin abfallendes Gelände mit Terrassierungen und Stützmauern aus rotem Granit abgefangen, Baumreihe aus Winter-Linden (Tilia cordata) auf der untersten Terrasse, weitere Winter-Linde am Treppenabgang östlich der Schule, Pflaster: Fußweg am Rosental mit Mosaik- (roter Granit) und Seifenpflaster, Granitborden und gusseisernen Einläufen.               | 09255126 |
| Weitere Bilder                          | Pfarrhaus (Doppelhaus) mit Garten und Einfriedung | Domplatz 9; 10 (Karte)                          | um 1880/1890                                                  | baugeschichtlich, städtebaulich und ortsgeschichtlich von Bedeutung, Gründerzeitgebäude mit Seitenrisaliten, Fassade in gelben und roten Klinkern. Pfarrhaus: Doppelanlage mit zwei Eingängen jeweils an den Außenseiten, die Anlage symmetrisch mit Außenrisaliten, Segmentbogen- und paarweise zusammengefasste Rundbogenfenster mit Entlastungsbögen, diese in roten Klinkern, die Giebelabschlüsse der Risalite mit steigenden Zahnschnittfriesen, das Hauptgesims auf Konsolfries, Garten: Rot-Buche (Fagus sylvatica), Robinie (Robinia pseudoacacia) und Rotdorn (Crataegus laevigata ‚Paul's Scarlet') sowie Rhododendron und Ziersträucher, Wege aus rotem Granitkleinpflaster, Einfriedung: Klinkerpfosten mit Sandsteinabdeckung, Sockel aus Granit und schmiedeeisernen Ziergittern.                                                                      | 09255127 |
| Weitere Bilder                          | Pfarrhaus mit Garten und Einfriedung | Domplatz 11 (Karte)                             | 1880/1890                                                     | baugeschichtlich, städtebaulich und ortsgeschichtlich von Bedeutung, Gründerzeitgebäude mit Mittelrisalit und Klinkerfassade. Pfarrhaus: Mittelrisalit leicht vorspringend, in Giebel mit steigendem Zahnschnittfries endend, Klinkerfassade, die Fenstergewände Sandstein, das Portal aufwendig, Hauptgesims auf Konsolfries,Walmdach, Garten: Rosskastanie (Aesculus hippocastanum), Eibe (Taxus baccata) und Ziersträucher sowie Staudenpflanzungen, Zufahrtsweg aus rotem Granitgroßpflaster, Zugangsweg mit Mosaikpflasterung aus rotem Granit und Seifenpflaster, Einfriedung: Klinkerpfosten mit Sandsteinabdeckung, Sockel aus Granit und schmiedeeisernen Ziergittern, | 09255128 |
| Weitere Bilder                          | Wohnhaus (mit Druckerei) in Ecklage | Domplatz 12 (Karte)                             | 2. Hälfte 19. Jh.                                             | baugeschichtlich, städtebaulich und ortsgeschichtlich von Bedeutung, Gründerzeitgebäude mit platzbildprägendem Erker. Wohnhaus der 1. Hälfte 19. Jh., mit Anbau und Wirtschaftsgebäude im Hof, Ecke Domplatz/Domgasse, Fassade verputzt mit Putznutungen, Rundbogenportal, darüber Erker, Fenster in Renaissanceformen, putzgerahmt. Hofgebäude 2006 abgebrochen. Ehem. Druckerei Gustav Jacob, später Druckerei Dr. Hans Bode Nachf. | 09255129 |
| Direkt Bild zu diesem Denkmal hochladen | Mietshaus in Ecklage | Dr.-Külz-Straße 1 (Karte)                       | nach 1870                                                     | mit Laden, baugeschichtlich und städtebaulich von Bedeutung, gründerzeitliche Putzfassade. Mietshaus, Putzstreifen in Glatt- und Rauputz im Erdgeschoss, rundbogige Fenster, Putzquaderung, Dreiecks- und Segmentgiebelbedachung, Konsolen: Abschlussgesims. Satteldach. | 09255605 |
| Direkt Bild zu diesem Denkmal hochladen | Doppelmietshaus in geschlossener Bebauung | Dr.-Külz-Straße 4; 6 (Karte)                    | um 1905                                                       | baugeschichtlich und städtebaulich von Bedeutung, späthistoristische Putzfassade mit Erker und floraler Ornamentik. Doppelmietshaus mit Erkern an den äußeren Fensterachsen in Zwerchhausgiebeln endend, rot eingefärbte Betonformsteine, rundbogige und gerade Fenstergewände Verzahnung mit Putz assoziierend, aufwendig gefasste Eingangssituation, florales Ornament der Oberlichtrahmung, konkaves Abschlussgesims. | 09255606 |
| Direkt Bild zu diesem Denkmal hochladen | Mietshaus in geschlossener Bebauung | Dr.-Külz-Straße 8 (Karte)                       | um 1920                                                       | baugeschichtlich und städtebaulich von Bedeutung, im Reformstil der Zeit, pilastergegliederte Putzfassade. Mietshaus, Putzfassade, im Erdgeschoss Betonformsteinsäulen, darauf aufsetzend die Pilastergliederung der Obergeschosse, konvex vorspringender Erker, Spiegel und geometrische Ornamentik, Mansarddach mit Zwerchhaus und Dachgaupe. | 09255607 |
| Direkt Bild zu diesem Denkmal hochladen | Mietshaus in geschlossener Bebauung | Dr.-Külz-Straße 13 (Karte)                      | um 1930                                                       | baugeschichtlich von Bedeutung, Anklänge an den Stil der Neuen Sachlichkeit, Klinker-Putzfassade mit erkerähnlichen Ausbauten. Mietshaus, Erdgeschoss mit Klinkersockel, der Eingangsbereich ebenfalls in Klinkern, mit Doppelpilastern, Obergeschosse verputzt mit Klinkerstreifen an erkerähnlichen Vorsprüngen, Mansarddach mit Mansardgeschoss. | 09255608 |
|                                         | Mietshaus in geschlossener Bebauung | Dr.-Külz-Straße 22 (Karte)                      | um 1910                                                       | baugeschichtlich und städtebaulich von Bedeutung, spätgründerzeitliche Putzfassade. Mietshaus, Klinkersockel, Fassade verputzt mit Putzstreifen im Erdgeschoss, Fenster nur im oberen Teil bzw. über dem Sturz gerahmt, Abschlussgesims mit Weintraubenfries, Mansarddach mit Zwerchhäusern. | 09255609 |
|                                         | Mietshaus in halboffener Bebauung (bauliche Einheit mit Goethestraße 22) | Dr.-Rudolf-Friedrichs-Straße 2 (Karte)          | nach 1910                                                     | baugeschichtlich und städtebaulich von Bedeutung, im Reformstil der Zeit um 1910. Mietshaus, Bruchsteinmauerwerksockel, rundbogiger Zwerchhausgiebel. Mansarddach. | 09255598 |
|                                         | Doppelwohnhaus mit Einfriedung | Dr.-Rudolf-Friedrichs-Straße 3; 5 (Karte)       | um 1900                                                       | baugeschichtlich von Bedeutung, im Reformstil der Zeit um 1900, Putzfassade mit Kachelstreifen, straßenbildprägende Holzveranden. Holzvorbau als Windfang, Zwerchhausgiebel. Walmdach mit Dachgaupe. | 09255599 |
|                                         | Ehemalige Schule, heute Wohnhaus | Dr.-Rudolf-Friedrichs-Straße 6 (Karte)          | 1902 lt. Bauakte                                              | baugeschichtlich und ortsgeschichtlich von Bedeutung, gründerzeitliche Putzfassade mit Klinkerteilen, Anklänge an den Stil der Deutschen Neorenaissance, Architekt: Karl Poser im Büro Friedrich & Poser, Leipzig. Mietvilla mit Klinker im Erdgeschoss, überwölbter Eingangsbereich, Fassadengliederung durch Putzstreifen, Triglyphen, renaissancistische Rahmungen. Mansard- und Satteldach, Datum der Pläne 1902, Ausführung wohl bald danach. | 09255600 |
|                                         | Mietvilla mit Einfriedung | Dr.-Rudolf-Friedrichs-Straße 7 (Karte)          | um 1910                                                       | baugeschichtlich von Bedeutung, im Reformstil der Zeit um 1910. Mietvilla mit Einfriedung, Putzbau. | 09259794 |
|                                         | Doppelwohnhaus mit Einfriedung | Dr.-Rudolf-Friedrichs-Straße 10; 12 (Karte)     | um 1910                                                       | baugeschichtlich von Bedeutung, im Reformstil der Zeit um 1900,.Putzfassade mit zwei Erkervorbauten und gemeinsamem Dreiecksgiebel. Doppelwohnhaus, Putzfassade, Vorbau, Putzstreifen mit Jugendstilornament, Walmdach. | 09255737 |
| Direkt Bild zu diesem Denkmal hochladen | Doppelwohnhaus mit Einfriedung | Dr.-Rudolf-Friedrichs-Straße 11; 13 (Karte)     | um 1900                                                       | baugeschichtlich von Bedeutung, im Reformstil der Zeit um 1900, Putzfassade mit Kachelstreifen, straßenbildprägende Holzveranden. Doppelwohnhaus mit Holzanbau, Zwerchhausgiebel mit roten Kachelstreifen, Putzstreifen. Walmdach mit Dachgaupen. | 09255601 |
|                                         | Wohnhaus (Doppelanlage mit Gartenstraße 3 und Julius-Künzel-Straße 9/11), mit Einfriedung | Dr.-Rudolf-Friedrichs-Straße 14 (Karte)         | um 1890                                                       | baugeschichtlich von Bedeutung, im Reformstil der Zeit um 1900, Putzfassade mit grünen Kachellisenen, dekorative Fachwerkvorbauten. Wohnhaus in Doppelanlage mit Julius-Künzel-Straße 11, Klinker/Putzfassade mit grünen Kachellisenen, dekorativem Fachwerk, Satteldach mit weitem Dachvorstand. | 09255741 |
|                                         | Doppelwohnhaus (mit Julius-Künzel-Straße 18) | Dr.-Rudolf-Friedrichs-Straße 16 (Karte)         | um 1900                                                       | baugeschichtlich von Bedeutung, im Reformstil der Zeit um 1900, Putzfassade mit dekorativen Fachwerkvorbauten. Mietshaus, Holzveranda zur Dr.-Rudolf-Friedrich-Straße, Putzquaderlisenen. Mansarddach. | 09255603 |
|                                         | Turnhalle | Dr.-Rudolf-Friedrichs-Straße 29 (Karte)         | um 1900                                                       | baugeschichtlich von Bedeutung, schöne rötliche Klinkerfassade, aufwändiges Werksteinportal. Turnhalle, Segment- und Rundbogenfenster, Portal mit originaler Tür und Giebelbedachung aus Werkstein, Hauptgesims Zahnfries, zum Teil Verwendung von gelbem Klinker in den Bögen der Fenster. | 09255604 |
| Weitere Bilder                          | Postmeilensäule | Dresdener Straße (Karte)                        | bezeichnet 1724                                               | Kopie einer Postdistanzsäule vor dem Wenzelstor, auf einem Sockel stehender, aus Porphyr hergestellter Obelisk mit königlich-sächsischem und polnisch-litauischem Wappen sowie Entfernungsangaben – verkehrsgeschichtlich und regionalgeschichtlich von Bedeutung. Aus Rochlitzer Porphyrtuff hergestellte Kopie einer kursächsischen Distanzsäule bezeichnet 1724, mit verschiedenen Inschriften und königlich-sächsischem und polnisch-litauischem Wappen. Die originalen Schrift- und Wappenstücke sind nicht mehr vorhanden. Der Steinmetz Lothar Franz überarbeitete 1983/84 den noch vorhandenen Sockel und fertigte eine Kopie des Schrift- und Wappenteils an. | 09255270 |
| Direkt Bild zu diesem Denkmal hochladen | Rest der äußeren Stadtmauer | Dresdener Straße (Karte)                        | um 1500                                                       | stadtbaugeschichtlich und ortsgeschichtlich von Bedeutung, unter Bischof von Saalhausen errichtet. Rest der äußeren Stadtmauer unter Bischof von Saalhausen. | 09255712 |
| Weitere Bilder                          | Wohnhaus in Ecklage, mit Anbau zur Bahnhofstraße | Dresdener Straße 2 (Karte)                      | nach 1740                                                     | städtebaulich von Bedeutung, Putzfassade mit Risalit an Traufseite. Wohnhaus, mit der Giebelseite zur Bahnhofstraße, voll verputzt, Risalit an der Traufseite, einfache Rechteckfenster, profiliertes Hauptgesims, Krüppelwalmdach mit Hechtgaupe. Der Anbau mit Satteldach mit Dachhäuschen. | 09255320 |
| Direkt Bild zu diesem Denkmal hochladen | Wohnhaus ehemals in halboffener Bebauung | Dresdener Straße 5 (Karte)                      | 1870/1880                                                     | baugeschichtlich und städtebaulich von Bedeutung, ein Gründerzeitgebäude, Mittelrisalit durch Giebel abgeschlossen, dort Skulpturennische mit weiblicher korbtragender Figur. Fassadengestaltung durch Fensterbedachungen auf Konsolen und Putzstreifen. | 09255273 |
| Weitere Bilder                          | Wohnhaus in offener Bebauung | Dresdener Straße 9 (Karte)                      | Mitte 19. Jh.                                                 | baugeschichtlich und städtebaulich von Bedeutung, Gründerzeitgebäude mit Mittelrisalit und attikaähnliches Geschoss. Heutige Gaststätte Palmengarten. Fassadengliederung durch Putznutung, Segmentbogenbedachung der Fenster, Zickzackfries und Deutsches Band. Giebelseite mit Oculus. Flachdach. | 09255276 |
| Direkt Bild zu diesem Denkmal hochladen | Wohnhaus ehemals in halboffener Bebauung | Dresdener Straße 12 (Karte)                     | um 1820                                                       | städtebaulich von Bedeutung, schlichte Vorstadtbebauung. Erdgeschossfenster entstellend verändert, vermutlich älterer Kern. Satteldach mit originalem Dachstuhl. | 09255279 |
| Direkt Bild zu diesem Denkmal hochladen | Wohnhaus in halboffener Bebauung, mit seitlichem Torbogen und rückwärtigem Hausgarten (Gartendenkmal) | Dresdener Straße 14 (Karte)                     | um 1810                                                       | baugeschichtlich, ortsgeschichtlich und städtebaulich von Bedeutung, Wohnhaus von Karl Ludwig Langbein, erster Stadtverordnetenvorsteher Wurzens und Mitglied der Frankfurter Nationalversammlung 1848, schlichtes klassizistisches Gebäude mit schöner Tür, abgetreppte Fenstergewände und durchgehendes Sohlbankgesims, interessanter Hausgarten. Wohnhaus: verputzter Bau mit originalem Dachstuhl, Belattung (Rankgerüst), Hausgarten: Einfriedung: verputzte Ziegelmauer mit kleiner mittiger Pforte als südlicher Abschluss des Gartens, Wegesystem überwachsen, Wegeeinfassungen aus Naturstein, markante Blut-Buche (Fagus sylvatica) als prägender Solitärbaum, des Weiteren Rosskastanie (Aesculus hippocastanum) und Fliederbestände (Syringa spec.), Vielzahl an Geophyten, niedriges Ziergitter (Funktion unbekannt).                                    | 09255280 |
| Direkt Bild zu diesem Denkmal hochladen | Wohnhaus in offener Bebauung | Dresdener Straße 17 (Karte)                     | um 1880                                                       | baugeschichtlich und städtebaulich von Bedeutung, Gründerzeitgebäude mit hübscher Putzfassade und Mittelrisalit. Fassadengliederung durch Lisenen, Putznutung, Mittelrisalit mit Zwerchhausgiebel, Gesimsstreifen, diamentierte Schlusssteine, zum Teil Sohlbänke auf Konsolen. Satteldach. | 09255283 |
| Direkt Bild zu diesem Denkmal hochladen | Wohnhaus ehemals in halboffener Bebauung | Dresdener Straße 19 (Karte)                     | um 1880, später überformt                                     | baugeschichtlich und städtebaulich von Bedeutung, Gründerzeitgebäude mit Mittelrisalit. Mittelrisalit in Zwerchhausgiebel endend. Giebel mit Oculi. Satteldach. | 09255284 |
| Direkt Bild zu diesem Denkmal hochladen | Wohnhaus in offener Bebauung | Dresdener Straße 20 (Karte)                     | 1. Hälfte 19. Jh.                                             | baugeschichtlich und stadtbaugeschichtlich von Bedeutung,vorgründerzeitliches ländliches Wohnhaus mit Fachwerk (verputzt) im Obergeschoss. Erdgeschoss Bruchsteinmauerwerk, Fassade verputzt. Krüppelwalmdach. | 09255288 |
| Weitere Bilder                          | Villa Zschau | Dresdener Straße 22 (Karte)                     | 1860 (Villa)                                                  | Villa; baugeschichtlich und städtebaulich von Bedeutung, Gründerzeitgebäude mit betontem Mittelrisalit mit Fachwerkobergeschoss, Anklänge an den Schweizerstil, erbaut durch den Ratszimmermeister Heinrich Zschau (1827–1893) | 09255289 |
| Weitere Bilder                          | Mietshaus in halboffener Bebauung | Dresdener Straße 22b (Karte)                    | um 1900                                                       | baugeschichtlich und städtebaulich von Bedeutung, Putzfassade im Reformstil der Zeit um 1900, mit straßenbildprägendem Erker. Mietshaus, voll verputzt, Gliederung in Werkstein, Holz und Keramik, mit Erker, zwischen hölzernen Konsolen unter dem Dach Schmuckkacheln, Mansarddach. | 09255304 |
| Weitere Bilder                          | Mietshaus in geschlossener Bebauung | Dresdener Straße 24 (Karte)                     | nach 1871                                                     | baugeschichtlich und städtebaulich von Bedeutung, Gründerzeitgebäude mit neorenaissancistischen Formen in der Fassadengestaltung. Fassadengliederung durch Putzquaderung, Sohlbänke auf Konsolen, Fensterbedachungen. Verwendeter Naturstein Porphyr. Satteldach. | 09255286 |
| Weitere Bilder                          | Mietshaus in geschlossener Bebauung (bauliche Einheit mit Nr. 28) | Dresdener Straße 26 (Karte)                     | nach 1871                                                     | baugeschichtlich und städtebaulich von Bedeutung, Gründerzeitgebäude mit Putzquaderung und Fensterbedachung auf Konsolen. Abschlussgesims durch Renaissancekonsolen und Balken gebildet. Flacher Dachabschluss. | 09255290 |
| Weitere Bilder                          | Mietshaus in geschlossener Bebauung (bauliche Einheit mit Nr. 26) | Dresdener Straße 28 (Karte)                     | nach 1871                                                     | baugeschichtlich und städtebaulich von Bedeutung, Gründerzeitgebäude mit Putzquaderung und Fensterbedachung auf Konsolen. Abschlussgesims durch Renaissancekonsolen und Balken gebildet. Flacher Dachabschluss. | 09255291 |
| Weitere Bilder                          | Mietshaus in geschlossener Bebauung konzipiert, sowie Fabrikgebäude auf dem Grundstück | Dresdener Straße 29 (Karte)                     | um 1900                                                       | baugeschichtlich und städtebaulich von Bedeutung, das Mietshaus ein Gründerzeitgebäude mit Jugendstilornamentik, Fabrik mit Mittelrisalit und Zwerchhausgiebel. Mietshaus, voll verputzt, im Mittelteil zum Teil Rauputz, ab 1. Obergeschoss an den Seiten risalitartig vorspringend, mit Zwerchhausgiebeln, Jugendstilornamentik, Mansarddach. Fabrik mit Klinker/Putzfassade, Mittelrisalit mit Zwerchhausgiebel, zum Hof ebenfalls Mittelrisalit mit Zwerchhausgiebel, große Rechteckfenster mit vielteiliger Sprossung, abgewalmtes Flachdach. | 09255306 |
| Weitere Bilder                          | Wohnhaus in halboffener Bebauung | Dresdener Straße 30 (Karte)                     | nach 1880                                                     | baugeschichtlich und städtebaulich von Bedeutung, repräsentatives Gründerzeitgebäude mit Seitenrisalit, Balkon und Neorenaissance-Ornamentik. Fassadengliederung in aufwendigem Renaissanceornament, u. a. durch Putzquaderung und korinthische Pilaster. Satteldach mit Zwerchhäusern. | 09255292 |
| Weitere Bilder                          | Wohnhaus (ehemals Hotel) in offener Bebauung | Dresdener Straße 32 (Karte)                     | nach 1880                                                     | baugeschichtlich, ortsgeschichtlich und städtebaulich von Bedeutung, im Stil der französischen Neorenaissance, aufwändige gründerzeitliche Fassaden-Gestaltung mit Risalitbildung, ehemaliges „Hotel Viktoria“. Die Fassadengliederung in den Formen der französischen Renaissance, Pilaster, Putzstreifen, Fensterbedachung auf Konsolen. Konsolen: Abschlussgesims. | 09255293 |
| Weitere Bilder                          | Gießerei Klinkhardt | Dresdener Straße 34; 34a (Karte)                | 1872 (Maschinenfabrik vorm. Söhlmann, jetzt Klinkhardt)       | Fabrikareal bestehend aus mehreren Produktionsgebäuden, einer Kesselschmiede (Nr. 34a) und einem Büro- und Wohnhaus (Nr. 34) an der Straße sowie Reste der Hofpflasterung – kleinteilige, frühe, vor den Stadttoren Wurzens errichtete Maschinenbaufabrik und Gießerei für Landmaschinen, im Wesentlichen original erhalten, das Wohnhaus ein gründerzeitlicher Klinker-Putzbau mit Eckerker und schönen Portalen, frühester Bau um 1867 errichtet und noch heute mit originalen Dachsparren und Türen ausgestattet, 1997 saniert, die weiteren Gebäude von bemerkenswerter architektonischer Gestaltung und regionalem industriegeschichtlichem Interesse. | 09255294 |
| Weitere Bilder                          | Geschäftshaus in offener Bebauung, mit seitlicher Einfriedung | Dresdener Straße 36 (Karte)                     | um 1900/1910                                                  | baugeschichtlich und städtebaulich von Bedeutung, Gründerzeitbau mit Klinkerfassade, Seitenrisalit mit Zwerchhausgiebel straßenbildprägend. Miets- und Geschäftshaus, eventuell ehemalige Gaststätte, Rustikasockel, Klinkerfassade, Seitenrisalit mit Zwerchhausgiebel, Spitz-, Rund-, Segment- und Korbbogenfenster, Walmdach mit Zwerchhaus mit dekorativem Fachwerk. | 09255307 |
|                                         | Transformatorenstation | Dresdener Straße 36 (neben) (Karte)             | um 1910                                                       | aufwändig gestaltete Trafostation, reiche Fassadengestaltung, wahrscheinlich als Stromstation der Maschinenfabrik Richard Klinkhardt genutzt, technikgeschichtlich von Bedeutung. Transformatorenstation, Dresdener Straße, Rundfenstern und mit Putzstreifen und flachem Satteldach. | 09255308 |
| Weitere Bilder                          | Villa mit Einfriedung | Dresdener Straße 37 (Karte)                     | 1874–1875                                                     | ein Gründerzeitgebäude mit Mittelrisalit mit Zwerchhausgiebel, mit Anklängen an den Schweizerhausstil, erbaut für den Fabrikanten Gustav Schönert (1838–1914), baugeschichtlich, ortsgeschichtlich und städtebaulich von Bedeutung. Villa: Wintergarten, Zwerchhausgiebel mit Rundbogenfenstern, Fassadengliederung in den Formen der Renaissance, Einfriedung: Mauer aus gelbem Klinker mit Sandsteinabdeckung entlang der östlichen und westlichen Grundstücksgrenzen, | 09255295 |
| Weitere Bilder                          | Krietsch-Speicher (Speichergebäude (Getreidesilo) mit Laderampe im Hofbereich und Kontorgebäude an der Straße) | Dresdener Straße 38 (Karte)                     | bezeichnet 1912                                               | bedeutendes Zeugnis der Großmühlenindustrie, riegelartiger Speicherbau mit hochaufragendem Treppen- und Siloturm, qualitätvoll gestaltetes und auf Fernsicht konzipiertes turmartig die Stadtsilhouette überragendes Speichergebäude mit dem Charakter einer »Industriekathedrale«, bedeutender Hochbau des Leipziger Architekten Max Fricke in Wurzen, das Kontorgebäude ein straßenbildprägender Gründerzeitbau, ortsbildprägend und technikgeschichtlich von Bedeutung. Silospeicher: Siloturm mit Riegel, verputztes Ziegelgebäude, Lisenengliederung, Putzspiegel, Riegel mit Satteldach, Biberschwanzdeckung, Gebäude ist auflässig, Kontorgebäude: nicht denkmalgerecht saniert! | 09255296 |
|                                         | Wohnhaus in Ecklage | Dresdener Straße 39 (Karte)                     | um 1870/1880                                                  | baugeschichtlich und städtebaulich von Bedeutung, Gründerzeitgebäude mit profilierte Putzrahmung der Fenster und Eckbetonung. Gliederung der Fassade durch Konsolen, Putzrahmung der Fenster, Putznutung und profiliertes Hauptgesims. Satteldach über der Ecke abgewalmt. | 09255297 |
| Weitere Bilder                          | Villa | Dresdener Straße 44 (Karte)                     | 1896                                                          | ein Gründerzeitbau mit Mittelrisalit und Zwerchhausgiebel, Neorenaissanceformen, erbaut für den Kaufmann Rudolph Künnert (Speditions-, Kohlen- und Getreidegeschäft), baugeschichtlich und ortsgeschichtlich von Bedeutung. Putznutung, profilierte Fensterrahmungen, Rundbogenfenster. Walmdach. | 09255303 |
| Weitere Bilder                          | Mietshaus in ehemals geschlossener Bebauung | Dresdener Straße 47 (Karte)                     | um 1900                                                       | baugeschichtlich und städtebaulich von Bedeutung, spätgründerzeitlicher Putzbau, Seitenrisalit mit Zwerchhausgiebel. Vorhangbogenfenster, originales Tor. Mansarddach. | 09255300 |
| Weitere Bilder                          | Speicherbau mit angebautem Siloteil | Dresdener Straße 54a (Karte)                    | 1925                                                          | architektonisch interessanter Getreidespeicher von ortsbildprägender Wirkung (Architekt: Max Fricke), dreigeschossiger Riegel mit Schüttböden und zwölf Silohochbehälter, besonders gelungenes Beispiel einer Verbindung von betonter Zweckmäßigkeit und qualitätvoller architektonischer Umsetzung im Industriebau, ortsbildprägend und technikgeschichtlich von Bedeutung. | 09255312 |
| Weitere Bilder                          | Fabrikantenvilla | Dresdener Straße 57 (Karte)                     | 1903                                                          | städtebaulich und baugeschichtlich von Bedeutung, gründerzeitliche Putz-Klinkerfassade, Erker und Zwerchgiebel, erbaut für den Landmaschinenfabrikanten Adolf Busse. Villa, Erdgeschoss verputzt, die Obergeschosse Klinker, mit Balkon, Erker, Gliederung in Werkstein, Fensterrahmung mit Putzstreifen, Mansarddach mit zwei Zwerchhäusern. | 09255311 |
| Weitere Bilder                          | Wohn- und Kontorgebäude einer Fabrik | Dresdener Straße 58 (Karte)                     | 1907                                                          | städtebaulich, ortsgeschichtlich und baugeschichtlich von Bedeutung, gründerzeitliche Klinkerfassade, Fensterpfosten zum Teil mit Masken, erbaut als Wohnhaus der Fabrikanten-Brüder Heinrich August und Johannes Uhlitzsch. Kontor, Bruchsteinsockel, Klinkerfassade, Anbauten, Fenstergewände Naturstein, Fensterpfosten zum Teil mit Masken, Flachdach. | 09255313 |
| Direkt Bild zu diesem Denkmal hochladen | Kontorgebäude | Dresdener Straße 62 (Karte)                     | um 1915/1920                                                  | baugeschichtlich von Bedeutung, neoklassizistische Putzfassade, Mittelrisalit. Kontor mit durchgehenden Pilastern. Ehem. Maschinenfabrik für Transportanlagen. | 09255596 |
| Weitere Bilder                          | Sachgesamtheit Neuer Friedhof Wurzen, mit folgenden Einzeldenkmalen: Friedhofskapelle und Friedhofsverwalterhaus sowie Gedenkanlage für die Gefallenen des 1. Weltkrieges | Dresdener Straße 65 (Karte)                     | 1887                                                          | Sachgesamtheit Neuer Friedhof Wurzen, mit folgenden Einzeldenkmalen: Friedhofskapelle und Friedhofsverwalterhaus sowie Gedenkanlage für die Gefallenen des 1. Weltkrieges und zwei Gedenksteine für die Opfer des Faschismus und Einfriedung mit Toranlage (Einzeldenkmale 09255780) sowie gärtnerisch gestaltete Friedhofsanlage (Gartendenkmal), außerdem Einfriedungszaun im Bereich der dritten Erweiterung als Sachgesamtheitsteil – baugeschichtlich, ortsgeschichtlich und gartenkünstlerisch von Bedeutung, gründerzeitliche Anlage. | 09302216 |
| Weitere Bilder                          | Neuer Friedhof Wurzen: Friedhofskapelle, Friedhofsverwalterhaus, Einfriedung mit Toranlage, mehrere Grabmale sowie Gedenkanlage für Gefallene des Ersten und Zweiten Weltkrieges (Einzeldenkmale zu ID-Nr.09302216)                                                                             | Dresdener Straße 65 (Karte)                     | 1886–1887                                                     | Einzeldenkmale der Sachgesamtheit Neuer Friedhof Wurzen: Friedhofskapelle, Friedhofsverwalterhaus, Einfriedung mit Toranlage, mehrere Grabmale sowie Gedenkanlage für Gefallene des Ersten und Zweiten Weltkrieges sowie für Zivilopfer, weiterhin Gedenkstätte für Opfer des Nationalsozialismus (KZ-Häftlinge) und Gräber von Zwangsarbeitern – gründerzeitliche Bauten, baugeschichtlich, ortsgeschichtlich, kulturgeschichtlich, zeitgeschichtlich und personengeschichtlich von Bedeutung. | 09255780 |
| Direkt Bild zu diesem Denkmal hochladen | Großhandelskontor | Dresdener Straße 67 (Karte)                     | 1929                                                          | baugeschichtlich und ortsgeschichtlich von Bedeutung. Neoklassizistisches Gebäude mit Pilastergliederung, Attika und Putzfassade. Kontor mit Putzspiegeln. | 09255597 |
| Direkt Bild zu diesem Denkmal hochladen | Villa | Eduard-Schulze-Straße 1 (Karte)                 | 1924–1926                                                     | baugeschichtlich von Bedeutung, ein Bau im Reformstil der Zeit nach 1910 mit hübschem Anbau, erbaut für Fabrikbesitzer Paul Schlegel, Mitinhaber der Wurzener Kartonagenfabrik Paul Kraner. Villa, Bruchsteinsockel, Windfang in Holz, konvexer seitlicher Anbau, Fassadenkanten durch Putzquader gefasst, letzter Putzquader mit Wappenschmuck. Walmdach mit Zwerchhaus. | 09255676 |
| Direkt Bild zu diesem Denkmal hochladen | Schule mit Einfriedung | Eduard-Schulze-Straße 3 (Karte)                 | um 1920                                                       | baugeschichtlich und ortsgeschichtlich von Bedeutung, Putzbau mit Porphyrgewänden, Anklänge an den Heimatstil, erbaut als Handelsschule. Schule, seitlich mit konvex vorspringendem Baukörper, Porphyrportal. Walmdach. | 09255677 |
| Direkt Bild zu diesem Denkmal hochladen | Villa mit Einfriedung und Inventar sowie Garten | Eduard-Schulze-Straße 11 (Karte)                | bezeichnet 1924                                               | baugeschichtlich von Bedeutung, Putzfassade und flache Seitenrisalite, im Reform- und Heimatstil der Zeit nach 1920, erbaut als Wohnhaus des Architekten Prof. Dr.-Ing. Paul Mannewitz. Villa: Rechteckfenster und Rechteckportal mit Portikusrahmung, Zwerchhaus mit Dreiecksgiebel, Oculi und vegetabiles Ornament, Tür mit Medaillon, Inschrift Dr. Mannewitz (Wurzener Architekt), Portal mit Treppenanlage, repräsentatives Vestibül, Salon originales Interieur, Garten: Baumpaar aus Säulen-Eichen (Quercus robur 'Fasticiata') im Vorgarten, im rückwärtigen Garten Rot-Eiche (Quercus rubra), Einfriedung: Holzlattenzaun mit Sockel und Pfeilern aus bossiertem Sandstein, Pforte mit eiförmigen Aufsätzen und schmiedeeisernem Bogen mit Lampe. | 09255684 |
| Direkt Bild zu diesem Denkmal hochladen | Kaserne mit Resten der Einfriedung, mit Kasernengebäuden an der Juelstraße, Eilenburger Straße, Stollwerckstraße und Warsteiner Straße | Eilenburger Straße 25 (Karte)                   | bezeichnet 1901 (Kaserne, Stollwerckstraße 7–11)              | Kaserne mit Resten der Einfriedung, mit Kasernengebäuden an der Juelstraße, Eilenburger Straße, Stollwerckstraße und Warsteiner Straße (Fuhrparkgelände an der Stollwerckstraße mit Geräte- und Lagerhallen 1997 und 2004 abgebrochen) – ausgedehnter Komplex, anfangs Prinz-Georg-Kaserne genannt, baugeschichtlich und ortsgeschichtlich von Bedeutung, Gründerzeitbauten, überwiegend Klinkerarchitektur, Kasernengebäude Juelstraße 24 zwischen den Weltkriegen als Freimaurerloge genutzt. | 09255269 |
| Direkt Bild zu diesem Denkmal hochladen | Wohnhaus in geschlossener Bebauung (ein Grundstück mit Wenceslaigasse 24) | Färbergasse 1 (Karte)                           | um 1920                                                       | baugeschichtlich und städtebaulich von Bedeutung, im Reformstil der Zeit um 1910, Putzfassade mit Erker, darüber Austritt. Wohnhaus, Putzfassade mit Erker, darüber Austritt, Putzstreifen, Rechteckfenster, Flachdach mit Mansarde und Zwerchhäusern. | 09255696 |
|                                         | Mietshaus in ehemals geschlossener Bebauung | Färbergasse 6 (Karte)                           | um 1880                                                       | baugeschichtlich und städtebaulich von Bedeutung, repräsentativer Gründerzeitbau mit Klinker-Putzfassade. Mietshaus, Erdgeschoss verputzt mit Nutungen, Tordurchfahrt und Rechteckfenster, Obergeschosse Klinker, gerade Verdachungen mit Putzpilastern, in der Mitte des 1. Obergeschosses Reichsadler in Putz, über den Fenstern Entlastungsbögen in roten Klinkern, Satteldach. Abbruchgenehmigung 2008 erteilt. | 09255697 |
|                                         | Mietshaus in ehemals geschlossener Bebauung | Färbergasse 10 (Karte)                          | um 1880                                                       | baugeschichtlich und städtebaulich von Bedeutung, gründerzeitliche Klinker-Putzfassade. Mietshaus, Erdgeschoss verputzt, genutet, Obergeschosse Klinker, Fensterrahmungen in Putz, Putzspiegel, das Dach verändert, Traufgesims nicht mehr vorhanden. | 09255699 |
|                                         | Wohnhaus in geschlossener Bebauung | Färbergasse 12 (Karte)                          | um 1860                                                       | baugeschichtlich und städtebaulich von Bedeutung, klassizistische Putzfassade. Wohnhaus, Putzfassade, Tordurchfahrt und Rechteckfenster, gerade Verdachungen, Satteldach. | 09255700 |
|                                         | Wohnhaus in geschlossener Bebauung | Färbergasse 16 (Karte)                          | bezeichnet 1582                                               | baugeschichtlich, künstlerisch und städtebaulich von Bedeutung, schlichte Putzfassade, bemerkenswertes Sitznischenportal der Renaissancezeit. Wohnhaus, Putzfassade, Sitznischenportal, Rechteckfenster, holzgerahmt, der Sockel mit Fliesen verkleidet, Satteldach. | 09255701 |
|                                         | Wohnhaus in geschlossener Bebauung | Färbergasse 18 (Karte)                          | nach 1740                                                     | baugeschichtlich und städtebaulich von Bedeutung, schlichte Putzfassade, wahrscheinlich Fachwerkkern. Wohnhaus, vollständig verputzt, wahrscheinlich Fachwerkkern, Türgewände in Putz, Satteldach. | 09255702 |
|                                         | Wohnhaus in geschlossener Bebauung | Färbergasse 22 (Karte)                          | nach 1740                                                     | städtebaulich und baugeschichtlich von Bedeutung, schlichte Putzfassade, sehr gut erhaltene klassizistische Türblätter. Wohnhaus, Putzfassade, die Gewände der Rechteckfenster holzverkleidet, Satteldach. | 09255704 |
|                                         | Wohnhaus in geschlossener Bebauung | Färbergasse 26 (Karte)                          | Mitte 19. Jh.                                                 | städtebaulich und baugeschichtlich von Bedeutung, einfache klassizistische Putzfassade. Wohnhaus, voll verputzt, Sockel durch Fliesen entstellend verkleidet, Satteldach mit zwei Zwerchhäusern. | 09255706 |
|                                         | Wohnhaus in geschlossener Bebauung | Färbergasse 36 (Karte)                          | 1. Hälfte 18. Jh.                                             | städtebaulich, sozialgeschichtlich und baugeschichtlich von Bedeutung, einfache Putzfassade über Fachwerkkern. Wohnhaus in ehemals geschlossener Bebauung, voll verputzt, Fachwerkkern, Rechteckfenster, Satteldach mit Zwerchhäusern. | 09255771 |
|                                         | Straßenpflaster | Finstere Gasse (Karte)                          | 19. Jh.                                                       | Teil des im Altstadtbereich erhaltenen historischen Straßenbelags, geschichtliche Bedeutung. | 09255109 |
| Direkt Bild zu diesem Denkmal hochladen | Mietshaus in geschlossener Bebauung konzipiert | Franz-Mehring-Straße 4 (Karte)                  | um 1900 (Mietshaus)                                           | Mietshaus (gründerzeitlicher Putz-Klinkerbau) in geschlossener Bebauung konzipiert; baugeschichtlich und städtebaulich von Bedeutung. | 09302755 |
| Direkt Bild zu diesem Denkmal hochladen | Mietshaus in geschlossener Bebauung konzipiert | Franz-Mehring-Straße 6 (Karte)                  | um 1900                                                       | baugeschichtlich und städtebaulich von Bedeutung, gründerzeitlicher Putz-Klinkerbau, Zierbänder in grünem Klinker. Giebelbedachung mit auf oluten gestelltem Muschelmotiv, Sohlbänke auf Konsolen. | 09255440 |
| Direkt Bild zu diesem Denkmal hochladen | Mietshaus in geschlossener Bebauung konzipiert | Franz-Mehring-Straße 9 (Karte)                  | um 1900                                                       | baugeschichtlich und städtebaulich von Bedeutung, spätgründerzeitlicher Putz-Klinkerbau, Fensterrahmung in Eselsrückenform. Grüne Klinkerspiegel und Abschlussgesims in grünem Klinker. | 09255441 |
|                                         | Mietshaus in Ecklage (Doppelhaus mit Kutusowstraße 20), mit Einfriedung | Freiligrathstraße 1 (Karte)                     | um 1880                                                       | baugeschichtlich und städtebaulich von Bedeutung, repräsentative gründerzeitliche Klinker-Putzfassade. Mietshaus, Fensterrahmung mit dorischen Halbsäulen, Fensterbedachung durch Dreiecksgiebel und Gesimsstreifen, Hauptgesims auf Konsolen. Mansarddach. | 09255664 |
|                                         | Mietshaus in Ecklage (bauliche Einheit mit Kutusowstraße 18) | Freiligrathstraße 2 (Karte)                     | um 1880                                                       | baugeschichtlich und städtebaulich von Bedeutung, repräsentative gründerzeitliche Klinker-Putzfassade. Mietshaus, Putzstreifen im Erdgeschoss, Fensterstürze gequadert, Fensterrahmung in Putz, Hauptgesims auf Konsolen. Satteldach mit Zwerchhaus. | 09255665 |
|                                         | Doppelmietshaus, mit Einfriedung | Freiligrathstraße 3; 5 (Karte)                  | 1880/1890                                                     | baugeschichtlich und städtebaulich von Bedeutung, repräsentative gründerzeitliche Klinker-Putzfassade. in Art einer Mietvilla, Fensterrahmung mit Portikusmotiv, Erdgeschoss mit Putzstreifen. Abgewalmtes Flachdach. | 09255668 |
|                                         | Mietshaus in geschlossener Bebauung | Freiligrathstraße 4 (Karte)                     | nach 1900                                                     | baugeschichtlich und städtebaulich von Bedeutung, spätgründerzeitliche Putzfassade mit Jugendstilelementen, Schweifgiebel und straßenbildprägender Erker. Mietshaus, Segment- und Rechteckfenster, Festons auf Spiegeln, Erdgeschoss zum Teil bossiert, Zwerchhausgiebel mit Oculus über Maske. Mansarddach mit Zwerchhaus. | 09255666 |
|                                         | Mietvilla | Freiligrathstraße 7 (Karte)                     | 1880/1890                                                     | baugeschichtlich und städtebaulich von Bedeutung, repräsentative Putz-Klinkerfassade, Putzquaderung der Gebäudekanten, Verandavorbauten. Villa, Wintergarten aus Holz, im ersten Obergeschoss wintergartenähnlicher Ausbau auf mächtigen verlängerten Pfeilern der Einfriedung ruhend, darunter Portal. Abgewalmtes Flachdach. | 09255669 |
|                                         | Mietvilla mit Einfriedung | Freiligrathstraße 9 (Karte)                     | bezeichnet 1902–1903                                          | baugeschichtlich und städtebaulich von Bedeutung, spätgründerzeitliche Klinkerfassade, straßenbildprägende Schweifgiebel, schöne Holzveranda. Villa, Bruchsteinsockel, Segmentbogenfenster, Lisenen, Konsolmotive, hölzener Anbau. Mit Inschrifttafel „Wer Gott vertraut hat wohl gebaut 1902/3“, erbaut durch den Lehrer Reinhold Staake, der anfangs nicht in seinem Haus wohnte, erst nach 1918 bis zu seinem Tod. | 09255670 |
|                                         | Mietvilla | Freiligrathstraße 11 (Karte)                    | nach 1900                                                     | baugeschichtlich und städtebaulich von Bedeutung, spätgründerzeitliche Putzfassade mit Jugendstilelementen, Risalit mit Zwerchhausgiebel. Villa, Risalitachse mit Zwerchhausgiebel, abgestuftes Erdgeschossgesims, im ersten Obergeschoss umlaufender Fries mit Sonnenblumen-Weinblatt- und Traubenmotiv, Risalit im Erdgeschoss mit Klinker. Mansarddach mit Zwerchhäusern. | 09255671 |
|                                         | Verwaltungsgebäude (Landratsamt, ehemalige Kaserne) und Pferdestall der Kaserne (bei Nr. 2b) | Friedrich-Ebert-Straße 2 (Karte)                | nach 1870                                                     | ortsgeschichtlich von Bedeutung, das Landratsamt ein Gründerzeitbau (mit zwei Risaliten zwischen äußeren Flügelbauten an der Vorderfront, Rückfassade mit Mittelrisalit und als Seitenrisalite in Erscheinung tretende Flügelbauten), der ehemalige Stall ein Fachwerkbau. Fassadengestaltung durch Putzstreifen und Putzquaderung, Bruchsteinsockel. | 09255442 |
|                                         | Amtsgericht (ehemals Bahnhof, Kasernenbestandteil) | Friedrich-Ebert-Straße 2a (Karte)               | um 1890/1900                                                  | von 1875 bis 1878 Endbahnhof der Muldentalbahn (Eisenbahnstrecke Glauchau – Wurzen), im Erscheinungsbild weitestgehend original erhalten, keine technische Ausstattung vorhanden, Nachnutzung für die Kaserne und nachfolgend des Amtsgerichtes, bau- und ortsgeschichtlich von Bedeutung, Gründerzeitgebäude mit Anklängen an den Schweizerstil. Weit vorkragender Dachstuhl mit Satteldach, Sohlbänke des Erdgeschoss Putzstreifen, Obergeschoss Sohlbänke auf Konsolen. | 09255443 |
|                                         | Amtsgericht (ehemals Wache der Kaserne) | Friedrich-Ebert-Straße 2b (Karte)               | nach 1870                                                     | bau- und ortsgeschichtlich von Bedeutung, Eingang flankiert von toskanischen Säulen. Rundbogenportal mit darüber befindlichen Giebel, welcher durch das Abschlussgesims gebildet wird. Nebengebäude vermutlich als Stall- und Remisengebäude genutzt, in Fachwerk ausgeführt. | 09255444 |
|                                         | Mietshaus in Ecklage | Friedrich-Ebert-Straße 7 (Karte)                | nach 1890                                                     | baugeschichtlich und städtebaulich von Bedeutung, spätgründerzeitliche Putzfassade mit Anklängen an den Reformstil der Zeit um 1900, straßenbildprägender Eckerker, Klinker-Putzbau mit Fachwerkerker. Erdgeschoss in Klinker, Zwerchhaus zum Teil in Fachwerk, in Höhe Erdgeschossgesims aufgelegtes Ornament. | 09255447 |
|                                         | Mietshaus in geschlossener Bebauung | Friedrich-Ebert-Straße 17 (Karte)               | um 1930                                                       | baugeschichtlich und städtebaulich von Bedeutung, im Reformstil der Zeit nach 1920, Putzfassade, Mittelrisalit. Mietshaus, Sockel bis in Sohlbankhöhe des Erdgeschosses Bruchstein (Basalt), Mittelrisalit, stark stilisierte Ornamentsteine, attikaähnlicher Abschluss, Mansarddach mit Zwerchhaus. | 09255452 |
|                                         | Mietshaus in geschlossener Bebauung | Friedrich-Ebert-Straße 19 (Karte)               | um 1930                                                       | baugeschichtlich und städtebaulich von Bedeutung, im Reformstil der Zeit nach 1920, Putzfassade, Mittelrisalit, dekoratives Fachwerk im Dachbereich. Mietshaus, Sockel bis in Sohlbankhöhe des Erdgeschosses in Bruchstein, Mittelrisalit, Sohlbankgesimse, Mansarddach mit Zwerchhaus mit dekorativem Fachwerk. | 09255453 |
|                                         | Mietshaus in Ecklage | Friedrich-Ebert-Straße 21 (Karte)               | bezeichnet 1900                                               | baugeschichtlich und städtebaulich von Bedeutung, spätgründerzeitliche Klinker-Putzfassade mit Anklängen an den Reformstil der Zeit um 1910, Seitenrisalite mit Giebelabschluss. Mietshaus, in Ecklage zur Lessingstraße, Sockel mit gefärbten Betonsteinen, gelbe Klinker, Pilastergliederung, Putzornamente. | 09255454 |
|                                         | Mietshaus in geschlossener Bebauung | Friedrich-Engels-Straße 2 (Karte)               | 1870/1880                                                     | mit Läden, baugeschichtlich und städtebaulich von Bedeutung, Gründerzeitgebäude mit Klinkerfassade. Mietshaus, Klinkerfassade, Fenster mit Putzrahmungen und Giebelverdachungen, das Hauptgesims mit Konsolen, Satteldach, die Läden teilweise entstellend verändert. | 09255582 |
|                                         | Wohnhaus in geschlossener Bebauung | Friedrich-Engels-Straße 3 (Karte)               | 1870/1880                                                     | baugeschichtlich und städtebaulich von Bedeutung, gründerzeitliche Putzfassade, flache Seitenrisalite. Mietshaus, Bruchsteinsockel, voll verputzt, flache Seitenrisalite mit Putzquaderung, Satteldach. | 09255584 |
|                                         | Mietshaus in geschlossener Bebauung | Friedrich-Engels-Straße 6 (Karte)               | 1870/1880                                                     | baugeschichtlich und städtebaulich von Bedeutung, lisenengegliederte gründerzeitliche Putzfassade von klassizistischer Wirkung. Mietshaus, Bruchsteinsockel, Seitenrisalit, voll verputzt, gegliedert durch Lisenen, diese zum Teil genutet, Giebel- und Gesimsstreifenverdachungen auf Konsolen, Putzspiegel, Traufgesims mit Swastikafries, Satteldach. | 09255583 |
|                                         | Mietshaus in geschlossener Bebauung | Friedrich-Engels-Straße 8 (Karte)               | 1870/1880                                                     | baugeschichtlich und städtebaulich von Bedeutung, gründerzeitliche Putzfassade von klassizistischer Wirkung. Mietshaus, Bruchsteinsockel, voll verputzt, Putzquaderung, Putzstreifen, gestufte Fensterrahmungen, Fensterbankgesims auf Konsolen, Satteldach. | 09255585 |
|                                         | Wohnhaus in geschlossener Bebauung | Friedrich-Engels-Straße 9 (Karte)               | 1870/1880                                                     | baugeschichtlich und städtebaulich von Bedeutung, gründerzeitliche Putzfassade. Mietshaus, Bruchsteinsockel klinkergesäumt, sonst verputzt, Putzspiegel, gestufte Fensterrahmungen, Gesimsstreifenverdachungen, Satteldach mit Zwerchhaus. | 09255587 |
|                                         | Mietshaus in geschlossener Bebauung | Friedrich-Engels-Straße 10 (Karte)              | 1870/1880                                                     | baugeschichtlich und städtebaulich von Bedeutung, gründerzeitliche Putzfassade von klassizistischer Wirkung. Mietshaus, Putzfassade mit Quaderung, deutsches Band, gestufte Fensterrahmungen, Verdachungen über Spiegeln mit Rosetten auf Konsolen, Satteldach. | 09255586 |
|                                         | Wohnhaus in geschlossener Bebauung | Friedrich-Engels-Straße 11                      | 1870/1880                                                     | mit Laden, gründerzeitliche Putzfassade, baugeschichtlich und städtebaulich von Bedeutung. Mietshaus, Bruchsteinsockel, Putzfassade mit Nutungen, Putzstreifen und Putzspiegel, Satteldach mit zwei Zwerchhäusern, der Laden zum Teil verändert. | 09255588 |
|                                         | Wohnhaus in geschlossener Bebauung | Friedrich-Engels-Straße 13 (Karte)              | 1870/1880                                                     | mit Laden, gründerzeitliche Putzfassade, baugeschichtlich und städtebaulich von Bedeutung. Mietshaus, Bruchsteinsockel, Fassade verputzt, mit Nutungen, diese zum Teil zerstört, gestufte Fensterrahmungen, Satteldach mit zwei Zwerchhäusern, der Laden verändert. | 09255589 |
|                                         | Mietshaus in geschlossener Bebauung | Friedrich-Engels-Straße 15 (Karte)              | 1880/1890                                                     | baugeschichtlich und städtebaulich von Bedeutung, gründerzeitliche Klinker-Putzfassade. Mietshaus, Bruchsteinsockel, Klinkerfassade mit putzquadergefasstem Mittelrisalit, Segmentbogen- und Rechteckfenster, im Erdgeschoss mit Schlusssteinen mit Köpfen, Konsolfries als Hauptgesims, Satteldach. | 09255590 |
|                                         | Mietshaus in geschlossener Bebauung | Friedrich-Engels-Straße 17 (Karte)              | 1880/1890                                                     | baugeschichtlich und städtebaulich von Bedeutung, gründerzeitliche Klinker-Putzfassade. Mietshaus, Bruchsteinsockel, Klinkerfassade, Dachausbau. | 09302768 |
|                                         | Mietshaus in geschlossener Bebauung | Friedrich-Engels-Straße 19 (Karte)              | 1880/1890                                                     | mit Laden, baugeschichtlich und städtebaulich von Bedeutung, gründerzeitliche Klinker-Putzfassade, Seitenrisalit mit reichem vegetabilem Ornament, im Stil der Neorenaissance. Mietshaus, Bruchsteinsockel, Erdgeschoss verputzt, zum Teil gequadert, Rechteckportal mit Rundbogen überfangen, im Tympanon vegetabiles Ornament, Seitenrisalit zum Teil quadergefasst, Obergeschosse Klinker, Fenster zum Teil mit prächtigen Muscheltympana, Satteldach. | 09255591 |
|                                         | Mietshaus in geschlossener Bebauung | Friedrich-Engels-Straße 21 (Karte)              | 1880/1890                                                     | baugeschichtlich und städtebaulich von Bedeutung, gründerzeitliche Klinker-Putzfassade. Mietshaus, Erdgeschoss verputzt mit Nutung und Quaderung, Obergeschosse Klinker, Seitenrisalite, Fenster mit gestuften Rahmungen, Triglyphenkonsolen unter den Verdachungen, als Hauptgesims Konsolfries, Satteldach. | 09255593 |
| Weitere Bilder                          | Doppelmietshaus in geschlossener Bebauung | Friedrich-Engels-Straße 24; 26 (Karte)          | 1880/1890                                                     | baugeschichtlich und städtebaulich von Bedeutung, gründerzeitliche Klinker-Putzfassade. | 09255719 |
|                                         | Mietshaus in geschlossener Bebauung | Friedrich-Engels-Straße 28 (Karte)              | 1880/1890                                                     | mit Laden, baugeschichtlich und städtebaulich von Bedeutung, gründerzeitliche Klinker-Putzfassade. Mietshaus, Erdgeschoss Putz, genutet, Obergeschosse Klinker mit Putzstreifen, Fenster des 1. Obergeschosses mit gekehlten Laibungen und eingestellten Rundstäben, Verdachungen des 1. Obergeschosses mit den Sohlbänken des 2. Obergeschosses verbunden, Hauptgesims mit Konsolfries, Satteldach. | 09255592 |
|                                         | Mietshaus in geschlossener Bebauung | Friedrich-Engels-Straße 30 (Karte)              | 1870/1880                                                     | baugeschichtlich und städtebaulich von Bedeutung, gründerzeitliche Klinker-Putzfassade. Mietshaus, Erdgeschoss entstellend verputzt, der Laden verändert, Obergeschosse Klinker, die Fenster einfach putzgerahmt, Konsolen, das Hauptgesims mit Eierstabfries, Satteldach. | 09255594 |
|                                         | Doppelwohnhaus (mit Rosa-Luxemburg-Straße 10) | Gartenstraße 2 (Karte)                          | um 1910                                                       | baugeschichtlich von Bedeutung, im Reformstil der Zeit um 1900, Putzfassade mit Zwerchhausgiebel und straßenbildprägende Holzveranda. Wohnhaus, Putzfassade, Holzvorbau, Zwerchhausgiebel, Jugendstilornament, Kopf auf Beschlagwerk, Krüppelwalmdach. | 09255739 |
|                                         | Wohnhaus (Doppelanlage mit Dr.-Rudolf-Friedrichs-Straße 14 und Julius-Künzel-Straße 9/11), mit Einfriedung | Gartenstraße 3 (Karte)                          | um 1910                                                       | baugeschichtlich von Bedeutung, im Reformstil der Zeit um 1900, Putzfassade mit grünen Kachellisenen, dekorative Fachwerkvorbauten. Wohnhaus mit Einfriedung, nach rechts freistehend, Putz-Klinker-Fachwerkfassade mit grünen Kachellisenen | 09255088 |
|                                         | Doppelwohnhaus (mit Julius-Künzel-Straße 7) | Gartenstraße 6 (Karte)                          | um 1910                                                       | baugeschichtlich von Bedeutung, im Reformstil der Zeit um 1900, Putzfassade mit Zwerchhausgiebel und straßenbildprägende Holzveranda. Wohnhaus, Putzfassade mit Holzvorbau, geschweifter Zwerchhausgiebel, Jugendstilornament, Elchkopf. | 09255738 |
|                                         | Mietvilla mit seitlicher Einfriedung | Gerhart-Hauptmann-Platz 2a (Karte)              | um 1900                                                       | städtebaulich und baugeschichtlich von Bedeutung, im Reformstil der Zeit nach 1900, Putzfassade mit versetzten Werksteinen, Seitenrisalit mit Zwerchhausgiebel in dekorativem Fachwerk, platzbildprägender Eckerker. Mietvilla, mit Einfriedung, Seitenrisalit mit Zwerchhausgiebel, Klinkersockel, Putzfassade mit versetzten, zum Teil bossierten Werksteinen, Erker mit Zeltdach, profilierte Fensterrahmungen, der Risalitgiebel mit dekorativem Fachwerk, Mansarddach bzw. Satteldach. | 09255688 |
|                                         | Villa | Geschwister-Scholl-Straße 1 (Karte)             | 1904                                                          | baugeschichtlich und städtebaulich von Bedeutung, Gründerzeitbau, Anklänge an den Reformstil der Zeit um 1900, einfache Putzfassade, Zwerchhausgiebel mit Fachwerkstruktur, erbaut für den Fabrikanten Robert Zimmermann, Mitinhaber der Kartonagenfabrik Zimmermann & Breiter. | 09259795 |
|                                         | Mietvilla mit Einfriedung | Geschwister-Scholl-Straße 7 (Karte)             | 1880/1890                                                     | baugeschichtlich und städtebaulich von Bedeutung, gründerzeitliche Klinker-Putzfassade im Stil der Neorenaissance. Mietvilla mit Einfriedung, Bruchsteinsockel, Erdgeschoss verputzt mit Quaderung und Nutungen, Obergeschoss Klinker, die Fenstereinfassungen aufwendig mit kannelierten Säulen und Dreiecksgiebeln, Walmdach mit Zwerchhaus. mit dem Dombereich verbindend, die Bebauung 16. bis 19. Jh., das Stadtbild mitprägend. | 09255110 |
|                                         | repräsentatives Mietshaus (Doppelanlage mit Nr. 9) mit Einfriedung | Geschwister-Scholl-Straße 8 (Karte)             | nach 1890                                                     | baugeschichtlich und städtebaulich von Bedeutung, im Stil der Neorenaissance, gründerzeitliche Klinker-Putzfassade, Seitenrisalit mit Balkons. Mietvilla in Doppelanlage mit Einfriedung, die Doppelanlage mit Geschwister-Scholl-Straße 9, das Erdgeschoss verputzt, mit Quaderung, Obergeschosse Klinker, Seitenrisalit mit Balkons, Fenster aufwendig, Walmdach mit Zwerchhaus. | 09255108 |
|                                         | Mietshaus (Doppelanlage mit Nr. 8) mit Einfriedung | Geschwister-Scholl-Straße 9 (Karte)             | nach 1890                                                     | baugeschichtlich und städtebaulich von Bedeutung, im Stil der Neorenaissance, repräsentatives Gebäude, gründerzeitliche Klinker-Putzfassade, Seitenrisalit mit rekonstruierten Balkons (zwischenzeitlich entfernt). Mietvilla in Doppelanlage mit Geschwister-Scholl-Straße 8, gemeinsame Einfriedung, Erdgeschoss verputzt, mit Quaderung, Obergeschosse Klinker, Seitenrisalit, Fensterrahmung aufwendig, Walmdach. | 09255107 |
|                                         | Mietshaus (Doppelanlage mit Nr. 11), mit Einfriedung | Geschwister-Scholl-Straße 10 (Karte)            | 1905/1910                                                     | baugeschichtlich und städtebaulich von Bedeutung, im Reformstil der Zeit um 1910, Jugendstilanklänge, Klinker-Putzfassade, Seitenrisalit mit Zwerchhausgiebel in dekorativem Fachwerk. Mietvilla in Doppelanlage mit Geschwister-Scholl-Straße 11, Erdgeschoss Klinker, Obergeschosse Putz mit dekorativem Fachwerk, reiches Jugendstilportal mit Schlussstein, Eckrisalit, weiter Dachvorstand. | 09255090 |
|                                         | herrschaftliches Mietshaus (Doppelanlage mit Nr. 10), Ecklage zur Alten Nischwitzer Straße, mit Einfriedung | Geschwister-Scholl-Straße 11 (Karte)            | 1905/1910                                                     | baugeschichtlich und städtebaulich von Bedeutung, im Reformstil der Zeit um 1910, Jugendstilanklänge, Klinker-Putzfassade, Risalit mit Zwerchhausgiebel in dekorativem Fachwerk, Eckturm. Mietvilla, vielgestaltiger unregelmäßiger Baukörper, Risalite mit gerundeten Kanten, Zwerchhausgiebel mit Fachwerkdekor, Eckrisalit turmartig über Hauptgesims ragend, mit Zeltdach und Schopf, Zwerchhäuser, Fensterstürze mit Relief, ornamentierte Sohlbänke. | 09255085 |
| Direkt Bild zu diesem Denkmal hochladen | Mietshaus in geschlossener Bebauung konzipiert | Goethestraße 1 (Karte)                          | nach 1870                                                     | baugeschichtlich und städtebaulich von Bedeutung, gründerzeitlicher Putzbau (ehemals Klinkerbau). Mietshaus mit gerader und Dreiecksgiebelbedachung in Putz, Putzstreifen im Erdgeschoss ansonsten gelber Klinker. | 09255479 |
| Direkt Bild zu diesem Denkmal hochladen | Mietshaus in geschlossener Bebauung konzipiert | Goethestraße 5 (Karte)                          | um 1900                                                       | baugeschichtlich und städtebaulich von Bedeutung, gründerzeitlicher Putz-Klinkerbau. Erdgeschoss verputzt und Werkstein, Fensterachse über Toreinfahrt verputzt, ansonsten gelber Klinker. Mansarddach mit Dachgaupen. | 09255480 |
| Direkt Bild zu diesem Denkmal hochladen | Mietshaus in geschlossener Bebauung | Goethestraße 7 (Karte)                          | um 1900                                                       | baugeschichtlich und städtebaulich von Bedeutung, gründerzeitlicher Putz-Klinkerbau, Fensterstürze mit Schlusssteindekor. Ursprünglich im Erdgeschoss Laden, jetzt Fenster. Erdgeschoss verputzt ansonsten weißer Klinker. Mansarddach mit Dachgaupen. | 09255481 |
| Direkt Bild zu diesem Denkmal hochladen | Mietshaus in geschlossener Bebauung | Goethestraße 9 (Karte)                          | um 1900                                                       | baugeschichtlich und städtebaulich von Bedeutung, gründerzeitlicher Putz-Klinkerbau. Fassadengliederung durch Putzspiegel und Gesims. Mansarddach mit Dachgaupen. | 09255482 |
| Direkt Bild zu diesem Denkmal hochladen | Mietshaus in geschlossener Bebauung | Goethestraße 11 (Karte)                         | nach 1870                                                     | baugeschichtlich und städtebaulich von Bedeutung, gründerzeitlicher Putzbau, Putzstreifen im Erdgeschoss. Gesims- und Giebelbedachung der Fenster, Sohlbänke auf Konsolen, Putzspiegel. Satteldach. | 09255483 |
| Direkt Bild zu diesem Denkmal hochladen | Mietshaus in geschlossener Bebauung | Goethestraße 13 (Karte)                         | um 1920                                                       | mit Laden, baugeschichtlich und städtebaulich von Bedeutung, im Reformstil der Zeit um 1910, Zwerchhaus mit Giebel im Dach. Wappen assoziierendes Ornament. Mansarddach mit Dachgaupen. | 09255484 |
|                                         | Mietshaus in Ecklage und halboffener Bebauung (bauliche Einheit mit Dr.-Rudolf-Friedrichs-Straße 2) | Goethestraße 22 (Karte)                         | um 1925                                                       | baugeschichtlich und städtebaulich von Bedeutung, im Reformstil der Zeit um 1910. Mietshaus in Ecklage, zur Dr.-Rudolf-Friedrichs-Straße. Mansarddach mit Zwerchhäusern. | 09255485 |
|                                         | Wohnhaus (sechs Eingänge) einer Wohnanlage (siehe auch Schillerstraße 21–27 und Torgauer Straße 2) | Goethestraße 44; 46; 48; 50; 52; 54 (Karte)     | um 1925/1930                                                  | baugeschichtlich und städtebaulich von Bedeutung, im traditionellen Heimatstil, Fassadenbetonung durch Treppenhausrisalite. Goethestr. 54 mit Laden, Rechteck- und Rundbogenfenster. Putzbauten, Mittelrisalit, Geschosse durch Gesimse getrennt, Mansarddach mit Hechtgaupe bekrönt mit Giebel zur Torgauerstraße. | 09255491 |
| Weitere Bilder                          | Villa | Heinrich-Heine-Straße 1 (Karte)                 | um 1920                                                       | baugeschichtlich von Bedeutung, im traditionellen Stil der Zwanziger Jahre. Villa, annähernd quadratischer Grundriss, Eingang in die Tiefe des Gebäudes gelegt und überdacht, Walmdach. | 09255381 |
| Direkt Bild zu diesem Denkmal hochladen | Wohnhaus in halboffener Bebauung (bauliche Einheit mit Bürgermeister-Schmidt-Platz 11/12) | Heinrich-Heine-Straße 2a (Karte)                | um 1950/1955                                                  | baugeschichtlich und städtebaulich von Bedeutung, im Stil der Nationalen Bautradition der frühen DDR, Putzfassade und Betonformsteine an den Eingängen, repräsentativer Standerker zur Straße. Mietshaus, an Eckhaus des Bürgermeister-Schmidt-Platzes baueinheitlich anschließend, Natursteinsockel, Putzfassade, erkerähnlicher Vorbau mit Putzspiegeln, Walmdach. | 09255385 |
| Weitere Bilder                          | Wohnhaus in offener Bebauung | Heinrich-Heine-Straße 3 (Karte)                 | um 1930                                                       | baugeschichtlich von Bedeutung, im traditionellen Stil der 1920er Jahre, Putzfassade, gerundeter Vorbau, Dachhäuschen. Villa, Putzfassade, mit Treppenanlage, gerundeter Vorbau, Balkon, Zwerchhaus mit Dreiecksgiebel, Zeltdach, an der Rückseite Veranda. | 09255382 |
| Weitere Bilder                          | Doppelwohnhaus mit Einfriedung | Heinrich-Heine-Straße 5; 7 (Karte)              | um 1930                                                       | baugeschichtlich von Bedeutung, im traditionellen Stil der Zwanziger Jahre, Putzfassade. Nummer 5: Mietvilla, nach links freistehend, Doppelanlage mit Heinrich-Heine-Straße 7, Putzfassade mit Gesimsgliederung, Windfang Holz, Walmdach mit Dachgaupen. Holzwindfang Nummer 7: Mietvilla, Doppelanlage mit Heinrich-Heine-Straße 5, Putzfassade mit Putzstreifengliederung, Windfang Holz, Walmdach mit Dachgaupe. | 09255383 |
| Weitere Bilder                          | Gewerkschaftshaus mit angebauter Turnhalle | Heinrich-Heine-Straße 20 (Karte)                | 1927                                                          | ortsgeschichtlich und baugeschichtlich von Bedeutung, im traditionellen Stil der Zwanziger Jahre, lisenengegliederte Putzfassade und Zwerchhaus, erbaut als Sport- und Gewerkschaftsheim. Gewerkschaftshaus, Putzfassade, gegliedert von gequaderten Lisenen, Hauptgesims weit vorkragend und um die Lisenen verkröpft, Mittelpartie mit Dachgeschoss und Dreiecksgiebel, Walmdach, über dem Portal Schriftzug „Gewerkschaftshaus“. ehemalige Anschrift: Fischerstraße 20 | 09255387 |
|                                         | Mietshaus in halboffener Bebauung | Hermann-Ilgen-Straße 1 (Karte)                  | um 1910                                                       | baugeschichtlich und städtebaulich von Bedeutung, im Reformstil der Zeit um 1910, Putzfassade, Erker mit Zwerchhausgiebeln, Figurenreliefs. Mietshaus, Formsteinsockel, Putzfassade, im Erdgeschoss genutet, Rundbogenportal mit Maskenschlussstein und vegetabilem Ornament, 2 Erker mit gequaderten Pilastern, darüber je ein Zwerchhausgiebel, Fenster achsenweise in tieferer Mauerschicht liegend, Rechteck- und Rundbogenfenster, zwei Figurenreliefs, Mansarddach mit Schleppgaupe. | 09255629 |
|                                         | Mietshaus in halboffener Bebauung | Hermann-Ilgen-Straße 3 (Karte)                  | um 1910                                                       | baugeschichtlich und städtebaulich von Bedeutung, im Reformstil der Zeit um 1910, Putzfassade betont durch Seitenrisalit Mietshaus, Bruchstein/Klinkersockel, verputzt, Seitenrisalit, gequadertes Segmentbogenportal, Eulenkonsolen, stilisierte Bandornamentik unter dem Traufgesims, Vorhangbogen- und Rechteckfenster, Mansarddach mit Schleppgaupen. Im Portalbereich Inschrifttafel „Zu Hause ist zu Hause“. | 09255628 |
|                                         | Mietshaus in geschlossener Bebauung konzipiert | Hermann-Ilgen-Straße 4 (Karte)                  | 1870/1880                                                     | baugeschichtlich und städtebaulich von Bedeutung, gründerzeitliche Klinker-Putzfassade. Mietshaus, Bruchsteinsockel, Erdgeschoss Putz, genutet, Obergeschosse Klinker, kräftige Sohlbänke, gerade Verdachungen auf Konsolen, Sturzquadermotiv, Satteldach. | 09255621 |
|                                         | Mietshaus in geschlossener Bebauung | Hermann-Ilgen-Straße 6 (Karte)                  | 1870/1880                                                     | baugeschichtlich und städtebaulich von Bedeutung, gründerzeitliche Klinker-Putzfassade. Mietshaus, Seitenrisalit, Bruchsteinsockel, Erdgeschoss in Putz, genutet, Obergeschosse Klinker, Gesimsstreifen- und Giebelverdachungen, Sohlbänke und Verdachungen durch Putzstreifen verbunden, Hauptgesims auf Konsolen, Satteldach. | 09255622 |
|                                         | Ehemalige Gießhalle einer Gießerei | Hermann-Ilgen-Straße 7 (Karte)                  | bezeichnet 1900                                               | straßenbildprägende dreischiffige Fabrikhalle mit überhöhten Mittelschiff, Ziegelbau mit schön gestalteter Fassade, von regionalen industriegeschichtlichem Interesse (siehe auch Gießerei Klinkhardt Dresdener Straße 34/34a). Lisenengliederung, Sägezahnfries am Hauptgesims, sehr flach geneigtes Satteldach, attikaartiger Aufsatz am Giebel, Segment- und Rundbogenfenster, bezeichnet „1900 Glück Auf“ Schlegel und Eisen, Ankerköpfe mit Initialen von Klinkhardt, im Inneren Stahlgittersäulen, Dachtragwerk mit Stahlfachwerk, alter Brückenkran noch vorhanden. | 09256076 |
|                                         | Mietshaus in geschlossener Bebauung | Hermann-Ilgen-Straße 8 (Karte)                  | 1870/1880                                                     | baugeschichtlich und städtebaulich von Bedeutung, gründerzeitliche Klinker-Putzfassade. Mietshaus, Bruchsteinsockel, Erdgeschoss Putz, genutet, Obergeschosse Klinker, Sohlbänke auf Konsolen, Gesimsstreifenbedachungen, im 2. Obergeschoss Sturzquadermotiv, Satteldach mit entstelltem Zwerchhaus. | 09255623 |
|                                         | Mietshaus in geschlossener Bebauung | Hermann-Ilgen-Straße 10 (Karte)                 | 1900/1905                                                     | baugeschichtlich und städtebaulich von Bedeutung, Putzfassade mit Klinkergliederung und Jugendstilornamentik, Zwerchhäuser über den äußeren Achsen. Mietshaus, Klinkersockel bis zur Hälfte des Erdgeschosses reichend, dann verputzt mit Nutungen, der Fassadenmittelteil über dem dachziegelgedeckten Geschossgesims flach zurücktretend, über den äußeren Achsen dann Zwerchhausgiebel, unter dem Hauptgesims Klinkerstreifen, Mansarddach mit Schleppgaupe. Jugendstilornamentik. | 09255624 |
|                                         | Mietshaus in geschlossener Bebauung | Hermann-Ilgen-Straße 12 (Karte)                 | 1910/1915                                                     | baugeschichtlich und städtebaulich von Bedeutung, im Reformstil der Zeit um 1910, Putzfassade, Seitenrisalit mit Zwerchhausgiebel. Mietshaus, Werksteinsockel, teilweise bossiert, voll verputzt, im Erdgeschoss genutet, Seitenrisalit mit mächtigem Zwerchhausgiebel, dieser gegliedert durch gequaderte Pilaster, in Kapitellhöhe Kartuschen, Mansarddach mit Zwerchhäusern. Rundbogenportal gequadert mit Maskenschlussstein, über den Erdgeschossfenstern Ornamentfries. | 09255625 |
|                                         | Mietshaus (mit 3 Eingängen) | Hermann-Ilgen-Straße 14; 16; 18 (Karte)         | um 1935                                                       | baugeschichtlich und städtebaulich von Bedeutung, Putzfassade mit Risalit, Klinkergliederung und Art-déco-Elemente, Nummer 18 als Kopfbau mit einem in Turm aufgehenden Erker. Nummer 14 und Nummer 16: Doppelmietshaus, Formsteinsockel, Erdgeschoss verputzt mit Klinkern, Rechteckportale mit Oberlicht, Fenster zum Teil durch Klinkerstreifen verbunden, getreppter Giebel, Satteldach. Nummer 18: Mietshaus, Kopfbau, Putzfassade mit mächtigem Risalit, einem in einen Turm mündenden Erker, Gesimsstreifen, großzügige Balkonanlage. | 09255626 |
|                                         | Wohnhaus in geschlossener Bebauung | Jacobsgasse 2 (Karte)                           | um 1860                                                       | mit Läden, baugeschichtlich und städtebaulich von Bedeutung, klassizistisch-gründerzeitliche Fassade, Palmettenschmuck über der Fensterverdachung, Putzspiegel unterhalb der Fenster. Erdgeschoss, Läden später verändert. 1. Obergeschoss gerade Fensterrahmung, Palmettenverzierung auf profilierten Bedachungen, Fenstersohlbänke durchgehend, profiliert, Putzspiegel. Satteldach mit Zwerchhäusern. | 09255048 |
| Direkt Bild zu diesem Denkmal hochladen | Wohnhaus in geschlossener Bebauung | Jacobsgasse 3 (Karte)                           | 2. Hälfte 19. Jh., im Kern älter                              | mit Laden, baugeschichtlich und städtebaulich von Bedeutung, gründerzeitliche Putzfassade. Wohnhausbau mit originalem Laden, Putznutungen, profiliertes Geschossgesims, im Obergeschoss Fensterbankgesims auf Konsolen, profilierte Fensterrahmungen, Satteldach mit Zwerchhäusern, diese später verändert. | 09255036 |
|                                         | Wohnhaus in geschlossener Bebauung | Jacobsgasse 5 (Karte)                           | um 1890                                                       | mit Laden, baugeschichtlich und städtebaulich von Bedeutung, prächtige Fassade in klassizistischen-gründerzeitlichen Schmuckformen. Aufwendiger Wohnhausbau mit originalem Laden mit Holzverkleidung, Fensterbankgesims auf Konsolen, alternierende Fensterbedachungen in klassizistischen Formen, aufwendiges Hauptgesims mit Konsolfries, Satteldach mit später verkleideten Zwerchhäusern. | 09255037 |
|                                         | Wohnhaus in geschlossener Bebauung | Jacobsgasse 6 (Karte)                           | um 1870, im Kern älter                                        | mit Läden, baugeschichtlich und städtebaulich von Bedeutung, gründerzeitliche Fassade, im Kern älter, schöne Pilasterrahmung der Läden, vestibülartige Eingangsgestaltung mit Segmentbogenportal. Erdgeschoss nicht durchlaufendes Gesims, gerade profilierte Fensterrahmungen, profilierte Bedachungen, Abschlussgesims profiliert, Satteldach. | 09255052 |
|                                         | Wohnhaus in geschlossener Bebauung | Jacobsgasse 7 (Karte)                           | um 1870, Umbau bezeichnet 1919                                | mit Läden, baugeschichtlich und städtebaulich von Bedeutung, gründerzeitlicher Putzbau mit Zwerchhaus. Zweigeschossig, Zwerchhaus, Putzbau. | 09255175 |
|                                         | Wohnhaus in geschlossener Bebauung | Jacobsgasse 8 (Karte)                           | um 1870, im Kern älter                                        | mit Läden, baugeschichtlich und städtebaulich von Bedeutung, symmetrisch gestaltete gründerzeitliche Fassade, im Obergeschoss mit drei Zwillingsfenstern flankiert von einfachen Fenstern, im Kern Gebäude älter. Kanten eingefasst, Pilaster mit Putznutungen, Fensterrahmung gerade, profilierte Bedachung, Satteldach. | 09255051 |
| Direkt Bild zu diesem Denkmal hochladen | Wohnhaus in geschlossener Bebauung | Jacobsgasse 9 (Karte)                           | 2. Hälfte 19. Jh.                                             | baugeschichtlich und städtebaulich von Bedeutung, mit klassizistisch-gründerzeitlicher Putzfassade, Fensterbedachung gesimsartig mit Akanthusmotiv, schönes Tor. Wohnhausbau mit Tordurchfahrt, von Segmentbogen überfangenem Rechteckportal mit Schlussstein, Fenster mit Gesimsstreifen überdacht, auf diesen Akanthusmotiv aufsitzend, Satteldach. | 09255038 |
|                                         | Wohnhaus in geschlossener Bebauung | Jacobsgasse 12 (Karte)                          | um 1870                                                       | baugeschichtlich und städtebaulich von Bedeutung, mit gründerzeitlicher Putzfassade, Bedachungen und Sohlbänke auf Konsolen. Fensterrahmungen gerade, Sohlbänke und Fensterbedachung auf Konsolen, Putzspiegel mit Bandkreuz, Hauptgesims Rautenfries, Satteldach. ca. 1900–1915 Bäckerei von Otto Scheibe. | 09255050 |
|                                         | Wohnhaus (Anschrift: Jacobsgasse 13) in halboffener Bebauung, mit Seitenflügel im Hof (Anschrift: Stadtgraben 6) | Jacobsgasse 13 (Karte)                          | 1. Hälfte 17. Jh.                                             | baugeschichtlich, hausgeschichtlich, städtebaulich und kunstgeschichtlich von Bedeutung, Renaissancebau mit repräsentativem Volutengiebel, giebelständiges Gebäude. Bürgerhaus in Giebelstellung, Kanten durch Putzquader eingefasst, profilierte Fensterlaibungen, aufwendiger Giebel mit Voluten, im Erdgeschoss durch Ladeneinbau entstellend verändert. Satteldach. Hintergebäude mit der Anschrift: Stadtgraben 6 | 09255039 |
|                                         | Wohnhaus in Ecklage | Jacobsgasse 14 (Karte)                          | um 1870, im Kern älter                                        | mit Laden, baugeschichtlich und städtebaulich von Bedeutung, mit gründerzeitlicher Putzfassade, Kern älter, Palmettenschmuck, Ziegelzahnfries und gerade Fensterrahmung. Erdgeschoss Ziegelzahnfries, Fensterrahmung gerade, Palmetten bekrönt, Hauptgesims Rautenfries, Krüppelwalmdach. | 09255049 |
|                                         | Wohnhaus in geschlossener Bebauung | Jacobsgasse 15 (Karte)                          | 2. Hälfte 19. Jh., im Kern älter                              | mit Laden, baugeschichtlich und städtebaulich von Bedeutung, mit gründerzeitlicher Putzfassade, älterer Kern. Wohnhausbau, wesentlich durch das 19. Jh. geprägt, aber im Kern sicher älter, nach links etwas Abstand zur Jacobsgasse 13, Putznutungen, Satteldach. | 09255040 |
| Direkt Bild zu diesem Denkmal hochladen | Wohnhaus in geschlossener Bebauung | Jacobsgasse 17 (Karte)                          | Mitte 19. Jh., im Kern älter                                  | mit Läden, baugeschichtlich und städtebaulich von Bedeutung, gründerzeitliche Fassade, im Kern älter. Wohnhausbau, durch die Gestaltung des 19. Jh. geprägt, im Kern sicher älter, die Läden mit hölzerner Verkleidung, Satteldach mit gestreckter Schleppgaupe. | 09255041 |
|                                         | Wohnhaus ehemals in geschlossener Bebauung | Jacobsgasse 18 (Karte)                          | um 1860, Fassade jünger                                       | mit Laden, baugeschichtlich und städtebaulich von Bedeutung, Pilastergliederung im Erdgeschoss. Eingangsgestaltung mit Pilastern, mittlerer ornamentiert, links und rechts kanneliert, insgesamt giebelartige Einfassung. Erdgeschoss, profiliertes Gesims, profiliertes Hauptgesims. Satteldach, Zwerchhäuser. | 09255047 |
|                                         | Wohnhaus in Ecklage | Jacobsgasse 21 (Karte)                          | 2. Hälfte 19. Jh., im Kern älter                              | mit Ladeneinbau, baugeschichtlich und städtebaulich von Bedeutung, mit gründerzeitlicher Putzfassade, Kern älter. Wohnhausbau an platzartiger Erweiterung der Jacobsgasse, schlichter Bau mit gestuften Fensterrahmungen, Satteldach. | 09255043 |
|                                         | Wohnhaus in offener Bebauung | Jacobsgasse 23 (Karte)                          | 1. Hälfte 19. Jh.                                             | baugeschichtlich und städtebaulich von Bedeutung. Freistehender Wohnhausbau über unregelmäßigem Grundriss, mit unregelmäßigem Dachstuhl, profiliertes Hauptgesims, Kern sicher älter als 19. Jh., Krüppelwalmdach. | 09255044 |
|                                         | Mietshaus in Ecklage | Jacobsgasse 25 (Karte)                          | bezeichnet 1881 (Tür)                                         | mit Läden, baugeschichtlich und städtebaulich von Bedeutung, prächtiger Gründerzeitbau, aufwendig gestaltet, in noch klassizistischen Formen. Wohnhausbau an platzartiger Erweiterung der Jacobsgasse, aufwendig gestaltet in klassizistischen Formen mit kannelierten Pilastern, Dreiecksgiebel mit vegetabiler Ornamentik, Hauptgesims auf Konsolen, im Erdgeschoss sicher verändert, Satteldach mit veränderten Zwerchhäusern. | 09255045 |
|                                         | Wohnhaus in geschlossener Bebauung in Ecklage (bauliche Einheit mit Badergraben 26) | Jacobsplatz 1 (Karte)                           | um 1925                                                       | mit Läden, städtebaulich von Bedeutung, Anklänge an den Stil der Moderne, Klinkerstreifengliederung der Erker. Erdgeschoss durch roten Kinker verblendet. Satteldach. | 09255169 |
|                                         | Mietshaus in geschlossener Bebauung | Jacobsplatz 3 (Karte)                           | um 1875                                                       | mit Läden, städtebaulich und baugeschichtlich von Bedeutung, prächtiger gründerzeitlicher Klinker-Putzbau, mit neorenaissancistischem Formengut, platzbildprägender Erker. Abschlussgesims auf Konsolen, Erker durch Pilaster gerahmt. Mansarddach mit Zwerchhaus und Dachgaupen. | 09255170 |
|                                         | Wohnhaus in geschlossener Bebauung | Jacobsplatz 5 (Karte)                           | nach 1820, Fassade um 1910                                    | mit Laden, städtebaulich und baugeschichtlich von Bedeutung, Fassade im Reformstil der Zeit um 1910, im Kern wesentlich älter. Fassadengliederung durch Putzspiegel und Putzlisenen. Satteldach mit Zwerchhaus. | 09255171 |
|                                         | Wohnhaus in geschlossener Bebauung | Jacobsplatz 6 (Karte)                           | um 1875                                                       | städtebaulich und baugeschichtlich von Bedeutung. Gründerzeitliche Putzfassade, Satteldach mit Dachhaus, Obergeschossfenster mit neorenaissencistischen Rahmungen, jüngere Dacheinbauten | 09255042 |
|                                         | Wohnhaus in Ecklage und Anbau (mit Tordurchfahrt) (angebautes Nebengebäude in Fachwerk mit Oberlaube 1995 abgebrochen) | Jacobsplatz 7 (Karte)                           | erwähnt 1492                                                  | baugeschichtlich, städtebaulich und ortsgeschichtlich von Bedeutung, als Vorwerk 1492 im Meißner Stiftslehnregister erwähnt, barocker Türschlussstein mit Wappen derer von Ende. Auch als Altgasthof und Vorwerk bezeichnet ist weitgehend verändert. Wohnstallhaus in der Tordurchfahrt mit offenem Dachstuhl, Fachwerk durch Ziegel ausgefacht. Bruchsteinmauerwerk. | 09255172 |
| Direkt Bild zu diesem Denkmal hochladen | Wohnhaus in halboffener Bebauung | Jacobsplatz 12 (Karte)                          | um 1875                                                       | mit Ladeneinbauten, baugeschichtlich und städtebaulich von Bedeutung, schlichte Vorstadtbebauung. Putzbau, zweigeschossig, Satteldach, Obergeschoss mit originaler Gliederung – renaissancistische Fenstergewände, im Erdgeschoss Veränderung durch Läden. | 09255174 |
|                                         | Mietshaus in geschlossener Bebauung | Jacobsplatz 16 (Karte)                          | nach 1871                                                     | baugeschichtlich und städtebaulich von Bedeutung, ein Gründerzeitgebäude mit klassizistisch wirkender Fassade. Fassadengliederung in Putzstreifen, Fensterrahmung in Putz, originale Tür. Satteldach mit Zwerchhaus. | 09255173 |
|                                         | Wohnhaus in geschlossener Bebauung | Jacobsplatz 30 (Karte)                          | um 1800                                                       | baugeschichtlich und städtebaulich von Bedeutung, einfache Vorstadtbebauung, schönes barockes Türgewände. Entstellend verputzter Bau in originalen Proportionen, einfach profiliertes Abschlussgesims. | 09255176 |
|                                         | Wohnhaus in halboffener Bebauung, mit Hinterhaus und Scheune im Hof | Jacobsplatz 32 (Karte)                          | 2. Hälfte 18. Jh.                                             | baugeschichtlich, stadtentwicklungsgeschichtlich und städtebaulich von Bedeutung, schlichte Vorstadtbebauung mit Fachwerkkern und Sandsteingewänden, Scheune mit historischer Dacheindeckung. Wohnhaus und Anbau mit Satteldach. Einfaches Rechteckportal und profiliertes Hauptgesims. Scheune im Hof mit historischer Dacheindeckung und dem Namenszug „Lehmann“. | 09255180 |
|                                         | Mietshaus in geschlossener Bebauung | Jacobsplatz 35 (Karte)                          | um 1900                                                       | mit Laden, baugeschichtlich und städtebaulich von Bedeutung, gründerzeitliche Klinker-Putzfassade, Putzspiegel floral skulptiert, im Ladenbereich Jugendstilornament. Aufwendige Fassadengliederung durch Dreiecksgiebelbedachung mit Muschelmotiv, Putzrahmung der Fenster, durchlaufende Pilaster und Zwerchhausgiebel mit aufgelegtem Weinlaub. | 09255178 |
|                                         | Wohnhaus in geschlossener Bebauung | Jacobsplatz 36 (Karte)                          | nach 1740                                                     | mit Laden, baugeschichtlich und städtebaulich von Bedeutung, schlichte barocke Vorstadtbebauung, profilierte Fenstergewände. Wohnhaus entstellend verputzt, hohes Mansarddach mit Dachgaupen. | 09255179 |
| Direkt Bild zu diesem Denkmal hochladen | Wohnhaus in ehemals geschlossener Bebauung, im Hof an der Finsteren Gasse Stallgebäude (mit Gesinderäumen) | Johannisgasse 1 (Karte)                         | 19. Jh.                                                       | baugeschichtlich und städtebaulich von Bedeutung, Stall im Obergeschoss Fachwerk. Wohnhaus, Stall mit Gesinderäumen, verputzt, im Obergeschoss Fachwerk, das Erdgeschoss durch Garagentor entstellend verändert, die Fensterläden original, ebenso das Satteldach. | 09255101 |
| Direkt Bild zu diesem Denkmal hochladen | Wohnhaus in geschlossener Bebauung | Johannisgasse 7 (Karte)                         | 17. Jahrhundert                                               | Ursprünglich Fachwerkbau, wahrscheinlich als Handwerkerhaus errichtet, im Innern mit den profilierten Holzbalkendecken bemerkenswerte Ausstattungselemente des 17. Jahrhunderts, bau- und stadtentwicklungsgeschichtlich von Bedeutung | 09307226 |
|                                         | Wohnhaus in geschlossener Bebauung, im Hof ein Stallgebäude an der Finsteren Gasse | Johannisgasse 9 (Karte)                         | 16. Jh./17. Jh.                                               | baugeschichtlich, hausgeschichtlich und städtebaulich von Bedeutung, Wohnhaus im Erdgeschoss mit Renaissance-Fensterlaibungen, Obergeschoss Fachwerkkern, Stall mit Bruchsteinsockel und Fachwerkobergeschoss. Wohnhausbau des 16. und 17. Jh., Erdgeschoss Bruchstein, verputzt, Fensterlaibungen zum Teil mit Renaissance-Profilierungen, Rechteckportal, das Obergeschoss leicht zurückspringend, Fachwerk, verputzt, im Inneren Fischgrätendecke, Satteldach mit vier Zwerchhäusern. Stallgebäude des 17. Jh., Bruchsteinsockel, das Obergeschoss Fachwerk, Satteldach. | 09255105 |
| Weitere Bilder                          | Wohnhaus (zwei Gebäudeteile) in Ecklage Schuhgasse | Johannisgasse 10 (Karte)                        | bezeichnet 1706                                               | baugeschichtlich, hausgeschichtlich und städtebaulich von Bedeutung. Gebäudeteil an der Schuhgasse mit Inschriften an Türgewände und Fensterstürzen sowie Brandtafel des 18. Jahrhunderts. | 09255225 |
| Direkt Bild zu diesem Denkmal hochladen | Wohnhaus in Ecklage, mit Anbau zum Hof | Johannisgasse 11 (Karte)                        | 18. Jh.                                                       | baugeschichtlich und städtebaulich von Bedeutung, Fachwerkkern. Wohnhausbau des 18. Jh., an der Ecke Johannisgasse/Verbindungsgasse zwischen Johannisgasse und Finsterer Gasse, mächtiger, straßenbildprägender Baukörper, Fachwerkkern, voll verputzt, einfache Rechteckfenster, steiles Satteldach mit zwei Zwerchhäusern. | 09255106 |
| Direkt Bild zu diesem Denkmal hochladen | Mietshaus in Ecklage in halboffener Bebauung | John-Scheer-Straße 1 (Karte)                    | um 1900                                                       | mit Laden, städtebaulich und baugeschichtlich von Bedeutung, im Reformstil der Zeit um 1910, platzbildprägende Lage am Bürgermeister-Schmidt-Platz, arkadenartige Ladeneingangsgestaltung durch basenlose Säulen. Mietshaus verputzt zum Teil genutet, eingezogener Eckerker, zum Bürgermeister-Schmidt-Platz und zur John-Scheer-Str. je ein mächtiger Erker mit Zwerchhausgiebel, Fassadengliederung durch Rosetten, Kränze und Festons. Satteldach übereck abgewalmt. Nebengebäude im Hof vor 2008 abgebrochen. | 09255405 |
| Direkt Bild zu diesem Denkmal hochladen | Mietshaus in halboffener Bebauung | John-Scheer-Straße 1a (Karte)                   | um 1920                                                       | städtebaulich und baugeschichtlich von Bedeutung, im Reformstil der Zeit um 1910. Im Erdgeschoss Putznutung, Rechteckportal mit Bedachung auf Löwenmaskenkonsolen mit vegetabilen Gehängen, über Erdgeschoss zwei Putzreliefs, Pflüger und Erntewagen. Zwerchhausgiebel und Mansarddach. Nach rechts flacher Anbau – gehört zu John-Scheer-Straße 1, abgebrochen vor 2008. | 09255406 |
| Direkt Bild zu diesem Denkmal hochladen | Mietshaus in geschlossener Bebauung (Doppelhaus mit Nr. 5) | John-Scheer-Straße 3 (Karte)                    | um 1920                                                       | städtebaulich und baugeschichtlich von Bedeutung, im Reformstil der Zeit um 1910, Rundbogenportal, Fassade in den äußeren Achsen konvex vorspringend. Lisenen im Erdgeschoss skulptiert, Zwerchhausgiebel und Mansarddach. | 09255407 |
| Direkt Bild zu diesem Denkmal hochladen | Mietshaus in geschlossener Bebauung (Doppelhaus mit Nr. 3) | John-Scheer-Straße 5 (Karte)                    | um 1920                                                       | städtebaulich und baugeschichtlich von Bedeutung, im Reformstil der Zeit um 1910, Rundbogenportal, Fassade in den äußeren Achsen konvex vorspringend. Verputzter Bau mit Mansarddach und Schleppgaupen. | 09255408 |
| Direkt Bild zu diesem Denkmal hochladen | Mietshaus in halboffener Bebauung | John-Scheer-Straße 7 (Karte)                    | um 1920                                                       | städtebaulich und baugeschichtlich von Bedeutung, prächtiger Bau im Reformstil der Zeit um 1910, äußere Achsen konvex vorspringend. Mittelteil risalitartig ab erstem Obergeschoss vorspringend, über Traufgesims ragender, mit Haube versehener balkonartiger Austritt. Fassadengliederung durch skulptierte Lisensen in vegetabilem Ornament. Mansarddach. Austritt. | 09255409 |
| Direkt Bild zu diesem Denkmal hochladen | Einzeldenkmale im Stadtpark: Ausflugslokal, Nachbildung eines mittelalterlichen Turms, Denkmal für die Gefallenen des Ersten Weltkrieges und Gedenkstätte für die Opfer des Faschismus mit Albert-Kuntz-Denkmal und Grotte (Einzeldenkmale zu ID-Nr. 09302232)                                  | Juelstraße 1 (Karte)                            | 1888                                                          | Einzeldenkmale der Sachgesamtheit Stadtpark: Ausflugslokal (Juelstraße 1), Nachbildung eines mittelalterlichen Turms, Denkmal für die Gefallenen des Ersten Weltkrieges und Gedenkstätte für die Opfer des Faschismus mit Albert-Kuntz-Denkmal und Grotte – baugeschichtlich, künstlerisch und ortsgeschichtlich von Bedeutung. | 09255800 |
| Direkt Bild zu diesem Denkmal hochladen | Kaserne mit Resten der Einfriedung, mit Kasernengebäuden an Juelstraße, Eilenburger Straße, Stollwerckstraße und Warsteiner Straße (Fuhrparkgelände an der Stollwerckstraße mit Geräte- und Lagerhallen 1997 und 2004 abgebrochen)                                                              | Juelstraße 7; 24 (Karte)                        | bezeichnet 1901 (Kaserne, Stollwerckstraße 7–11)              | ausgedehnter Komplex, anfangs Prinz-Georg-Kaserne genannt, baugeschichtlich und ortsgeschichtlich von Bedeutung. Gründerzeitbauten, überwiegend Klinkerarchitektur, Kasernerngebäude Juelstraße 24 zwischen den Weltkriegen als Freimaurerloge genutzt. | 09255269 |
|                                         | Mietshaus in Ecklage | Julius-Künzel-Straße 1 (Karte)                  | um 1920                                                       | mit Laden, städtebaulich und baugeschichtlich von Bedeutung, im Reformstil der Zeit um 1910, Porphyr-Putzfassade, Zwerchhausgiebel. Mietshaus in Ecklage, mit Laden, Porphyrsockel Putzfassade mit farbigen Putzquadern an den Kanten und Putzquadern als Spiegel unter den Fenstern, Zwerchhausgiebel, Mansarddach. | 09255474 |
|                                         | Doppelwohnhaus (mit Gartenstraße 6) | Julius-Künzel-Straße 7 (Karte)                  | um 1910                                                       | baugeschichtlich von Bedeutung, im Reformstil der Zeit um 1900, Putzfassade mit Zwerchhausgiebel und straßenbildprägende Holzveranda. Wohnhaus, Putzfassade, Holzvorbau, Krüppelwalmdach. | 09255740 |
| Direkt Bild zu diesem Denkmal hochladen | Wohnhaus (Doppelanlage mit Dr.-Rudolf-Friedrichs-Straße 14, Gartenstraße 3 und Julius-Künzel-Straße 11), mit Einfriedung | Julius-Künzel-Straße 9 (Karte)                  | um 1910                                                       | baugeschichtlich von Bedeutung, im Reformstil der Zeit um 1900, Putzfassade mit grünen Kachellisenen, dekorative Fachwerkvorbauten. | 09255083 |
| Direkt Bild zu diesem Denkmal hochladen | Wohnhaus (Doppelanlage mit Dr.-Rudolf-Friedrichs-Straße 14, Gartenstraße 3 und Julius-Künzel-Straße 9), mit Einfriedung | Julius-Künzel-Straße 11 (Karte)                 | um 1910                                                       | baugeschichtlich von Bedeutung, im Reformstil der Zeit um 1900, Putzfassade mit grünen Kachellisenen, dekorative Fachwerkvorbauten. Wohnhaus, mit Einfriedung, nach rechts freistehend, Erdgeschoss Klinkerfachwerk, Obergeschosse verputzt mit grünen Kachellisenen, Veranda in Holz, Satteldach mit weitem Dachvorstand. Heimatstil. | 09255473 |
|                                         | Doppelwohnhaus (mit Dr.-Rudolf-Friedrichs-Straße 16) | Julius-Künzel-Straße 18 (Karte)                 | um 1900                                                       | baugeschichtlich von Bedeutung, im Reformstil der Zeit um 1900, Putzfassade mit dekorativen Fachwerkvorbauten. | 09255525 |

## Ausführliche Denkmaltexte
1. ↑  Ehem. Teppichfabrik Schütz mit zwei Produktionsgebäuden und Wohnhaus/Verwaltungsgebäude:
  - Gebäude 11: große vielgliedrige Hochrechteckfenster, Lisenengliederung, teilweise Pilaster, viergeschossiger Baukörper, Treppenhaus mit Mansarde, polygonal vorspringendes Treppenhaus an der Westseite, Satteldach mit langgezogenen Schleppgaupen, Bruchsteinsockel.
  - Gebäude 7, 8, 9: Klinkerbauten mit schlichter Lisenengliederung, älteste Gebäude des Komplexes, Gebäude 9 mit Durchfahrt, Erdgeschoss Bruchstein, Segmentbogenfenster (verbundene Fenstergesimse, Sohlbänke aus Sandstein, Sägezahnfries über den Segmentbögen), zwei Achsen überhöht, Zahnschnittfries zwischen Erdgeschoss und Obergeschoss, breiter Dachüberstand mit profilierten Sparrenköpfen, Gebäude 7, 8, 9 – ABBRUCH vor 2008.
  - Gebäude 14: flaches Dach mit langgestrecktem Oberlicht (bewegte Dachlandschaft), Gebäude steinsichtig, gelbe Fensterumrandung (Klinker).
  - Villengarten: Villengarten mit Einfriedung, Grotte und kleeblattförmigen Wasserbecken, Terrassierungen sowie raum- und strukturbildender Bepflanzung, interessante Industriearchitektur von ortsbildprägendem und ortsgeschichtlichem Charakter, zum Teil unter Einbezug von älteren Gebäuden.

Garten der Fabrikantenvilla (Alte Nischwitzer Str. 3), Einfriedung: entlang der südlichen Grundstücksgrenze Backsteinmauer, teilweise als Stützmauer ausgeprägt, oberhalb der Mauer zum Teil mit Ziergitterzaun, Wegesystem nicht ablesbar, möglicher weise durch Suchschürfung aber auffindbar, Gartenbauten: an der südlichen Grundstücksgrenze Bauwerk mit integriertem Sitznischenportal von 1559 (Bildkarte) – vermutlich ursprünglich erhöhter Sitzplatz mit Erdkeller, später aufgestockt, halbkreisförmige Grottenanlage mit halbrunder Nische und geschwungen geführten, grottierten seitlichen Stützmauern westlich der Villa, Wasserelement: unterhalb der Grotte kleeblattförmiges Wasserbecken, wertvoller Altgehölzbestand aus u. a. Stiel-Eiche (Quercus robur), Rot-Buche (Fagus sylvatica), Esche (Fraxinus excelsior), Berg-Ahorn (Acer pseudoplatanus), Silber-Ahorn (Acer saccharinum), Hainbuche (Carpinus betulus), Linde (Tilia spec.), Eibe (Taxus baccata) und Weymouths-Kiefer (Pinus strobus), Geophytenbestand aus Tulpen und Hasenglöckchen, außerdem Kleines Immergrün (Vinca minor), Bodenrelief: Gelände westlich der Villa abfallend und durch Terrassierungen mit Stützmauern aus Bruchstein abgefangen, nach Süden hin wieder ansteigend, an der tiefsten Stelle befindet sich das Wasserbecken.
2. ↑  Villa zweigeschossig, Mittelrisalit dreigeschossig mit Zwerchhausgiebel, im Erdgeschoss Wintergarten, aufsitzender Balkon, gestufte Fensterrahmung, Gesimsstreifenbedachung, im Giebelbereich durch Pilaster und Lisenen gegliedert, weiter Dachvorstand. Satteldach. Fenster im Giebelbereich verändert.
Gartenhaus/Transformatorenstation, Putzfassade, klassizistischer Formenapparat, mit Eckpilastern, gerahmten Doppelfenstern und flachem Satteldach.
3. ↑  Lage: Die Parkanlage wird im Norden von der Beethovenstraße/Dresdner Straße; im Osten von der Hermann-Ilgen-Straße; im Süden vom angrenzenden Bahnhofsplatz und im Westen von der Bahnhofstraße begrenzt.
  - Geschichte: 1548 Eröffnung eines neuen Gottesackers, nachdem die innerstädtischen Friedhöfe der Jakobs- und Wenceslaikirche aufgrund der Pest überfüllt waren, wohl mit Anlage des Friedhofs Bau einer Kirche (Hospital- oder Heiliggeistkirche), 1599 mit dem neuerlichen Ausbruch der Pest Erweiterung des Friedhofs nach Süden, 1620 o. 1628 Errichtung des Pesthäuschens durch Meister Jacob Kirsten, 17. Jahrh. wohl weitere Erweiterung des Friedhofs nach Süden, 1726/27 Errichtung des Siechhauses an der Nordostgrenze des Friedhofs, 1806–1815 Anlage des sog. Soldatenwinkels für die Bestattung von 254 Soldaten, die in Wurzener Lazaretten verstorben waren, vermutlich damit zusammenhängend Erweiterung des Friedhofs, 1866 wiederum Erweiterung des Friedhofs nach Südosten, 1870 Umgestaltung des Friedhofs und Anlage eines regelmäßigen Wegesystems und Umfriedung durch eine Mauer, Bepflanzung mit jeweils vier Linden an den Wegekreuzungen, 1887 Eröffnung des Neuen Friedhofs und Beschluss der Schließung des Alten Friedhofs, 1923–1925 Gestaltung einer repräsentativen Schmuckanlage auf dem Bahnhofsvorplatz, 1927 letzte Andacht in der Heiliggeistkirche, 1929–1930 Bau eines Kriegerdenkmals für die Gefallenen des Ersten Weltkrieges nach Entwürfen des Architekten Oswin Hempel und des Bildhauers Arthur Lange, die Ausführung und Fertigstellung der Skulpturen übernahm nach dem Tode Langes 1929 Georg Wrba, 1948 letzte Bestattung auf dem Alten Friedhof, 1975–1976 Übernahme des Alten Friedhofs durch die Stadt Wurzen und Umgestaltung zur Parkanlage, Errichtung der Volieren an der westlichen Friedhofsgrenze, 1976 Abbruch der Heiliggeistkirche.
  - Bauliche Schutzgüter:
    - Pesthäuschen: Baldachinanlage mit Kruzifixus und Inschrifttafeln, Kriegerdenkmal: Trauerhalle mit Wasserbecken, die Halle offen mit Pfeilern und Architrav, mit Skulpturengruppe von Georg Wrba, mit Weih-Einschrift und Stiftertafel, an den Pfeilerinnenseiten Namenslisten mit den Namen von Gefallenen 1914 bis 1918.
    - Einfriedung: Reste der südlichen Friedhofsmauer westlich und östlich des Kriegerdenkmals, Reste einer Mauer aus glasierten Ziegel an der westlichen Anlagengrenze von der Einfriedung des Johannishospitals stammend, Reste der westlichen Friedhofsmauer an der nordwestlichen, westlichen und östlichen Grenze, nördliche Porphyrmauer mit zwei Torsäulen am Mittelweg aus der Zeit um 1933.
    - Erschließung: Zugänge: Haupteingang mit zwei Torsäulen im Norden, zwei ehemalige Zugänge in der nördlichen Einfriedungsmauer noch erkennbar, zwei Wegeverbindungen vom Alten Friedhof zum Bahnhofsvorplatz, drei Wegeanbindungen von Bahnhofsvorplatz zu den angrenzenden Straßen.
    - Wegesystem: regelmäßiges Wegesystem der Gestaltung von 1870 weitgehend erhalten, einige Wege überwachsen oder verwischt, vorwiegend mit wassergebundener Decke, Reste von Natursteinkanten erhalten.
    - Wasserelemente: Wasserbecken mit seitlichen Steinbänken auf südlich des Kriegerdenkmals liegendem Vorplatz.
    - Vegetation:

  1. Alter Friedhof: Struktur aus jeweils vier Linden (Sommer- und Winter-Linden gemischt) an den Wegekreuzungen und jeweils zwei an den Wegenden, geschnittene Einfassungshecke aus Berberitzen (Berberis spec.) am Vorplatz des Kriegerdenkmals, vier Pyramiden-Pappeln am Kriegerdenkmal sind nicht mehr vorhanden.
  2. Bahnhofsvorplatz: originaler Gehölzbestand aus der Entstehungszeit weitgehend erhalten, zwei Blut-Buchen (Fagus sylvatica f. purpurea), Blau-Fichten (Picea pungens 'Glauca'), Douglasien (Pseudotsuga menziesii), Sommer- und Winter-Linden (Tilia platiphyllos und Tilia cordata), zwei Pyramiden-Eichen (Quercus robur 'Fastigiata', denkmalgerechte Ersatzpflanzungen).
4. ↑  Empfangsgebäude in seiner Grundsubstanz trotz Umbau und Erweiterung noch vorhanden, Details der Fassade charakteristisch für viele Bahnhofsbauten für diese Zeit, Bahnsteig 2, 3: verschraubte Holzkonstruktion, Bahnsteig 6: Holzdach bereits durch Wellblech ersetzt, Hausbahnsteig: profilierte Gusseisensäulen mit verzierten Verstrebungen, Holzüberdachung, Fußgängertunnel (Ziegelbogenmauerwerk) – ABBRUCH vor 2008, Wasserkran und Flügelsignale im Bahnhofsbereich – ABBRUCH vor 2008.
5. ↑  Denkmale der Krietsch-Werke: Roggen- und Weizenmühle. 1917 Brand der Krietschmühle, Neubau bis 1924 ausgeführt, Mühlen in Stahlbetonbauweise, neungeschossige Siloteile mit turmartigen Aufbau, Hauptbau sechsgeschossig, monumentales Mansarddach mit Schopf. 

Abgebrochene, denkmalwerte Teile der Mühlenanlage: 1994 Bürogebäude, 2002 Gasthaus zur Mühle mit Saal, zweigeschossig mit konvex vorspringendem Baukörper, Putzfassade, Korbbogenportal Mansarddach mit Schopf, Schleppgaupen, vor 2008 Bäckerei mit Ofenreihenanlage, quer zu Mühlen gelegen, viergeschossiger Bau, Schopfwalmdach, viereckiger flach gedeckter Turm, hohe Rechteckfenster, vorgelagert das Ofenreihengebaude, Toranlage, Werkstattgebäude und Heizhaus, Stallgebäude, eingeschossig, mit langgestrecktem Satteldach.
6. ↑  Villa: Sehr aufwendige Anlage mit Putzfassade, reiche spätklassizistische, formenreiche Ornamentik, mit Wintergarten, Wandelgang und Gartenanlage. Die Innenausstattung ebenfalls sehr aufwendig mit schmiedeeisernen Treppengeländern, Marmormosaikfußböden, auch innen Relieffriese und Stuckdecken. Die Architektur durch Brand schwer geschädigt, doch der ursprüngliche Bestand durchaus rekonstruierbar.
  - Eingangsbereich: repräsentatives Portal mit Treppe zum erhöht liegenden Garten und seitlich angeordneten Nebenräumen, oberhalb Sitzplatz mit Aussicht über den Mühlgraben in die Landschaft, Vorfahrtsbereich mit aufwändiger Pflasterung und abgrenzender Schutzmauer zur Straße.
  - Einfriedungs- und Stützmauer: südlich des Eingangsbereiches Zyklopenmauerwerk mit profilierter Abdeckung, Pfeilern und schmiedeeisernem Geländer, Terrasse mit zwei symmetrisch angeordneten Treppchen mit profilierten Stufen, in der Mitte Wandbrunnen mit Löwenkopf, eine von ehemals zwei jeweils vor den Treppchen angeordneten Eiben (Taxus baccata).
7. ↑  Schloss: 1491–1497 erbaut, bis 1581 Residenz der Bischöfe von Meißen, seit 1582 Stift Wurzen, 1819–1835 Sitz des Amtes Wurzen, bis 1950 Amtsgericht, 1950–2001 Polizei-Dienststelle, Wirtschaftsgebäude: Flstk. 313a als Kornhaus erbaut, danach als Stiftsgebäude genutzt, später Wirtschafts- und Verwaltungsgebäude, der Baukörper mit der südlich gelegenen Kustodie und dem Dom verbunden und
nahe beim Schloss, verputzt, Erdgeschoss sicher ursprünglich Stall, Obergeschoss möglicher weise Fachwerkkern, die Fenster zum Teil paarweise zusammengefasst, Wappenstein vermauert, der Treppenturm barock überformt, 2002–2003 Umbau zum Restaurant und Hotel.
Burgberg: nordwestlich des Schlosses und des Kornhauses terrassiert und Gelände durch Stützmauern aus Granit abgefangen. Einfriedung: Bruchsteinmauern aus rotem Granit, Pflaster: Zufahrt vom Domplatz und Radabweiser.
8. ↑  1491–1497 erbaut, bis 1581 Residenz der Bischöfe von Meißen, seit 1582 Stift Wurzen, 1819–1835 Sitz des Amtes Wurzen, bis 1950 Amtsgericht, 1950–2001 Polizei-Dienststelle, Wirtschaftsgebäude Flstk. 313a als Kornhaus erbaut, danach als Stiftsgebäude genutzt, später Wirtschafts- und Verwaltungsgebäude, der Baukörper mit der südlich gelegenen Kustodie und dem Dom verbunden und nahe beim Schloss, verputzt, Erdgeschoss sicher ursprünglich Stall, Obergeschoss möglicherweise Fachwerkkern, die Fenster zum Teil paarweise zusammengefasst, Wappenstein vermauert, der Treppenturm barock überformt. 2002–2003 Umbau zum Restaurant und Hotel.
9. ↑  vor der Stadt als Verbindung zwischen Stadtpark, Altstadt und Kanal angelegter Promenierweg, Verlängerung der vom heutigen Gerhart-Hauptmann-Platz (ehem. Eilenburger Platz) nach Westen führenden Straße, die sich dann in eine nach Norden und eine nach Süden führende Route teilt, der nördliche Weg endete am Mühlgraben südlich des Stadtparks und ist heute nicht mehr vorhanden, der südliche Weg führt zum Kanal und weitet sich auf halber Strecke um einen kleinen Teich mit Insel einzubinden, am Kanal biegt die Promenade wieder nach Osten ab und führt parallel zum Kanal zurück zur Stadt, nach Westen führender nördlicher Abschnitt mit zwei parallel verlaufenden Wegen und dazwischen liegender Rasenfläche mit Allee aus gegenständig angeordneten Rot-Eichen (Quercus robur), entlang des nach Süden abbiegenden Weges Allee aus wechselständig angeordneten Rot-Eichen (Quercus robur), südlich des Teiches wechselt die Baumart zu Winter-Linden (Tilia cordata), parallel zum Kanal dann Allee aus wechselständig angeordneten Rotblühenden Rosskastanien (Aesculus x carnea), alle Wege mit wassergebundener Decke, Störung der Promenade durch die kreuzende Umgehungsstraße.
10. ↑  Der linke Gebäudeteil mit Tordurchfahrt mit Segmenttonne, im Erdgeschoss mit Putznutungen, die Fenster mit Segmentbogenrahmungen mit Schlussstein und mit Gesimsstreifenbedachungen, auf Konsolen, Satteldach sicher verändert. Der rechte Gebäudeteil mit Natursteinsockel, Putznutungen, rechteckigen Fensterrahmungen, Sohlbänken auf Kopfkonsolen, Fensterbedachungen als Gesimsstreifen mit Palmettenbekrönung. Im Dachbereich sicher verändert, heute aufgestockt und Flachdach.

Sächsischen Broncewaren-Fabrik: gegr. 1862 durch Karl Adolf Seifert (1835–1897, auch Seyffert), Herstellung repräsentativer Leuchten aus Messing (im Sprachgebrauch als Bronze bezeichnet), 1889 Umwandlung in Aktiengesellschaft „Sächsische Bronzewarenfabrik AG vorm. K.A. Seifert“, Direktor wird Sohn Karl Max (1864–?), 1914: 300 Arbeiter, 1891 vier Niederlassungen: Berlin, München, Leipzig, Dresden, 1932 Konkurs, 1934 Bildung der „Sächsischen Broncewarenfabrik Neidhardt & Zimmermann“ (Gürtlermeister Arthur Zimmermann (1889–1973), Otto Neidhardt (gest. 1944)), Produktion von Wohnraumleuchten aus Messing und Schmiedeeisen, Lampenschirme, Drittes Reich: technische Leuchten und Armaturen für Kriegsmarine, ab 1950 Beleuchtungen für Passagier- und Frachtschiffe der DDR. nachfolgend Alleinproduzent für Schiffsleuchten der DDR, ab 1968 Herstellung von Spezialleuchten für Schienenfahrzeuge (produziert für VEB Waggonbau Ammendorf, Weitstreckenpersonenwagen für die UdSSR), 1957 teilweise staatliche Beteiligung am Betrieb durch den Hauptabnehmer VEB Mathias-Thesen-Werft, Wismar, 1972 zwangsweise Aufnahme des Betriebes in den VEB Spezialleuchtenbau Wurzen, 1972 Verschrottung des Modellfundus, 1985 besondere Bedeutung beim Wiederaufbau der Semperoper erlangt, 1990 Reprivatisierung des Unternehmens als „Sächsische Broncewarenfabrik GmbH“, ab 1994 „Spezialleuchten Wurzen GmbH, vorm. Sächsische Broncewarenfabrik“: Herstellung von dekorativen Leuchten und technischen Leuchten für Schiffs- und Fahrzeugbau, nach 2001 Übernahme der Rainer Haag GmbH, 1997 Übernahme der Jarmuth GmbH Soest (dekorative Lampen), 2002 Ausgliederung der LMW Leuchtenmanufactur Wurzen GmbH (Datum Umzug an anderen Ort ungeklärt).
11. ↑  Postamt, Klinkerfassade mit Werksteinteilen, 2 Seitenrisalite zur Bahnhofsstraße mit Zwerchhausgiebeln, an der rechten Stirnseite Risalit, Telegrafenturm mit Isolatoren vollständig erhalten, mit Treppe und aufwendiger Tür, Schulterbogenfenster, Segmentbögen mit diamantierten Schlusssteinen, Fensterbankgesimse auf Konsolen, über Fenster in der Mittelachse zur Bahnhofsstraße bezeichnet 1890, Hauptgesims auf Konsolen, Walmdach. Bis 2001 von der Post genutzt, seitdem Leerstand.
12. ↑  Posthof mit Anbau aus dem 19. Jh., Posthof mit aufwendig gestaltetem Portal in Werkstein, Wappen oberhalb des Türsturzes reicht in Schweifgiebel hinein, entstellend verputztes Erdgeschoss, erstes und zweites Obergeschoss mit Putzquaderung versehen, Fensterrahmung in Putz. Speichergebäude Ende des 18. Jh. in offener Bebauung mit Walmdach, vollständig verputzt. Stallgebäude Ende des 18. Jh. in offener Bebauung, Walmdach verputzt. Unter der Lagerhalle Kellergewölbe, Lager aus dem 20. Jh. mit originalem Keller vermutlich aus dem 18. Jh. Portal.
13. ↑  Filzfabrik J. D. Weickert, als Fabrik für optische Instrumente gegründet, Inhaber: August Moritz Weickert (1801–1878), nachfolgend Handlung für Werkzeuge und Eisenwaren, ab 1847 zusammen mit Friedrich Wilhelm Patzschke (Hutmachermeister, nachfolgend Sohn Carl Wilhelm Patzschke) Herstellung des ersten in Deutschland gefertigten Filz zur Verwendung als Hammerkopf-Filz (Pianoforte-Filz), Entwicklung zum mehrfach prämierten Unternehmen der Filzherstellung, 1861 Umsiedlung an den Mühlgraben, bis heute produzierend.
Fabrikgebäude: viergeschossiger Baukörper, gelber Klinker, Segmentbögen der Fenster mit roten Klinker abgesetzt, hoher Sägezahnfries am Hauptgesims, Ankerköpfe bezeichnet J. D. W. (Initialen des Fabrikbesitzer Weickert), Lisenengliederung, Sägezahnfries zwischen Erdgeschoss und 1. Obergeschoss und zwischen 1. und 2. Obergeschoss, Bruchsteinsockel (Polygonalmauerwerk), attikaartiger Aufsatz am Giebel, Treppenhaus überhöht mit zinnenartigen Aufsätzen, im Inneren Preußische Kappe, Stahlunterzüge und schlichte Gusssäulen mit Kopfverstrebungen, späterer Anbau mit Betonsäulen und gegliederter Betondecke, eingeschossiger Anbau (Filzereigebäude) mit Stahlbetonbindern, Fabrikantenvilla: zweigeschossige Villa, Klinkerbau mit Putzgliederung, Natursteinsockel in Polygonalmauerwerk, Eckerker, teilweise Risalite, Stichbogenfenster, Obergeschoss mit Rundbogenfenstern, Holzvorbau im Schweizer Stil, flach geneigtes Satteldach mit Überstand.
14. ↑  Im Jahre 1722 begann man im Kurfürstentum Sachsen mit der Aufstellung der Kursächsischen Postmeilensäulen. Kurfürst Friedrich August I. wollte hierdurch ein zeitgemäßes Verkehrs- und Transportleitsystem im Kurfürstentum aufbauen, um Handel und Wirtschaft zu fördern. Er beauftragte mit Generalvollmacht Magister Adam Friedrich Zürner (1679–1742) mit der Durchführung. Das System der Postmeilensäulen umfasste Distanzsäulen, Viertelmeilensteine, Halb- und Ganzmeilensäulen. Die Distanzsäulen sollten in den Städten vor den Stadttoren, später nur auf den Marktplätzen aufgestellt werden. Entlang der Poststraßen wurden Viertelmeilensteine, Halb- und Ganzmeilensäulen aufgestellt. Sie erhielten eine fortlaufende Nummerierung (Reihennummer), beginnend vom Anfang der Vermessung. Die Ganzmeilensäulen wurden außerhalb der Städte an den Poststraßen im Abstand von 1 Meile (= 9,062 km) aufgestellt. Die Distanzsäulen waren mit dem Monogramm „AR“ für „Augustus Rex“, dem kursächsisch und polnisch-litauischen Doppelwappen sowie der polnischen Königskrone gekennzeichnet. Die Ganzmeilen-, Halbmeilensäulen und Viertelmeilensteine waren alle ähnlich beschriftet, alle trugen kein Wappen, aber das Monogramm „AR“. Die Entfernungsangaben erfolgten in Wegestunden (1 Stunde= ½ Postmeile = 4,531 km). Dieses Meilensystem war das erste europäische Verkehrsleitsystem. Der hier betrachteten Säule kommt als Teil des überregional bedeutenden Postwegesystems eine hohe verkehrsgeschichtliche Bedeutung zu (LfD/2013).
15. ↑  Fabrikareal mit mehreren Produktionsgebäuden
  - Produktionsgebäude: 2,5-geschossig, verputzter Ziegelbau, Putzquaderung (genutete Lisenen), vielgliedrige Industriefenster, Fensterbögen in Klinkerausführung, Erdgeschoss mit Rundbogenfenstern, am Risalit Zwillingsfenster mit verbundenem Gesims, Fenster mit Ziegeln eingefasst, Gurtgesims zwischen 1. Obergeschoss und 2. Obergeschoss, flachgeneigtes Satteldach, Stockwerkgesims, im Inneren zwei Reihen gusseiserne Säulen (schlicht) unterschiedlicher Stärke, daran Anbauten (Lager) ab 1872: vormals eingeschossig, aufgestockt, im Erdgeschoss originale Fenster, weitere giebelständigen Anbauten nach 1877, Lager/Versandgebäude: Erweiterungsbau, Fenster der nebenstehenden Gebäude im Inneren, beim Um- bzw. Anbau Fenster wiederverwendet, im Original erhalten.
  - Kesselschmiede: vor 1900, wahrscheinlich zu den ersten Gebäuden gehörend, zweigeschossig, originale Fenster, im Inneren einfach gestaltete Gusssäulen.
  - Produktionsgebäude, 1867 erbaut, ältestes Gebäude, zweigeschossig, im Erdgeschoss originale Fenster, 1997 saniert (bezeichnet), flaches Satteldach, im Inneren schlichte Gusssäulen sowie kleine Sammlung von Archivalien des Betriebes (u. a. Chronik zum 50-jährigen Bestehen 1872–1922) und Aktenarchiv.
  - Produktionshalle, vor 1900 errichtet, verputzter Klinkerbau, mit Sheddach erbaut, Dach später erneuert, Fenster original, neuerer Anbau, im Inneren umgebaut.
  - Produktionsgebäude, vor 1900, langgestreckter, eingeschossiger Bau, Pultdach, originale Fenster.
  - Fabrikantenwohnhaus an der Straße: gründerzeitlicher Klinker-Putzbau mit Eckerker und schönen Portalen, 2,5-geschossig, umlaufendes Gurtgesims.
16. ↑  Blockhafter breitgelagerter Speicherbau in Ziegelmauerwerk, hohes steiles Satteldach mit zwei Reihen übereinander angeordneter Schleppgaupen, Biberschwanzdeckung, im Erdgeschoss Tore mit Segmentbogen, Anlieferungsrampen beidseitig bereits entfernt, Fenster desolat. Siloteil: Zwölf hochaufragende schmale Silobehälter aus genieteten Stahlblech werden zusammen mit dem zentralen Treppenhaus von einem hohen Walmdach überfangen, mit kleinem Dachreiter bekrönt, Biberschwanzdeckung, überragt als Dominante den angebauten Schüttbodenspeicher, Gebäude teilsaniert (Dacheindeckung, Farbanstrich); erfasst unter der Anschrift: Dresdener Straße 54/56.
17. ↑  Sachgesamtheit Neuer Friedhof Wurzen
  - Geschichte: 1886/1887 Bau der Kapelle im Stile der Neorenaissance durch den Architekten Hermann Blankenburg, 1887 Einweihung des Friedhofs und erste Bestattung, 1928 Erweiterung der Kapelle durch drei flache Anbauten im Sinne des Art déco nach den Plänen des Wurzener Architekten Prof. Mannewitz, der Friedhof besteht aus dem ursprünglichen Friedhofsteil, einer ersten und zweiten Erweiterungsfläche östlich davon und einer dritten Erweiterung im Norden (wahrscheinlich erst nach dem Zweiten Weltkrieg).
  - Bauliche Schutzgüter:
    - Gebäude: Friedhofsverwalterhaus am Haupttor und Friedhofskapelle, Einfriedung: Backsteinmauer mit Sockel aus Zyklopenmauerwerk und gliedernden Pfeilern mit profilierter Sandsteinabdeckung um den ursprünglichen Friedhofsteil und der ersten Erweiterungsfläche, Holzlattenzaun mit Backsteinsockel und -pfeilern (teilweise in Klinker erneuert) an der südlichen und östlichen Grenze der dritten Erweiterung.
    - Erschließung: Zugänge: Friedhofstor aus Backstein mit Zufahrtstor und zwei Pforten sowie Sandsteinbekrönungen an der Dresdener Straße, bildet mit der Kapelle eine zentrale gestalterische Achse im ursprünglichen Friedhofsteil, kleine Pforte im Westen des ursprünglichen Friedhofsteils.
    - Wegesystem: orthogonales Wegesystem mit wassergebundener Decke, zentrale Hauptachse vom südlichen Friedhofstor zur Kapelle und zu einem weiteren nördlichen Tor zur dritten Erweiterungsfläche im Norden, Gedenkanlage für die Gefallenen des Ersten Weltkrieges mit Gedenkstein und Kriegsgräbern, Kriegsgräberanlage für die Gefallenen des Zweiten Weltkriegs, zwei Gedenksteine für die Opfer des Faschismus (Hungermarsch April 1945), Wasserelemente: Brunnen mit Pergola am Hauptweg.
    - Vegetation: Alleen und Baumreihen: im ursprünglichen Friedhofsteil und der ersten Erweiterungsfläche Alleen aus Winter-Linden (Tilia cordata) entlang der Wege, von der Hauptachse nach Osten verlaufende Allee aus Rot-Eichen (Quercus rubra) und Sumpf-Eichen (Quercus palustris) im nördlichen Erweiterungsteil, südlich der Friedhofsmauer Baumreihe aus Winter-Linden (Tilia cordata), waldartiger Baumbestand aus u. a. Kiefern (Pinus sylvestris), Fichten (Picea spec.) und Blut-Buchen (Fagus sylvatica f. purpurea) im zweiten Erweiterungsteil, hier auch geschnittene Buchen-Hecken (Fagus sylvatica) und Rhododendronbestände.
18. ↑  Einzeldenkmale Neuer Friedhof
  - Friedhofskapelle und Trauerhalle: Kapelle und Halle als dreiflüglige Anlage mit Vorhalle, Putzfassade, lisenengegliedert, Rundbogenfenster, steigender Konsolfries, Blendrundbogen über der Vorhalle, die Seitenflügel eingeschossig, mit Lisenen. Kapelle mit Satteldach, Flügel mit Walmdach.
  - Einfriedung: Backsteinmauer mit Sockel aus Zyklopenmauerwerk und gliedernden Pfeilern mit profilierter Sandsteinabdeckung um den ursprünglichen Friedhofsteil und der ersten Erweiterungsfläche, Friedhofstor: aus Backstein mit Zufahrtstor und zwei Pforten sowie Sandsteinbekrönungen an der Dresdener Straße, bildet mit der Kapelle eine zentrale gestalterische Achse im ursprünglichen Friedhofsteil.
  - Gedenkanlage für Gefallene des Ersten und Zweiten Weltkriegs sowohl Zivilopfer des Zweiten Weltkriegs: im Zentrum Gedenkstein, Sandstein, mit Inschrift: „Selig sind/ die Todten, die in/ dem Herrn sterben/ von nun an./ Offb. Joh. 14.13./ Den treuen Kämpfern./ Die Kirchgemeinde Wurzen.“, um den Stein in Reihen angeordnete Einzelgräber mit Holzkreuzen, am Rand der Gedenkanlage auch ein Privatdenkmal der Familie Emil Jacob, zur Erinnerung an ihre gefallenen Söhne, Natursteinstele mit Eisernem Kreuz in Bronze.
  - Gedenkstätte für 60 KZ-Häftlinge eines Todesmarsches von einem Außenlager des KZ Buchenwald, die im April 1945 von SS-Männern ermordet wurden: beidseits des zur Friedhofskapelle führenden Hauptweges, efeubedeckte Grünflächen mit je einem breitgelagerten Gedenkstein (Granit) mit Inschrift „HIER RUHEN/ ERMORDETE/ OPFER DES FASCHISMUS/ HUNGERMARSCH APRIL 1945“, über der Inschrift Roter Winkel, hinter dem westlichen Teil der Anlage Soldatengräber des Zweiten Weltkriegs, Holzkreuze, südlich der Gedenkstätte für die KZ-Opfer, östlich des Hauptwegs, Zwangsarbeitergräber, Holzkreuze.
  - Grabmale: Wandstelle August Wilhelm Kaniss (1837–1917, Fabrikant, Drahtseilfabrik und Riemenweberei A. W. Kaniss), Sandstein, Grabstätte Georg Juel (1840–1900), Grabstätte Fam. Gustav Adolf Schütz (1852–1930, Ingenieur und Fabrikant, Maschinenfabrik Schütz & Hertel, später G. A. Schütz OHG), um 1900/1910, mit den Grabmalen Marie Schütz geb. Sander (1859–1915), Walter Schütz (1889–1898) und Helene Charlotte Schütz (1885–1918), Grabstätte Friedrich Herrmann Schroth (1836–1913, Wollwäschereibesitzer, Wollwäscherei Schroth) und seiner Ehefrau Johanna Sophie Pauline Schroth geb. Leischnig (1840–1934), mit weiteren Grabmalen u. a. für Walter Wiesengrund (1853–1900) und Antonie Wiesengrund geb. Schroth (1866–1946) (Grabstelle 144), Grabstätte Dirk Johan Theodoor Bijl de Vroe (1857–1933, Chefingenieur und Direktor in der Maschinenfabrik G. A. Schütz OHG), mit Angehörigen, unbekannte Grabstelle (Bmstr.) mit kunstvollem Gitter, Grabmal Fam. Zimmermann, Säulenstellung mit Figur, Sandstein und Muschelkalk, um 1910/15, Wandstelle Fam. Otto Thieme (1857–1907), schwarzer Granit, Wandstelle Fam. Heinrich August Schmidt (1846–1925, Fabrikant, Blech- und Eisenwarenfabrik H. Aug. Schmidt), Kommerzienrat, Architekt Gustav Steinert Leipzig, Bronzemedaillon sign. P. Sturm 1913, roter Granit, Engelsfigur in Marmor (Grabstelle 86, 87), Wandstelle Fam. Fritz (Friedrich Wilhelm) Klug (1872–1936, Fabrikant, Chemische Fabrik Gebrüder Klug), um 1910, Architekt Walter Hessling, Leipzig, Ausführung Laboratssteinwerke O. Damm & A. Liegert, Leipzig-Connewitz (Grabstelle 79), Grabstelle Johannes Merzdorf (1883–1914), Helene Merzdorf geb. Richter (1858–1919) und Otto Merzdorf (1845–1923), schwarzer Granit mit Marmorfigur (Trauernde), Grabstelle Hans Hennig (1878–1913), Marie Luise Hennig geb. Seidel (1855–1913) und Joh. Theodor Hennig (1848–1913), Kalkstein (?), Wandstelle Fam. Hermann Mannewitz (1861–1924), Kunst- und Naturstein, unbekannte Grabstelle, Naturstein, antikisierende Form, ädikulaartiger Rahmen mit eingestellter Vase und seitlichen Wangen, um 1915, Grabmal Fam. Thalemann, Otto Thalemann (1879–1917), Sandstein, Exedragrab mit Ädikularahmung in der Mitte, hier Postament mit Stahlhelm, Grabplatte Fam. Louis Haupt (1856–1925, Mühleningenieur, Produktions-, später Betriebsleiter in den Krietschwerken), Otto Thomas Haupt (1874–1923), Sandstein, Zunftzeichen der Müller, Rand mit vegetabiler Verzierung, metallene Heberinge (Grabstätte III/50), Grabmal Robert Zimmermann (1869–1927, Inhaber der Kartonagenfabrik Zimmermann & Breiter), Bronzefigur (Trauernde) auf  Muschelkalksockel, mit gerundeter Steineinfassung, um 1920 (Grabstätte III/22), Grabmal Fam. Kinzel, Muschelkalk, reich verzierte Vase auf Säulenstumpf, um 1920, Grabplatte Fam. Zachmann (Bergbau- und Steinbruchunternehmer), Wilhelm Zachmann (1901–1918), Sandstein, als Schmuck Emblem mit gekreuzten Hammer und Schlegel im Eichenkranz, metallene Heberinge, Grabmal Ferdinand Becker (1915–1933), Sohn des Bürgermeisters Dr. Becker, Granitfindling, Emblem mit Adler, in dessen Klauen Propeller, vor dem Stein originaler Flugzeugpropeller.
19. 1 2  Kasernenkomplex, großzügige Anlage mit vielen, mehrgeschossigen, zum Teil ausgesprochen monumentalen Klinkerbauten, Fuhrparkkomplex mit eingeschossigen Lager- und Gerätehallen, Haus 14 und Haus 15, Flstk. 1059/26, abgebrochen 1997 und 2004/2005, ausgedehnter Exerzierplatz.

1920–1934 zivile Nutzung (u. a. das Haus Juelstraße 24 von Freimaurern genutzt), 1934–1945 Kaserne eines Flakregiments der Wehrmacht, 1945–1992 Kaserne der Roten Armee der Sowjetunion, ab 1996 zivile Nutzung. 

Unter Schutz stehen folgende Gebäude:
Haus 1 (Stollwerckstraße 2, Flstk. 1059/2),
Haus 3 (Stollwerckstraße 4, 6/Warsteiner Straße 3,5, anfangs Stollwerckstraße 4, 6, 8, 10, Flstk. 1059/11, ehem. Flstk. 1059/8),
Haus 5 (Stollwerckstraße 1, 3, 5, Flstk. 1059/1),
Haus 6 (Stollwerckstraße 7, 9, 11 – mit Juelstraße 7, Flstk. 1059/13 und 1059/16, ehem. Flstk. 1059/10),
Haus 7 (Juelstraße 24, Flstk. 1059/21),
Haus 10 („Fähnrichhaus“, Juelstraße – hinter Nummer 24, Flstk. 1059/17),
Haus 11 (Juelstraße – hinter Nummer 24, Flstk. 1059/26, ehem. Flstk. 1059/14),
Haus 131 (Eilenburger Straße 25, Flstk. 1059/9).
Abbruch 1996/97: Haus 12, Haus 13, Haus 16, Haus 17, Haus 18, Haus 19 und Haus 20.

Keine Denkmale – die Bauten der 1930er Jahre am Exerzierplatz: Haus 23 (Flstk. 1059/26) und Haus 30 (Flstk. 1059/26).
20. ↑  Einzeldenkmale im Stadtpark:
  - Turm: Staffagebau in Bruchstein- und Ziegelmauerwerk mit quadratischem Sockel, rundem Schaft, Zinnen, Plattform auf Konsolen, mit Rundbögen verbunden, Treppenhaustürmchen mit Kegeldach und Spitzbogenportal.
  - Grotte: als Quelleinfassung mit zum Teich führenden Wasserlauf ausgebildet, links und rechts davon bogenförmige Bänke angeordnet.
  - Denkmal für die Gefallenen des Ersten Weltkrieges: im nördlichen Teil der Parks, mit Rhododendren als Kulissenpflanzung, Vorderseite: „IHREN IM WELTKRIErdgeschoss 1914–1918 GEFALLENEN“, Rückseite: „DAS FELD-ART.-REG. 78 UND SEINE VERBAENDE“, Sandstein-Quader, zweistufiger Sockel, Kranz, Volutenkopf, bezeichnet ARCH. W. GRUNER.
  - Gedenkstätte für die Opfer des Faschismus (OdF-Denkmal) mit Albert-Kuntz-Denkmal: halbrunder Mauerzug mit je einer Gedenkplatte an den beiden Kopfenden: „ZUM GEDENKEN AN DIE ERMORDETEN OPFER DES FASCHISMUS HUNGERMARSCH APRIL 1945“, in die Innenseite der Mauer eingelassen 20 Inschrifttafeln (teilweise mit Namen), im Zentrum der Anlage Sockel mit Figurengruppe – Häftling mit russischem Soldat (Bronzeguss), in der Achse dazu Büste von Albert Kuntz (Bronzeguss).